# المسيحية
الْمَسِيحِيَّة أو النَّصْرَانِيَّة، هي ديانة إبراهيمية، وتوحيدية، متمحورة في تعاليمها حول الكتاب المقدس، وبشكل خاص يسوع، الذي هو في العقيدة متمم النبؤات المُنتظَر، وابن الله المتجسد؛ الذي قدّم في العهد الجديد ذروة التعاليم الروحيّة والاجتماعية والأخلاقية، وأيّد أقواله بمعجزاته؛ وكان مخلّص العالم من الخطيئة الأصلية، بموته على الصليب وقيامته، والوسيط الوحيد بين الله والبشر؛ وينتظر معظم المسيحيين مجيئه الثاني، الذي يُختم بقيامة الموتى، حيث يثيب الله الأبرار والصالحين بملكوت أبدي سعيد. تؤمن المسيحية بإله واحد، ويشمل مفهوم الله الواحد عند أغلب الطوائف المسيحية ثلاثة أقانيم متحدين في الجوهر وهم «الآب والإبن والروح القدس»، وهو ما يُعرف بالثالوث الأقدس.
تُعدّ المسيحية أكبر دين مُعتنق في البشرية، ويبلغ عدد أتباعها 2.4 مليار أيّ حوالي ثلث البشر، كذلك فالمسيحية دين الأغلبية السكانية في 126 بلدًا من أصل 197 بلدًا في العالم؛ ويُعرف أتباعها باسم المسيحيين؛ جذر كلمة «مسيحية» يأتي من كلمة المسيح التي تعني «من وقع دهنه» أو «الممسوح بالدّهن المقدّس»؛ وتُعرف أيضًا لناطقي العربية باسم النَّصرانية، من كلمة الناصرة بلدة المسيح.مت 2:23] نشأت المسيحية من جذور وبيئة يهودية فلسطينية خلال فترة يهودية الهيكل الثاني المتأثرة بالهلنستية في القرن الأول الميلادي في مقاطعة يهودا الرومانية، وسرعان ما اجتذبت الأغيار، مما أدى إلى الابتعاد عن العادات اليهودية تدريجيًا بعد سقوط القدس عام 70م الذي أنهى اليهودية القائمة على الهيكل الثاني.
خلال أقل من قرن بعد المسيح وُجدت جماعات مسيحية في مناطق مختلفة من العالم القديم حتى الهند شرقًا بفضل التبشير، وخلال القرنين التاليين ورغم الاضطهادات الرومانية، غدت المسيحية الديانة الرسمية للإمبراطورية الرومانية بعد تبني قُسْطَنْطِينُ العَظِيمُ لها في عام 380م؛ وساهم انتشارها ومن ثم اكتسابها الثقافة اليونانية لا بانفصالها عن اليهودية فحسب، بل بتطوير سمتها الحضارية الخاصة. المسيحية تصنّف في أربع عائلات كبيرة: الكاثوليكية، البروتستانتية، الكنيسة الأرثوذكسية والكنائس الأرثوذكسية الشرقية؛ وإلى جانب الطوائف، فإنّ للمسيحية إرثًا ثقافيًا دينيًا واسعًا يدعى طقسًا، حيث أن أشهر التصنيفات، وأعرقها في هذا الخصوص، هي المسيحية الشرقية والمسيحية الغربية.
تركت الثقافة المسيحية، تأثيرًا كبيرًا في الحضارة الحديثة وتاريخ البشرية على مختلف الأصعدة. لعبت المسيحية دورًا بارزًا في تطوير الحضارة الغربية، ويمتد تاريخ العالم المسيحي لما يقرب من 1700 عام ويتضمن مجموعة متنوعة من التطورات الاجتماعية والسياسية والفكرية، بالإضافة إلى التطورات في الفنون والعمارة والأدب والعلوم والفلسفة والتعليم والتكنولوجيا. بعد عصر الاستكشاف (القرنين الخامس عشر والسابع عشر)، انتشرت المسيحية في الأمريكتين وأوقيانوسيا وأفريقيا جنوب الصحراء وبقية أنحاء العالم من خلال العمل التبشيري والتجارة الواسعة والاستعمار الأوروبي. على الرغم من انخفاض معدل الالتزام في الغرب، لا تزال المسيحية هي الديانة السائدة فيها، حيث أنَّ حوالي 70% من سكان العالم الغربي مسيحيون. وتنمو المسيحية في إفريقيا وآسيا، فمنذ مطلع القرن العشرين انتشرت المسيحية بسرعة في بلدان الجنوب العالمي.
يُشار أحيانًا إلى التاريخ المبكر للكنيسة الموحدة للمسيحية قبل الانقسامات الرئيسية باسم الكنيسة العظمى، وشهدت الكنيسة لاحقًا انقسامات أبرزها كان عام 1054 (الانشقاق العظيم) وخلال عصر الإصلاح البروتستانتي في القرن السادس عشر. أكبر أربعة فروع للمسيحية هي الكنيسة الكاثوليكية (1.3 مليار)، والبروتستانتية (800 مليون)، والكنيسة الأرثوذكسية (220 مليون)، والكنائس الأرثوذكسية المشرقية (60 مليون)، ويوجد عدد من الطوائف المسيحية الأخرى الأصغر وذلك على الرغم من الجهود المبذولة نحو الوحدة المسيحية المسكونية. تُعدّ المسيحية ديانة كونية والأكثر انتشارًا جغرافيًا بين جميع الأديان؛ يعيش حوالي 37% من المسيحيين في الأمريكتين، وحوالي 26% في أوروبا، وحوالي 24% في إفريقيا جنوب الصحراء الكبرى، وحوالي 13% في آسيا ومنطقة المحيط الهادئ، بينما يعيش 1% من المسيحيين في الشرق الأوسط وشمال أفريقيا؛ مهد الديانة المسيحية. وفقًا لعلماء وباحثين، فإن مذهب الخمسينية البروتستانتي هو من أسرع المذاهب الدينيَّة نمواً في العالم.

## التسمية
كلمة مَسِيْحِيَّة (باليونانية: Χριστιανισμός) ومَسِيْحِيّ (باليونانية: Χριστιανός؛ وأيضًا χρηστιανός) هي نسبة إلى «المسيح»، ومعناها في العهد القديم الممسوح بالدهن المقدس، وربما تكون مشتقة من الكلمة الآرامية السريانية (ܡܫܝܚܐ، نقحرة: مشيحا) وتكتسب الآرامية أهمية دينية خاصة في المسيحية، وذلك لأن يسوع قد تكلّم بها، وكلمة مسيحي في معظم اللغات الهندوأوروبية مشتقة من الكلمة اليونانية «Хριτός، نقحرة: خريستوس» واللاتينية «Christos، نقحرة: كريستوس» بمعنى المسيح، وهو أصل المصطلح المتعارف عليه اليوم في تلك اللغات.

ظهر استخدام كلمة مسيحي لأول مرة في حوالي عام 42 للميلاد، حيث يذكر سفر أعمال الرسل إعطاء أتباع يسوع لقب مسيحيين في مدينة أنطاكية: 
| المسيحية | فَحَدَثَ أَنَّهُمَا اجْتَمَعَا فِي الْكَنِيسَةِ سَنَةً كَامِلَةً وَعَلَّمَا جَمْعًا غَفِيرًا. وَدُعِيَ التَّلاَمِيذُ «مَسِيحِيِّينَ» فِي أَنْطَاكِيَةَ أَوَّلاً. | المسيحية |

التسمية العبرية للديانة المسيحية هي نَتسْروت (נָצְרַוּת) ونُصريم (נוּצְריְם)، والتسمية العربية المعاصرة هي مَسِيحيَّة ومَسِيْحِيُّوْن نسبة إلى المسيح، والتسمية العربية القديمة هي نَصْرَانِيَّة ونَصَارَى، من كلمة الناصرة بلدة يسوع، أو نسبة لكلمة «أنصار الله» المذكورة بالقرآن ﴿يَا أَيُّهَا الَّذِينَ آمَنُوا كُونُوا أَنْصَارَ اللَّهِ كَمَا قَالَ عِيسَى ابْنُ مَرْيَمَ لِلْحَوَارِيِّينَ مَنْ أَنْصَارِي إِلَى اللَّهِ قَالَ الْحَوَارِيُّونَ نَحْنُ أَنْصَارُ اللَّهِ فَآمَنَتْ طَائِفَةٌ مِنْ بَنِي إِسْرَائِيلَ وَكَفَرَتْ طَائِفَةٌ فَأَيَّدْنَا الَّذِينَ آمَنُوا عَلَى عَدُوِّهِمْ فَأَصْبَحُوا ظَاهِرِينَ ۝١٤﴾ [الصف:14]. يذكر أن معظم المسيحيين العرب الحاليين يصفون أنفسهم بالمسيحيين.

## التاريخ

خط زمني للفروع الأساسية للكنائس المسيحية بحسب العقيدة.

### النشوء والانتشار

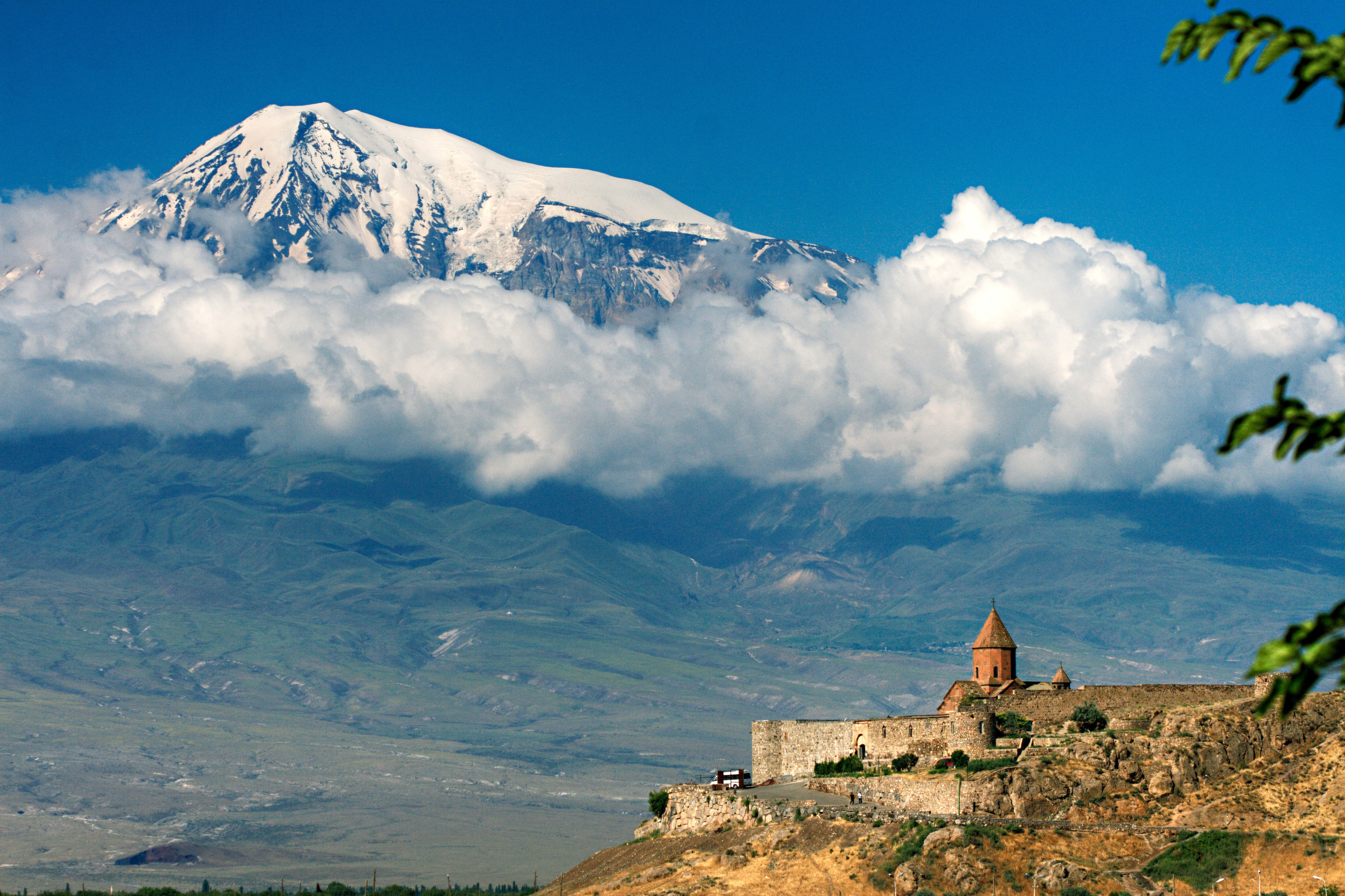
أحد الأديار الأرمنية القديمة من القرن السابع مقابل جبل أرارات، تعدّ أرمينيا أول الممالك التي تحولت بالكامل إلى المسيحية.

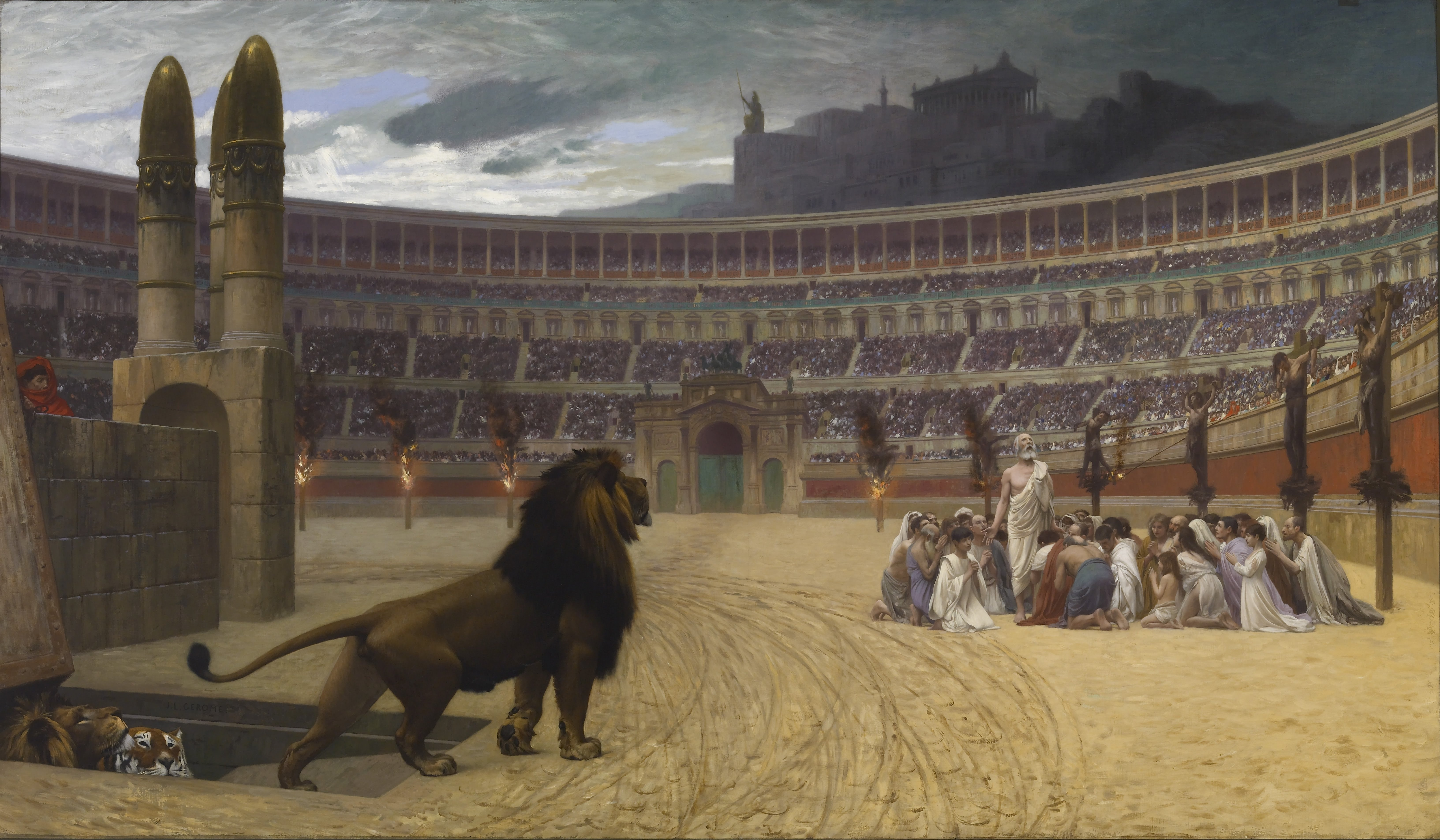
الصلاة الأخيرة لمسيحيين خلال أحد حفلات التعذيب في الكولسيوم، روما لوحة لجان ليون جيروم سنة 1834.

طبقًا لرواية الكتاب المقدس فإنه وبعد نشاط علني دام قرابة ثلاث سنوات في فلسطين وضمن بيئة يهودية، صعد يسوع المسيح إلى السماء بعد أن قدّم تعاليمه ومواعظه وأجرى المعجزات وتمم النبؤات، وافتتح العهد الجديد طالبًا البشارة إلى كافة أصقاع الأرض، موكلاً الأمر إلى تلامذته، وواعدًا بالرجوع.
يقدّم سفر أعمال الرسل، بعض المحطات التاريخية في حياة الجماعة المسيحية الأولى، والتي كانت تعيش مواظبة على الصلاة في حياة مشتركة في كل شيء،أع 2:45] آخذة أعدادها بالنمو والازدياد، حتى امتدت سريعًا إلى خارج بيئتها اليهودية - الفلسطينيّة، فوجدت خلال عشرين عامًا جماعات مسيحية في سوريا وآسيا الصغرى وبلاد الرافدين ومصر واليونان وإيطاليا وجنوب القوقاز وقرطاج القديمة وإثيوبيا. وصدر حوالي عام 49 مرسوم طرد المسيحيين واليهود من روما، في حين انعقد مجمع أورشليم عام 50 للتباحث في علاقة المسيحيين من أصل يهودي، مع المسيحيين من أصل أممي؛أع 6:15] وكان أن اتهم نيرون المسيحيين زورًا حسب رأي أغلب المؤرخين، بإشعال حريق روما عام 64 فجرّد حملة اضطهادات عنيفة؛ ومع مقتل أو وفاة أغلب الحلقة المقربة من المسيح، ظهرت شخصيات جديدة شكلت الحلقة الأولى من آباء الكنيسة.
لقد دعت الجماعات المسيحية الأولى نفسها باسم «الغرباء»، إذ وجدوا أنفسهم في «منفى أرضي» مقابل «الوطن السماوي»، وعزفوا عن السياسة أو التجارة أو الفلسفات، وفي المقابل اهتموا بالفقراء والعجزة والمرضى والعبيد، والإخلاص في الزواج مقارنة بتحلله في المجتمع اليوناني - الروماني. وكان القرن الثاني، موعدًا لاضطهادات كثيرة عرفت باسم الاضطهادات العشرة في الإمبراطورية الرومانية، قضى خلالها وعلى مدى القرن والقرن التالي مئات الآلاف من المسيحيين؛ وأما المبررات المقدمة للاضطهاد فكانت رفض عبادة الإمبراطور من جهة، والمؤسسة المسيحية النابذة للعالم الوثني وقيمه، والمنغلقة على ذاتها نوعًا ما من جهة ثانية.
ومنذ النصف الثاني للقرن الثاني، كانت أسفار العهد الجديد قد جمعت كما يشهد قانون موراتوري، وانتشرت الكنائس في الريف كما في المدن، وأخذت المؤسسات الكنسية، كالأبرشيات تأخذ شكلها المعروف، وظهر اللاهوت الدفاعي أي مجموع الكتابات التي تدافع عن العقيدة بوجه خصومها، لاسيّما الغنوصية والمانوية. وقد استمرت مسيحية القرن الثالث بالنمو، وجذبت مزيدًا من المنضوين تحت لوائها، وأقدم البلاد التي تنصّرت بالكامل هي مملكة أرمينيا ومملكة الرها، كما وجدت جماعات مسيحية مزدهرة في الهند والحبشة وشبه الجزيرة العربية؛ وعلى الصعيد الفكري فإن المدارس اللاهوتية قد تكاثرت ونبغ منها مدرستي الإسكندرية وأنطاكية، وبرزت خطوط تفسير الكتاب المقدس وتصلّبت أشكالها، كما تنظمت مؤسسة الرهبنة بعد أن كانت أفرادًا أو مجموعات صغيرة لا منظم لها، بوصفها أفرادًا تخلوا عن العالم المادي وكلّ ما فيه في سبيل التكرّس للدين والإيمان. وعمومًا يرجع أغلب المؤرخين الكنسيين للقرن الثالث وإن كان قد وجد بعض المؤرخين أقدم طورًا من ذلك؛ أما على الصعيد الاجتماعي فإن الفكرة القائلة بمجيء سريع للمسيح قد تلاشت وأخذت المجتمعات المسيحية تنفتح نحو المشاركة في الحياة الاقتصادية والثقافية، وإن كان بعض الأباطرة أمثال فيليب العربي، قد مالوا نحو المسيحية، فإن البعض الآخر قد حاول القضاء عليها بالاضطهاد والتنكيل، رغم عدم نجاعة الحل المقترح في ضبط انتشار الدين، وعمومًا فإن الشهداء في المسيحية يذكرون ثالثًا بعد الأنبياء والرسل بوصفهم شهود الإيمان وناشريه حتى اليوم.

### القرون الوسطى المبكرة

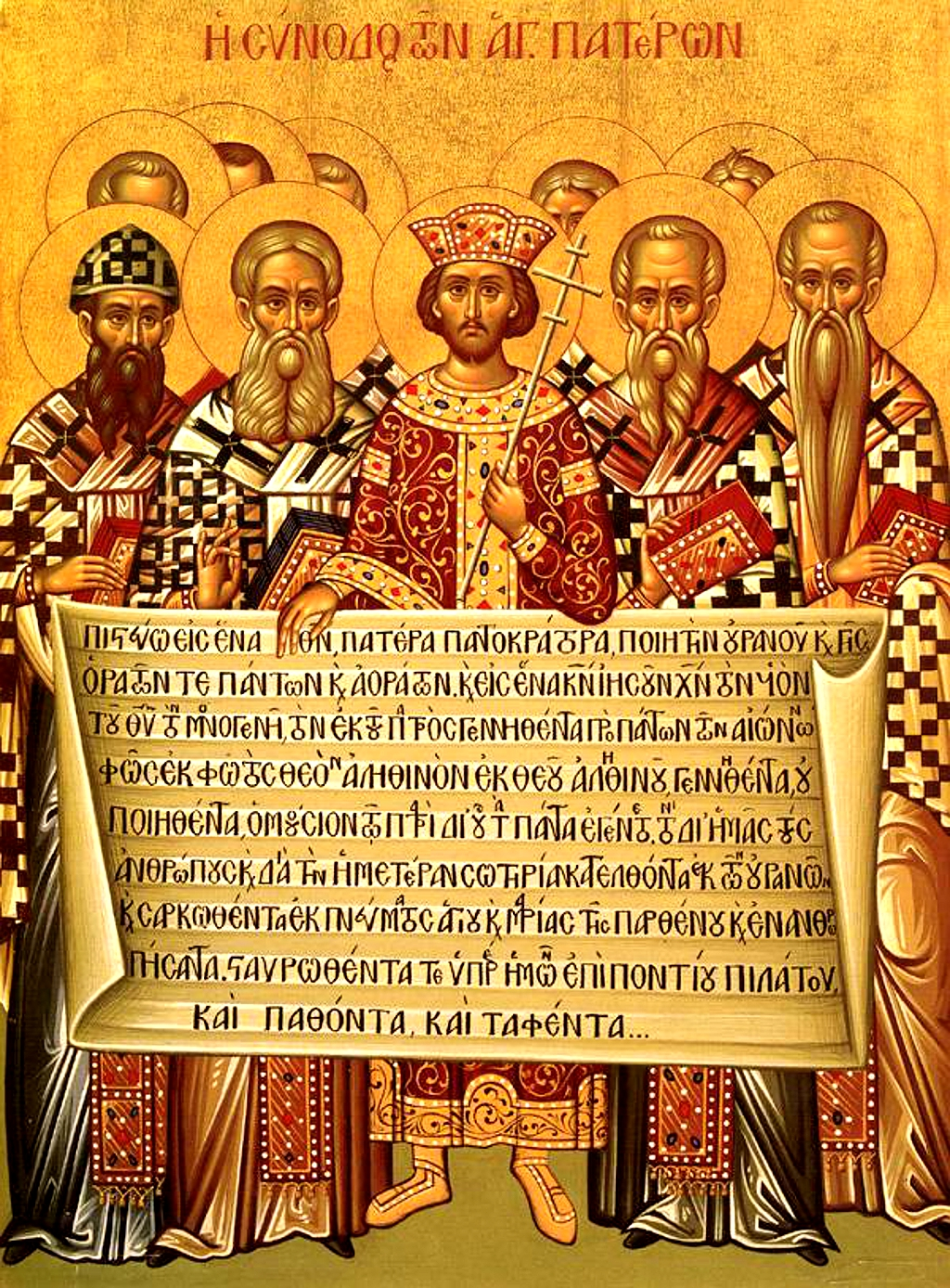
الإمبراطور قسطنطين الأول محاطًا بالأساقفة مشهرين قانون الإيمان، في مجمع نيقية.

الطيف المسيحي في الخريستولوجيا بين القرنين الخامس والسابع، يظهر معتقدات كنيسة المشرق (أزرق فاتح) والكنائس الميافيزية (أحمر فاتح) والكنائس الغربية (بنفسجي فاتح).

كانت بداية القرن الرابع، موعدًا لنهاية زمن الاضطهاد، فإن مرسوم غاليريوس التسامحي ثم مرسوم ميلانو عام 312، اعترف بالمسيحية دينًا من أديان الإمبراطورية، وحسب التقليد فإن القديس قسطنطين قد وعد الله باعتناق المسيحية إن انتصر في أحد معاركه على الفرس، فكان له ما أراد. وفي عام 330 نقلَ العاصمة من روما إلى القسطنطينية، والتي أصبحت مركز المسيحية الشرقية ومركز حضاري عالمي، ودُرَّة المدن المسيحية، وحاضرةً للعلوم والفنون البيزنطية، ومخزنًا للتماثيل ومخطوطات العصر الكلاسيكي، فأضحت أعظم مدن العالم في ذلك العصر، إذ كانت على جانبٍ كبيرٍ من التنظيم والتنسيق والتطوُّر بمقاييس زمانها. وما تلا ذلك من تراجع سريع لبقايا الوثنية. وفي عام 325 انعقد المجمع المسكوني في نيقية للتباحث في قضايا تنظيمية وطقسية في الكنيسة، أما موضوعه الأساسي فكان المذهب الذي علّمه آريوس، والقائل بخلق الكلمة، وكونها من غير ذات الجوهر الإلهي، فعزل وحرم وصيغ في المجمع قانون الإيمان الذي لا يزال مستخدمًا إلى اليوم. غير أن حرم الآريوسية، لم يكن يعني اندثارها، إذ استمرت في مختلف أنحاء العالم المسيحي، حتى القرن الثامن، وشغل أساقفة آريوسيون مناصب هامة في فترات معينة. وكان مجمع القسطنطينية عام 380 قد جاء مكملاً لحرم الآريوسية بتثبيت طبيعة الروح؛ أما المجمعين اللاحقين أي مجمع أفسس عام 431 ومجمع أفسس الثاني أو مجمع خلقيدونية عام 451 فقد انعقدا للتباحث في شؤون خريستولوجية، أي طريقة اتحاد الكلمة بالطبيعة الإنسانية، فحرم أولاً نسطور الذي قال بعدم وجود ارتباط بين الطبيعتين، في حين أقر مجمع خلقيدونية رسائل ليون الأول بابا روما المتعلقة بطبيعتي المسيح، غير أن المجمع شرخ الكنيسة، فإن الكنائس الأرثوذكسية المشرقية رفضت القول بالطبيعتين بعد الاتحاد وقالت بالطبيعة الواحدة من طبيعتين، كما في مجمع أفسس الثاني، وشكل أتباع هذا القول أكثرية مسيحيي أرمينيا ومصر والحبشة والريف السوري، ولا يخفى الواقع السياسي والاجتماعي في تأجج هذا الخلاف الذي شطر الكنيسة والامبراطورية والمجتمع، وحاول العديد من الأباطرة لجمه بصيغ وسطى أو توحيدية أمثال الهينوتيكون إلا أنهم فشلوا.
غير أن الفترة ذاتها حملت انتشار وتطور الفنون المسيحية لاسيّما العمارة في النمط المعروف باسم «بازيليك» أو «كنيسة كبرى»، وتكاثرت الكنائس والرهبانيات، وكانت كنيسة الحكمة المقدسة في العاصمة يخدمها 525 رجل دين بينهم 60 كاهنًا وحدها، وأصدر الإمبراطور جستينيان الأول قانونه الشهير عام 538 في تنظيم الحياة الكنسيّة وقضايا عديدة والتي جمعها وبوبها من قوانين وتقاليد وافرة سابقة، وكذلك فقد قدمت الكنيسة عددًا من المدارس الفلسفية والأدبية، كما يبدو في مجمل الأدب السرياني واليوناني؛ وقد شاع في ذلك العصر بنوع خاص إكرام الأيقونات وذخائر الشهداء والقديسين، ووصلت المسيحية بفضل جهود المبشرين الآشوريين والسريان إلى آسيا الوسطى والصين وكوريا وأقامت فيها أبرشيات. ومع أن الدين، لاسيّما في كتابات القديس أوغوسطين وهو أحد الملافنة، ينصّ على كفالة حرية غير المسيحيين وحقوقهم سواءً كانت دينية أم مدنية، إلا أن ذلك العصر قد شمل اضطهادات في بعض المناطق ضد اليهود أو الوثنيين وشمل في بعض الأحيان الفرق المسيحية ذاتها سواءً أكانوا من أنصار الطبيعة أم الطبيعتين.
أصبح لكنيسة قرطاج لاحقًا شأنٌ هامٌ في تاريخ المسيحية ولعبت دورًا هامًا في تطوير الفلسفة وعلم اللاهوت، وخرجت منها كوكبة من رجال الدين والفقهاء، وعرفت الكنيسة المغربيَّة انقسامًا خاصًا بها، هو المذهب الدوناتي - نسبةً إلى صاحبه دونات الكبير. ومع بداية القرن السابع، سيطر الفرس على الهلال الخصيب، وأجزاء من آسيا الصغرى، وأعلنوا الطبيعة الواحدة مذهبًا رسميًا، غير أن هرقل استطاع استعادة البلاد في العقد التالي، وإذ أدرك أهمية توحيد الفريقين اقترح الصيغة الجديدة القائلة بالطبيعتين في مشيئة، غير أن محاولته فشلت ثم أدينت بوصفها هرطقة في مجمع القسطنطينية الثالث عام 681. وخرج الشرق الأوسط وشمال إفريقيا عن طاعة الإمبراطورية بوصول الإسلام، وكانت أوضاع المسيحيين في ظل الدولة الأموية والعصر العباسي الأول مزدهرة، وقد برز السريان والنساطرة في الترجمة، العلوم، الفلك والطب فاعتمد عليهم الخلفاء. غير أنها انتكست نتيجة الاضطهادات لاسيّما أيام المتوكل على الله العباسي والحاكم بأمر الله الفاطمي، وعدد من خلافائهما، كما أن عملية التحول عن المسيحية ازدهرت في القرنين التاسع والعاشر؛ وقد استقرت أوضاع المسيحية الشرقية والمجتمعات المسيحية في الأندلس وبلاد المغرب على هذه الحال بين أزمنة استقرار أو ازدهار وأزمنة مضايقات أو اضطهاد، وانحسر تأثيرها في محيطها كما في العالم المسيحي. أما في الغرب، فإن شعوب أوروبا الوسطى والشرقية، تحولت إلى المسيحية بفضل كيرلس وميثوديوس والذين تركا تأثير كبير في التطور الديني والثقافي والأدبي واللغوي للشعوب السلافية عامةً، واعتنقت بريطانيا المسيحية على يد القديس باتريك في حين اعتمدت روسيا في ختام القرن العاشر. أدى تتويج البابا ليون الثالث شارلمان إمبراطورًا للإمبراطورية الرومانية المقدسة عام 800 إلى افتتاح عهد جديد من العلاقات بين الإمبراطورية والكرسي الرسولي؛ وبات لبابا روما، دور كبير لا على الصعيد الديني فحسب بل على الصعيد المدني أيضًا، وغدا الباباوات يتوجون الأباطرة؛ وإن كان الإقطاع والتخلف الحضاري سمات أوروبا آنذاك، فإن الأديرة والكنائس كانت المراكز الحضرية الوحيدة فيها، وقد لعبت الرهبنات الأوغسطينية والبندكتية وكذلك دير كلوني دورًا رائدًا في الغرب. وقد شكل الخلاف حول «مسكونية» كرسي روما، واتهام بطريرك القسطنطينية لها بالاحتكار، الانشقاق العظيم عام 1054.

### القرون الوسطى المتأخرة

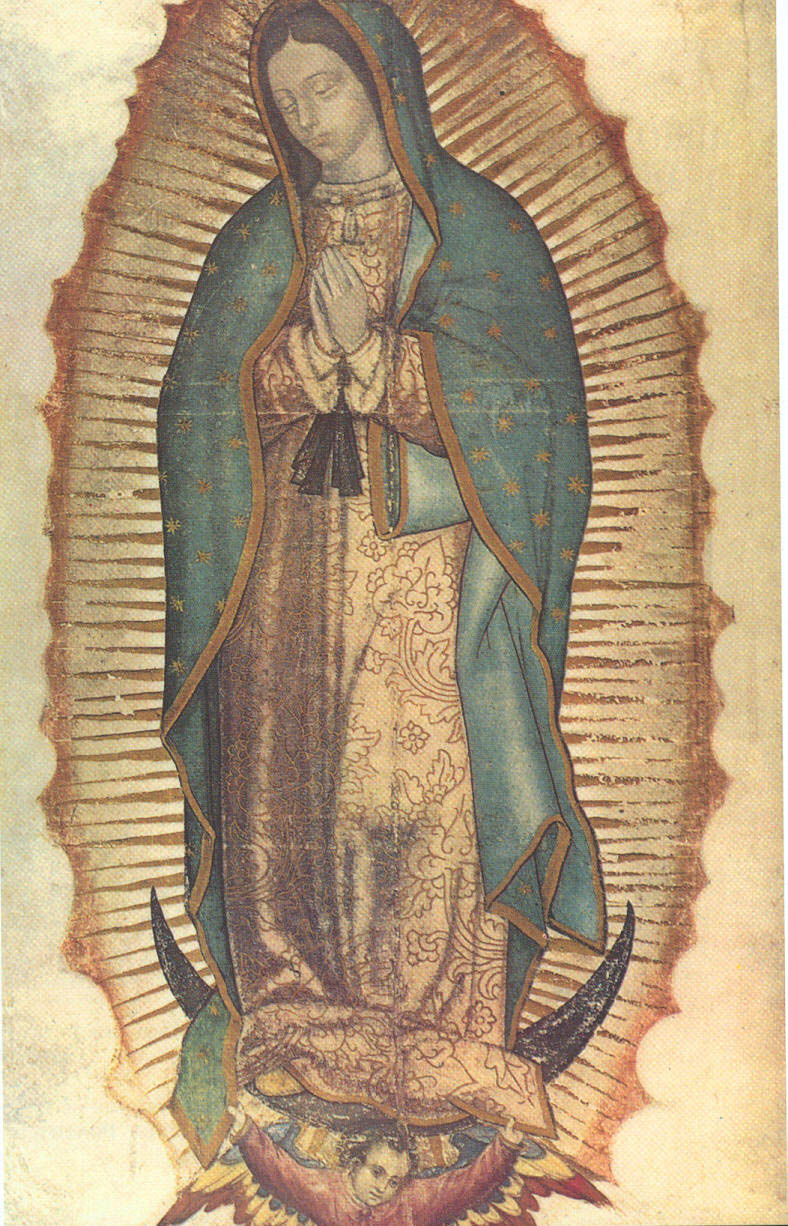
مريم العذراء، سيدة غوادالوبي شفيعة الإمريكيتين؛ إحدى أقدم الآثار المسيحية في العالم الجديد وأشهرها تعود لعام 1555، ومن أيقونات العذراء السمراء.

كانت المرحلة الثانية من القرون الوسطى تركزًا لزعامة العالم المسيحي في الغرب، الذي بدأ يخرج من ركوده السابق، وكان للكنيسة نشاط في مختلف الميادين، وحسب رأي المؤرخ الفرنسي جورج مينوا: «يسعنا الحديث دون مبالغة عن ثورة عملية قادتها الذهنية الكاثوليكية في القرن الحادي عشر». هذه الثورة التي كانت تجلياتها الخارجية بالحملات الصليبية ثم حروب استعادة الأندلس، كانت تجلياتها الداخلية بتحسن الوضع المعيشي في أوروبا، ومن ثم تحسين مركزية الدولة، ورعاية العلوم والفلسفات، ويذكر في هذا الصدد على وجه الخصوص القديس توما الإكويني. وتزامنًا، انتهى الانشقاق البابوي، وانخفض مستوى التوتر بين الأباطرة والباباوات؛ وأما الحدث الأبرز في القرون الوسطى ولا شكّ، كان اكتشاف العالم الجديد بدءًا من عام 1492، وغالبًا ما كانت الحملات الاستكشافية تتم بمباركة الكنيسة، التي تمكنت من تأسيس مراكز لها في الأصقاع المكتشفة حديثًا كما في الشرق الأقصى وإفريقيا الجنوبية. هذه الاكتشافات أدت إلى تدفق الذهب نحو إيطاليا، وغدت روما وفلورنسا وجنوا والبندقية عواصم النهضة التي سرعان ما عمّت أوروبا، فاسحةً المجال لترف ووفرة لا اقتصادية فقط، بل ثقافية وعلمية أيضًا، وإن بعضًا من الرهبانيات الكبيرة الأثر في التاريخ كالرهبنة الفرنسيسكانية والدومينيكانية، قد تأسست خلال تلك المرحلة، وكذلك تطور الاهتمام بتشييد الكاتدرائيات الكبرى، والجامعات، والمشافي، وتشجيع الفنون، وبخاصة الموسيقى، والنحت، والرسم، وانتشرت الجامعات، والنوادي الاجتماعية التي شكلت سمات عصر النهضة الأوروبيّة والنهضة البابوية. كما وانحدرت الفلسفة المدرسيَّة (السكولاستية) من مدارس الرهبنة المسيحية التي كانت الأساس التي نشأت منه أقدم الجامعات الأوروبية خلال العصور الوسطى، حيث تعود عمومًا الجامعة بوصفها مؤسسةً للتعليم العالي إلى القرون الوسطى ويُشير الباحثون إلى كون الجامعة ذات جذور مسيحية.

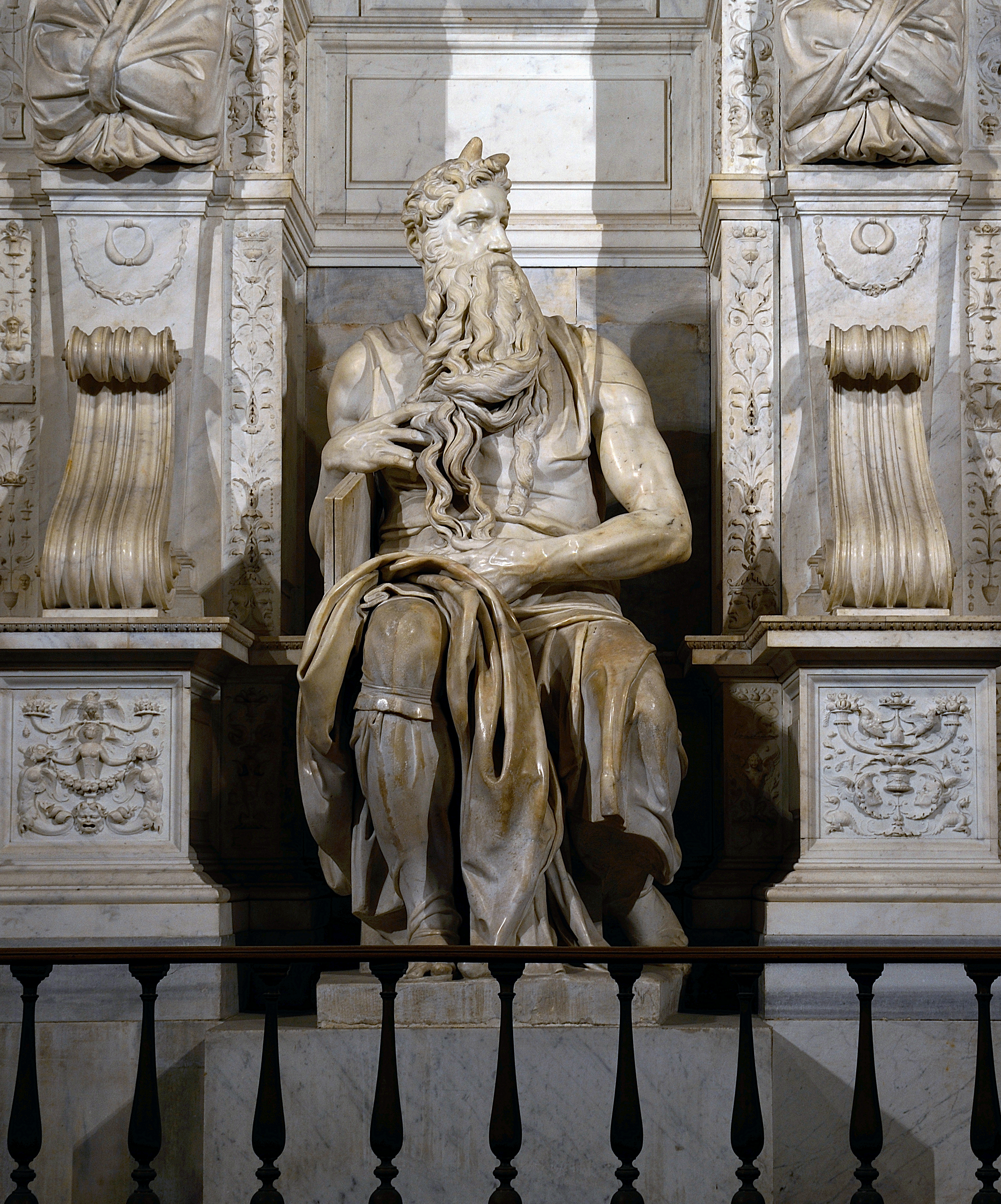
تمثال موسى النبي، لمايكل آنجلو، أحد أشهر أعمال عصر النهضة الفنية.

على الصعيد العقائدي، فقد تمت عملية إعادة قراءة للعقائد، فعلى سبيل المثال فإن تعاليم أرسطو عن «الجوهر والشكل» باتت أساس شرح سر القربان. وعلى الرغم من هذا الازدهار فلم يكن العصر خاليًا مما يؤرق أوروبا، إذ تمكنت الدولة العثمانية من فتح القسطنطينية عام 1453 وتحول ثقل الأرثوذكسية نحو روسيا، كما أن الثروات المتدفقة إلى الغرب أدت إلى انتشار الفساد المالي والأخلاقي حتى داخل بعض أروقة الكنيسة ذاتها، وإلى سيطرة بعض العائلات أمثال آل ميديتشي وآل بورجيا على الكرسي الرسولي، ويشار إلى عهد البابا ألكسندر السادس بوصفه ذروة الفساد. هذا الوضع، قد دفع لقيام حركة إصلاح بالغة الأثر في الكنيسة والعالم، كانت ذات شقين، الأول مع مارتن لوثر عام 1518 وما اصطلح عليه اسم الإصلاح البروتستانتي، والذي اتسع ليشمل أوروبا الشمالية برمتها، كما أتبع بظهور عدد آخر من المصلحين الإنجيليين أمثال جان كالفن ويان هوس وجون نوكس وتوماس كرانمر؛ وظهور الكنائس الوطنية المستقلة في دول الشمال والجزر البريطانية مع الإصلاح الإنجليزي 1534؛ والشق الثاني ما يعرف بالإصلاح المضاد أو الإصلاح الكاثوليكي الذي شكل مجمع ترنت، والرهبنة اليسوعية، ثم سيطرة المحافطين على الكرسي الرسولي بدءًا من وفاة البابا جول الثالث عام 1555 عماده الرئيسي. وأخذت الرهبنة اليسوعية على عاتقها مهمة التبشير ونشر الديانة المسيحية في العالم الجديد والشرق الأقصى، وشرعوا في أنحاء أوروبا ومستعمراتها يؤسسون المدارس والجامعات والكليات والمكتبات. وكان لهم تأثير في الحياة السياسية والثقافية في بلاط ملوك أوروبا الكاثوليكية.
من نتائج السياسة المحافظة كانت محاكم التفتيش التي نشأت للرقابة على الفلسفات والأفكار الآخذة بالتصاعد والبروتستانت أساسًا، وشملت أيضًا في أهدافها الموريسكيين واليهود، الذين أضمروا دينهم سرًا وأظهروا المسيحية، وكانوا قد خيرّوا بين اعتناق المسيحية أو الهجرة في إسبانيا وحدها. في المقابل، فإن أصقاعًا أخرى من العالم المسيحي، كجمهورية هولندا الكالفينية والمستعمرات الأمريكية (خصوصًا التطهيرية والأبرشانية) كانت موئلًا للأقليات المضطهدة لاسيّما اليهود وحاضنًا للأفكار والفلسفات الجديدة. أما الاحتقان في أوروبا بين الكنيسة الكاثوليكية والكنائس البروتستانتية قد دفع إلى تفجر سلسلة حروب أهلية كان أكبرها حرب الثلاثين عامًا التي اندلعت عام 1618، ومع منتصف القرن بدأت مرحلة من السلام والاعتراف المتبادل.

### القرون الحديثة
توقف العثمانيون عن التمدد في أوروبا إثر عجزهم عن دخول فيينا عام 1683 غير أنهم سيطروا على أغلب أقطار أوروبا الشرقية، وعمومًا لم تكن العلاقة بين الغرب المسيحي والعثمانيين علاقات حرب فحسب بل وجدت علاقات دبلوماسية وتجارية نشطة، وكان لمسيحيي الداخل العثماني أزمنة مستقرة ومزدهرة لاسيّما في العاصمة إسطنبول والأقطار ذات الغالبية المسيحية كما كان بعض الأزمنة من التضييق والاضطهاد، ووضعت المجموعات المسيحية في الدولة العثمانية تحت حماية الدول الأوروبية وفق نظام الامتيازات الأجنبية بدءًا من عام 1649، وإن نشوء الكنائس الكاثوليكية الشرقية نتيجة جهود مبعوثي روما يعود لتلك الحقبة.

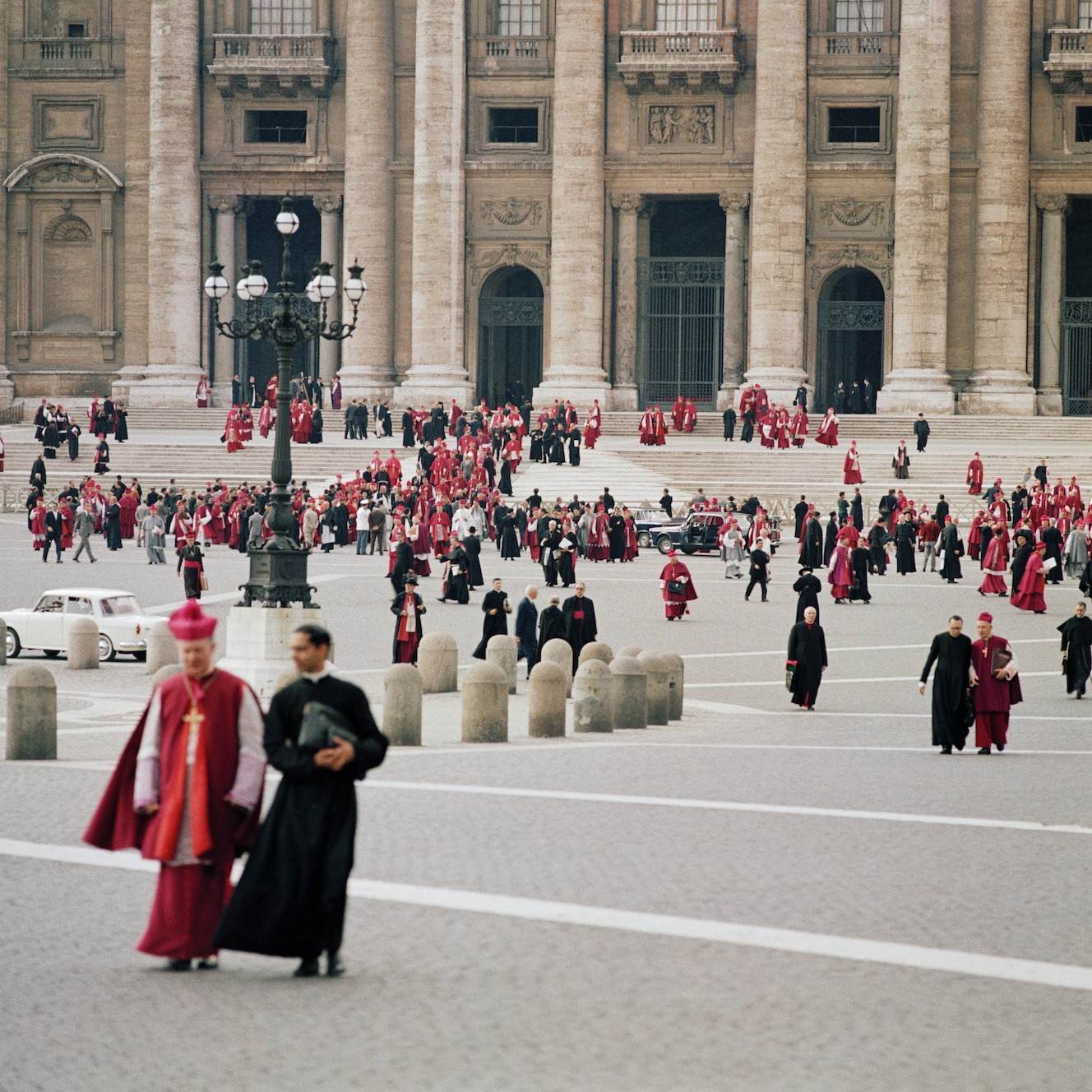
أساقفة في ساحة القديس بطرس، الفاتيكان.

لقد شكلت الثورة الصناعية نقطة انعطاف في تاريخ البشرية مع نشوء أنماط جديدة من المجتمع البشري خلافًا لما كان سائدًا في الحضارات الزراعية، وترك التحوّل آثارًا عميقةً في الفكر الإنساني بما فيه الدين، وكان أحد تمظهرات الأمر نشوء المدارس والأفكار الإلحادية واكتسابها شعبية وتأييدًا بين الجمهور، وتصاعدت حالات التهجم على الدين والكنيسة، ومعاداة الإكليروس، وقد أعلن نيتشه على سبيل المثال «موت الله»، غير أن القرن العشرين قد شهد تراجعًا لهذه الفلسفات، حسبما يراه البعض. كما أن حركة التحديث المسيحية قد طفقت تنمو، وبرزت المسيحية الليبرالية في مقابل المسيحية الأصولية، والدراسات الكتابية الحديثة، وتطورت العقيدة الاجتماعية ودور المجتمع في الحالات الخاصة، وتكاثر المنظمات العلمانية الكنسيّة وتقلص دور وحجم الإكليروس، إلى جانب حركة تحديث طقسي ومجمعي أيضًا عبر المجمع الفاتيكاني الأول ثم وبصفة خاصة المجمع الفاتيكاني الثاني بين 1963 - 1965 والذي أجرى إصلاحات ليتورجية وإدارية على صعيد الكنيسة الكاثوليكية في المرحلة التي شهدت تحديدات جديدة للعقيدة مثل الحبل بلا دنس وانتقال العذراء. يعود لهذه المرحلة، على الصعيد السياسي حدثان كان لهما عميق التأثير في المسيحية الغربية، الأول قيام الولايات المتحدة التي وجدها الإنجيليون من الواسب «إنجاز من الله على الأرض تمامًا كما حصل مع داود وموسى»، والثانية كانت الثورة الفرنسية التي على العكس من الأولى برزت شديدة الهجومية على الدين والكنيسة لاسيّما خلال عهد الجمهورية الفرنسية الثالثة، وكان من تجليات الأمر مصادرة أملاك الكنيسة والتدخل بتعيين الأساقفة حتى قطعت العلاقة بين فرنسا والكرسي الرسولي عام 1904، ولم تصلح إلا بعد الحرب العالمية الثانية.

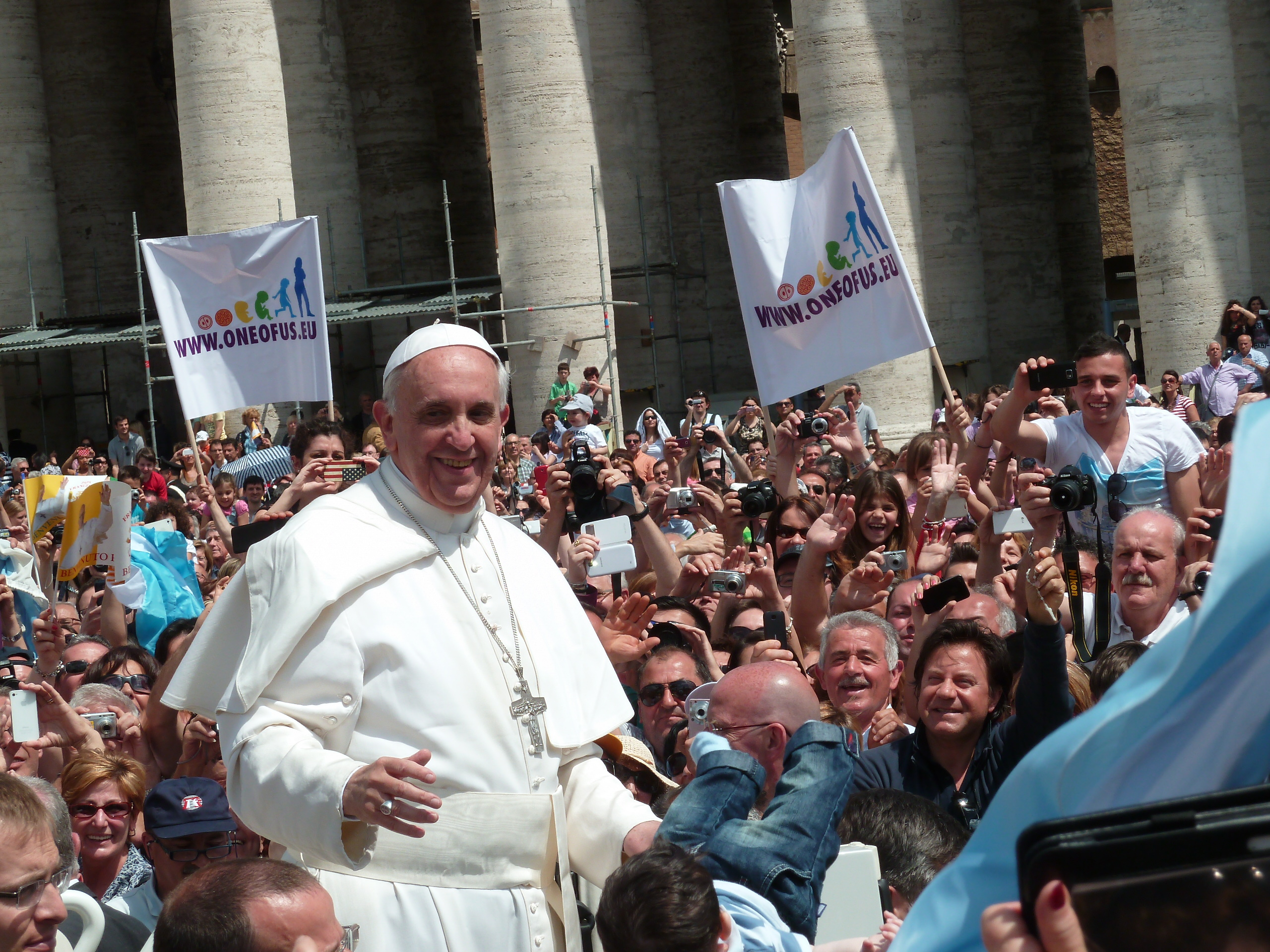
البابا فرنسيس يبارك الحشود خلال احتفالات يوم الشبيبة الكاثوليكية: لا تزال للكنيسة قوتها السياسية والاجتماعية والثقافية.

أما في الشرق، فقد نالت دول أوروبا الشرقية استقلالها عن العثمانيين، ولعب المسيحيون العرب لاسيّما في لبنان دورًا بارزًا في النهضة العربية، كما أزيلت قانونًا أشكال التمييز مع بداية القرن التاسع عشر، غير أن بدايات الهجرة المسيحية تعود لتلك الفترة أيضًا، مثل الهجرة التي حدثت عقب مقتلة الدروز والموارنة 1860. كما أسس كل من الموارنة والموحدون الدروز لبنان الحديث في أوائل القرن الثامن عشر، من خلال النظام الحاكم والاجتماعي المعروف بـ «الثنائية المارونية - الدرزية» في متصرفية جبل لبنان، وسمح الاستقرار والتعايش الدرزي - الماروني في المتصرفية بتطور الاقتصاد ونظام الحكم والثقافة. أما الكنيسة الروسية فقد شهدت استقرارًا وتعاونًا مع القياصرة من أسرة رومانوف، حماة المذهب الأرثوذكسي، واضطلعت بدور هام في المجتمع الروسي. أدَّى نمو الإمبراطوريات الأوروبية (البرتغالية والإسبانية والهولندية والبريطانية والفرنسية والألمانية والبلجيكية والروسية والإيطالية) وراء البحار إلى زيادة نشاط البعثات التبشيرية المسيحية، حيث بشّر الأوروبيون بالمسيحية في العالم الجديد وأفريقيا جنوب الصحراء وأوقيانوسيا والشرق الأقصى وجنوب شرق آسيا وشبه القارة الهندية، وكان لهم الأثر في دخول الكثير من سكانها للمسيحية. كما وأعادوا إحياء المسيحية في آسيا الوسطى والمغرب العربي مع قدوم عدد كبير من المستوطنين والمهاجرين الأوروبيين. ولاحقًا نشطت البعثات التبشيرية المسيحيَّة القادمة من الولايات المتحدة في التبشير في آسيا والعالم الإسلامي وأفريقيا.
وانتشرت أواخر القرن التاسع عشر، حركة صحوة دينية في المناطق البروتستانتية، ركزت على الورع والأخلاق بوصفهما تعبيرًا أسمى عن العقيدة؛ أما الهزيع الأول من القرن العشرين فقد شهد سقوط إمبراطوريات مسيحية رئيسية (النمساوية المجرية والألمانية والروسية) وقيام الأنظمة الشيوعية ثم الفاشية والنازية التي اضطهدت الكنيسة وسعت لاستئصال الدين من المجتمع، وقد قارعتها الكنيسة بشتى الوسائل، في حين أوجدت اتفاقية لاتران الفاتيكان بالشكل المتعارف عليه اليوم. وشهدت المرحلة ذاتها أيضًا تعرض العديد من المسيحيين في الدولة العثمانية للاضطهاد والقتل والتهجير خلال الإبادة الجماعية للأرمن والإبادة الجماعية لليونانيين والإبادة الجماعية للسريان الآشوريين.

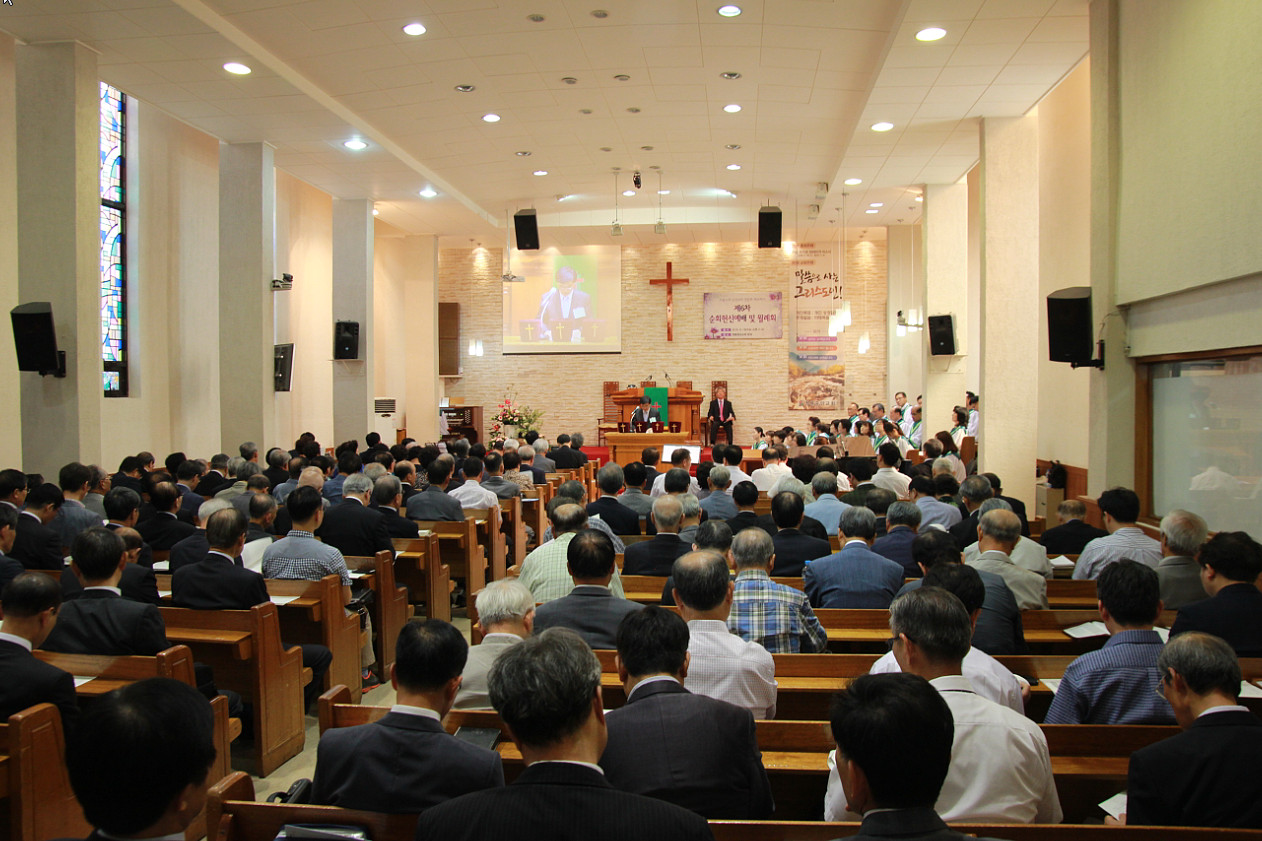
مسيحيين من كوريا الجنوبية: منذ بداية القرن العشرين نمت المسيحية بشكل ملحوظ في أفريقيا وآسيا.

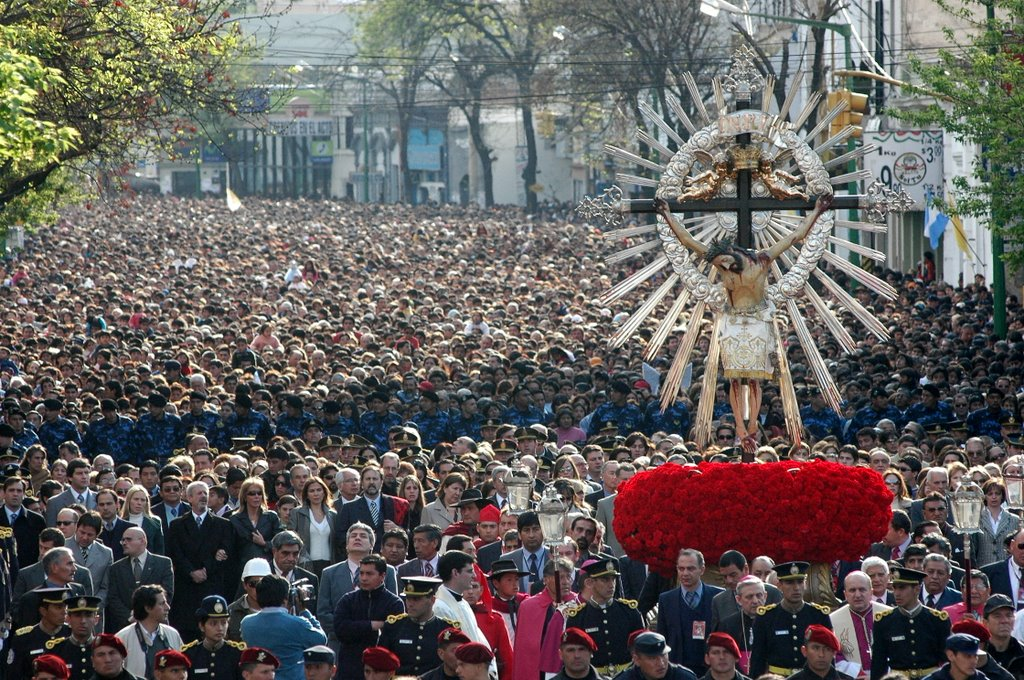
موكب ديني كاثوليكي في الأرجنتين.

تقف المسيحية عمومًا اليوم، بوجه الإجهاض، الموت الرحيم وزواج المثليين جنسيًا، ما يجعلها من أكبر المؤسسات المدافعة عن الثقافة التقليدية والأخلاق التقليدية في المجتمع، أما عن أبرز مشاكلها فإن تراجع عدد المنخرطين في سلك الكهنوت ونسبة المداومين على حضور الطقوس، يعدّ من أكبر المشاكل؛ مع ذلك فإن هذه المشاكل تنحصر في مناطق معينة في العالم الغربي، كفرنسا، ألمانيا وإستونيا ونيوزيلندا أما في مناطق أخرى كأيرلندا، إسبانيا، إيطاليا، اليونان والبرتغال فضلاً عن أمريكا اللاتينية والولايات المتحدة الإمريكية لا تزال هذه النسب مرتفعة. ولا تزال المسيحية هي الديانة السائدة في أوروبا الغربية، حيث عرّف 71% من الأوروبيين الغربيين أنفسهم على أنهم مسيحيون في عام 2018. يُذكر أن عددًا من دول أوروبا الشرقية والوسطى شهدت مع سقوط الاتحاد السوفيتي والأنظمة الشيوعية صحوة دينية كبرى رافقها زيادة ملحوظة في الانتماء للمسيحية وبناء الكنائس والتردد عليها، منها روسيا ممثلة بالعلاقة الوثيقة بين الكنيسة الروسية الأرثوذكسية وفلاديمير بوتين، أوكرانيا، بولندا، صربيا، كرواتيا، رومانيا وبلغاريا. وفقًا لدراسة أجريت عام 2018 من قبل مركز بيو للأبحاث، فإن المسيحيين في أفريقيا وآسيا وأمريكا اللاتينية والولايات المتحدة لديهم مستويات عالية من الالتزام بإيمانهم. كما وتشهد مناطق جنوب الكرة الأرضية ازديادًا كبيرًا في معدل نمو المسيحية خصوصًا في إفريقيا وآسيا والعالم الإسلامي وأمريكا اللاتينية.
كانت التغييرات في المسيحية في جميع أنحاء العالم على مدار القرن العشرين مؤثرة، فمنذ عام 1900، انتشرت المسيحية بسرعة في دول الجنوب والعالم الثالث، في عام 1910 عاش 86.7% من مسيحيي العالم في في أوروبا وأمريكا الشمالية وأوقيانوسيا، بينما في عام 2010 عاش 39% من مسيحيي العالم في أوروبا وأمريكا الشمالية وأوقيانوسيا، بينما عاش 61% من المسيحيين في أمريكا اللاتينية وأفريقيا وآسيا. وبينما كانت لندن وباريس ونيويورك أكبر المدن المسيحية في العالم في مطلع القرن العشرين، أصبحت مدينة مكسيكو وساو باولو ومانيلا ونيويورك وبوينس آيرس وسول تضم أكبر تجمعات حضرية مسيحية من حيث عدد السكان منذ القرن الواحد والعشرين. وفقًا لعلماء وباحثين، فإن مذهب الخمسينية المسيحي من بين المذاهب الدينية الأسرع نموًا في العالم، هذا النمو يرجع في المقام الأول إلى التحول الديني. ومنذ القرن الواحد والعشرين استطاعت الحركات البروتستانتية والإنجيلية والقومية المسيحية السيطرة على المشهد السياسي والاجتماعي في الولايات المتحدة وأمريكا الوسطى وإفريقيا والبرازيل وسنغافورة وكوريا الجنوبية والكاريبي وغيرها. أما في أمريكا اللاتينية، القارة ذات الغالبية الكاثوليكية، فقد ظهرت داخل الكنيسة الكاثوليكية حركة إصلاح دعيت بلاهوت التحرير في عقد 1960، والتي ناضلت من أجل العدالة الاجتماعية والقضاء على الفقر والديكتاتورية والدفاع عن المظلومين.

## العقيدة

### الوحي الإلهي

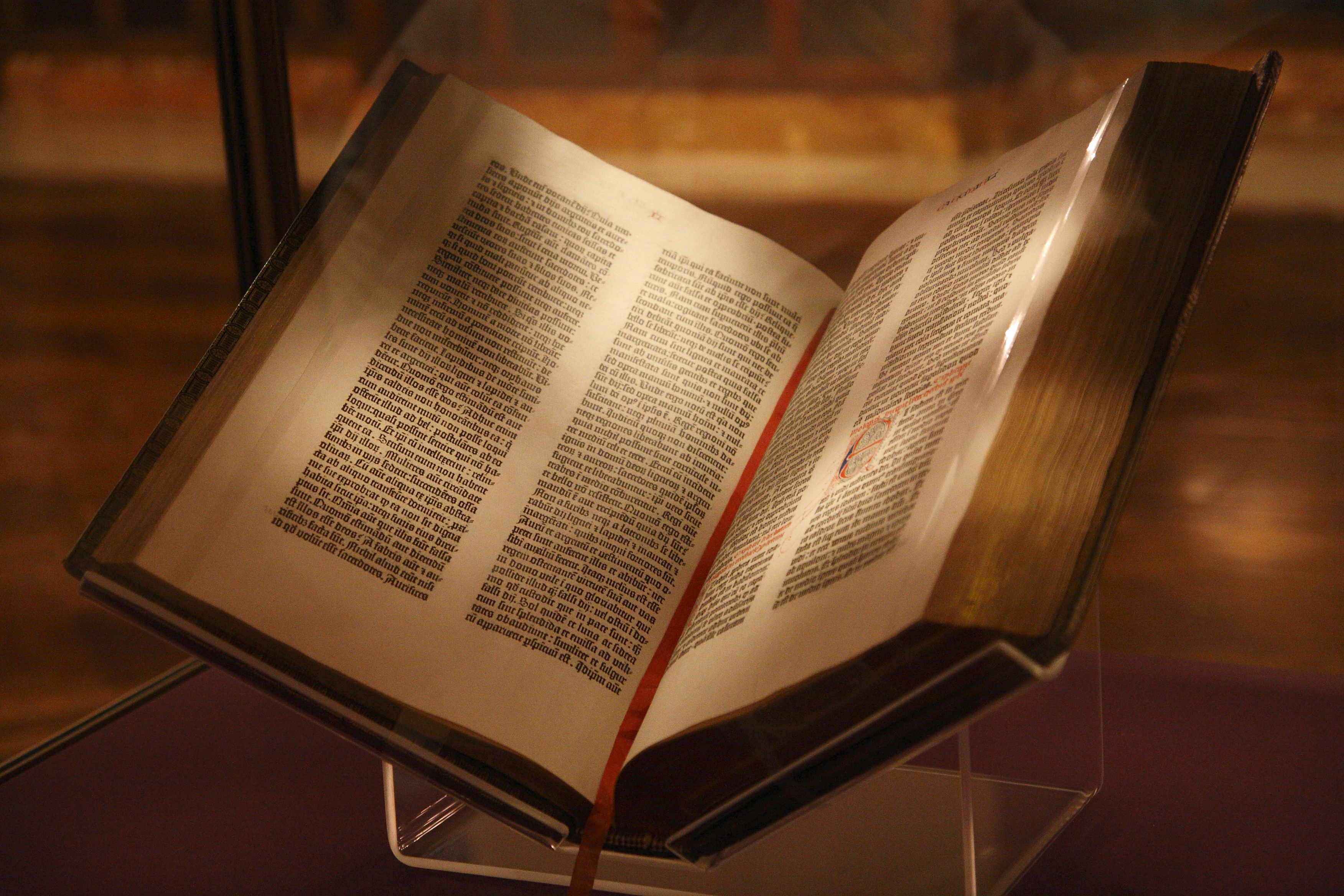
نسخة غوتنبرغ من الكتاب المقدس، وهو أول كتاب مطبوع في العالم.

الوحي الإلهي في المسيحية مجموع فيما يدعى الكتاب المقدس، ويعرف أيضًا بعدة أسماء أخرى أقل شهرة منها كتاب العهود؛ يتكون هذا الكتاب من مجموعة كتب تسمى في العربية أسفارًا، ويعتقد اليهود والمسيحيون أنها كتبت بوحي وإلهام. الكتب الستة والأربعين الأولى مشتركة بين اليهود والمسيحيين، يطلق عليها اليهود اسم التناخ أما المسيحيون فيسمونها العهد القديم، ليضيفوا إليها سبعًا وعشرين كتابًا آخر يشكلون العهد الجديد. إلى جانب هذا التقسيم العام، هناك التقسيم التخصصي، فالتناخ أو العهد القديم، يتكون من مجموعة أقسام وفروع أولها التوراة التي تؤلف أسفار موسى الخمسة، ثم الأسفار التاريخية وكتب الأنبياء والحكمة، في حين أن العهد الجديد يقسم بدوره إلى الأناجيل القانونية الأربعة والرسائل وسفر الأعمال والرؤيا. ومواضيع الأسفار مختلفة، فإن اعتبر سفر التكوين قصصيًا بالأولى، فإن سفر اللاويين تشريعيًا بالأحرى، أما المزامير فسفرٌ تسبيحي، ودانيال رؤيوي.
هناك بعض الاختلافات بين الطوائف في ترتيب أو الاعتراف بقانونية بعض الأجزاء، على سبيل المثال فإن طائفة الصدوقيين اليهودية المنقرضة كانت ترفض الاعتراف بغير أسفار موسى الخمسة، وكذلك حال السامريين؛ أما يهود الإسكندرية أضافوا ما يعرف باسم الأسفار القانونية الثانية والتي قبلها لاحقًا الكاثوليك والأرثوذكس في حين رفض يهود فلسطين والبروتستانت الاعتراف بأنها كتبت بوحي. وكذلك الحال بالنسبة للعهد الجديد، إذ دارت نقاشات طويلة حول قانونية بعض الأسفار كرسالة بطرس الثانية والرسالة إلى العبرانيين، قبل أن يستقر الرأي على التنميط الحالي في مجمع نيقية، وإن وجدت بعض القوانين السابقة مثل قانون موراتوري، علمًا أن أقدم إشارة إلى القانون تعود إلى عام 170 على يد الشهيد المسيحي يستينس. أما الكتب التي لم تقبل فتعرف بالأسفار المنحولة، وغالبها كتب بعد فترة طويلة من الأسفار المعتبرة قانونية. هذا بخصوص تكوّن العهد الجديد، أما تكوّن العهد القديم فتكوّنه أصعب وأطول، وبحسب الأدلة الخارجية المتوافرة، فإن زمن الملكية في يهوذا ثم السبي البابلي قد شكَّل منعطفًا حاسمًا في التشكيل كما نعرفه اليوم، على يد أنبياء يهود كداود وميخا وعزرا.
كتبت أسفار العهد القديم بالعبرية التوراتية، وأسفار العهد الجديد باليونانية القديمة؛ وانقراض كلا اللغتين، يدفع بمراجعات ترجمة المعاني دوريًا؛ وبكل الأحوال فإنّ علماء الكتاب المقدس من مسيحيين أو يهود أو ملاحدة، اتفقو على أن النصّ الحالي مثبت إثباتًا حسنًا بضوء الأدلة الداخلية والخارجيّة، بغض النظر عن بعض التراجم التي لا تتبع أحدث الدراسات الكتابيّة.
يؤمن المسيحيون واليهود، أن الكتاب معصوم، وثابت إلى الأبد، وغير قابل للنقض، كما أن الكتاب ذاته امتدح كلام الله كما كتب: «كلمتك مصباحٌ لخطاي ونور لسبيلي»؛مز 119:105] على أنّ الكتابة بوحي لا تعني أن النص مسجل بطريقة حرفية آلية تلقائيًا في السماء، فهو يحوي أسلوب مؤلفيه، والصيغ الأدبية والثقافية السائدة في زمانه، «ولذلك يستطيع الباحث في الكتاب المقدس، استنتاج الكثير من صفات كاتب السفر أو الظروف التي كانت قائمة في وسطه، إذ حلل أسلوبه في الكتابة، ولكن داخل هذه التعابير التي لها صيغ بشرية مضمون وفكرة إلهية»، على سبيل المثال فإنّ المجمع الفاتيكاني الثاني علّم بأنّ الكتاب «هو ما راق الله أن يظهره بكلام مؤلفيه».
إلى جانب ذلك، فإن الكتاب المقدس هو أقدم كتاب لم ينقطع تداوله في العالم، وأول كتاب تمت طباعته، وأكثر كتاب يمتلك مخطوطات قديمة، والكتاب الأكثر قراءة وتوزيعًا في تاريخ البشرية، والوحيد الذي ترجم لأغلب اللغات البشرية إذ ترجم لسحابة ألفي لغة، وطبع منه آخر قرنين ستة مليارات نسخة، وأكثر كتاب صدرت عنه دراسات وكتب وأبحاث جانبية، وأكثر كتاب أوحى برسم لوحات أو مقطوعات موسيقية أو شعر أو أدب أو مسرحيات أو أفلام أو سواها من الآثار البشرية.

### العقيدة الإلهية

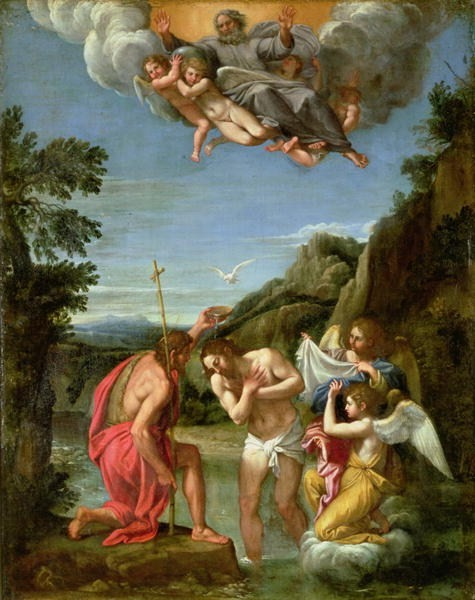
أيقونة معمودية يسوع، بريشة فرانسيسكو ألباني عام 1600: وقت العماد ظهر الثالوث مجتمعًا، فبينما كان الابن يعتمد حلّ الروح القدس بشكل طائر الحمام وسمع صوت الآب يقول من السماء: هذا هو ابني الحبيب الذي به سررت.متى 3: 16-17.

تؤمن المسيحية بإله واحد كما صرّح الكتاب في مواضع عدّة منها: «اسمع يا إسرائيل، الرّب إلهنا ربّ واحد، فأحبّ الرب إلهك، بكل قلبك، وبكل نفسك، وبكل فكرك، وبكل قوتك، هذه هي الوصية الأولى»؛مر 12:30] وهو في آن: واحد وثالوث، واحد من حيث الجوهر والطبيعة، الإرادة والمشيئة، القدرة والفعل، وثالوث من حيث إعلانه عن نفسه ومن حيث أعماله: فقد خلق العالم بكلمته، وكلمته هي في ذاته نفسها؛ وهو حي، وروحه في ذاته نفسها؛ وتدعى أطراف الثالوث الإلهي «أقانيم»؛ ويعدّ سر الثالوث من أسرار الله الفائقة، ويستدلّ عليها من مواضع شتّى في الكتاب؛لو 1:35] وقد رفض هذا السر عبر التاريخ جماعات قليلة تدعى لاثالوثية.
صفات الإلوهة في المسيحية متنوعة أهمها، الأزلية والخلود، والثبات عن التغيير في الجوهر، وكلية القدرة والسلطان، والنزاهة عن الزمان والمكان، وكمال المحبّة والرحمة، وأصل الخير والعدل، فهو «ضابط الكل»، وخالق الأمور المنظورة وغير المنظورة؛ التي هي في حدود معرفتنا الملائكة، أي الكائنات التي خلقها الله لخدمته، وإيصال رسائله للبشرية في بعض الحالات، ولها شفاعة في مؤمني الأرض، ورئيسها هو الملاك ميخائيل، وكذلك جبرائيل؛ وقد عصت بعضها الله فغدت أرواحًا شريرة يترأسها الشيطان الذي يعمل على إغواء البشرية،أف 6:11] وقد يتلبس كائنًا بشريًا فيطرد عبر التعزيم.

### أصل الكون ومصير الإنسان

أيقونة سريانية، تظهر الدينونة، المسيح تحيط به ملائكة الكاروبيم بينما يقف إلى يمينه ويساره مار مارون ومار بطرس والملاكان جبرائيل وميخائيل، أما في القسم السفلي من الأيقونة تظهر العذراء وسائر المؤمنين في حالة نعيم، وقد كتب السريانية والعربية واليونانية، قدوس.

تؤمن المسيحية بأن الله قد خلق الكون بدافع من محبته، ولمجده؛ وهو مستقل عن الكون ومنزّه عنه، لكنه يعمل فيه وعبره، إذ مع أن الكون مستقل بقوانينه العلمية الخاصة التي أوجدها الله، فالله يقوده ويرعاه إلى كماله النهائي: «فكل ما هو موجود يتعلق بالله، وليس له قيام إلا لأنّ الله يريده أن يقوم». قسم هام من الجماعات المسيحية لا يرى تعارضًا بين الخلق الوارد في سفر التكوين كسبب أولي، والتطور كسبب ثانوي، أو «آلية تنفيذية لإرادة عاقلة».
وتؤمن بأنه أحب الإنسان وخصّه برئاسة خليقته،تك 1:27] ولذلك تدعوه «أبانا»،مت 6:9] «فنحن على الأرض لنعرف الله، ونحبه ونصنع الخير حسب إرادته، ونبلغ السماء يومًا ما... لقد خلقنا لنتشارك في فرحه اللامحدود»؛ وقد خلقه ذكرًا وأنثى لكي يضع فيه توقًا نحو الكمال، مع الإنسان الآخر؛ وهو يوجه حياة كل إنسان بطريقة سرية تدعى العناية الإلهية، ومنحه حرية الإرادة، وإمكانية معرفة الله، إلا أن الإنسان قد سقط بعدما أغواه الشيطان بالخطيئة الأصلية، وهو ما حول طبيعة العالم الإنساني نفسه إذ فقد كماله البدائي الأصلي فدخله النقص: الموت، والألم، والشر، «فالخطيئة الأصلية ليست خطيئة فردية، بل هي حال الإنسانية المشؤوم التي يولد فيها الفرد قبل يخطأ بذاته وبقراره الحر»؛ وبينما البقاء في هذه الحالة الناقضة ضروري لعدل الله فإنّ الله «يسمح بالشر لكي يخرج منه شيء أفضل» كما قال توما الإكويني، الذي تابع «لا يوجد أي ألم بدون معنى، فالألم دومًا مبني على حكمة الله»؛ وبالأحرى تعدّ المحن المختلفة التي تصيب الإنسان تكفيرًا عن خطاياه بالدرجة الأولى.
بكل الأحوال، فإن محبة الله للإنسان واحترامه إرادته الحرة التي وضعها فيه، دفعته لمتابعة التواصل معه ما بعد الخطيئة الأصلية، وكانت أشكال هذا التواصل متنوعة: «إن الله في الأزمنة الماضية كلّم آبائنا بلسان الأنبياء، الذين نقلوا إعلانات جزئية وبطرق عديدة ومتنوعة»؛عب 1:1] ثم «لم تمّ ملء الزمان، أرسل الله ابنه مولودًا من امرأة»،غل 4:4] وابنه أي كلمته المتجسدة، الكلمة التي استحالت بشرًا في يسوع، والذي هو المسيح المنتظر،
القادم من نسل داود؛ وهو ما يعرف بسر التجسد، أما دافع التجسد فهو الخلاص من المفاعيل الروحية للخطيئة الأصلية ومصالحة البشرية مع الله في سر الفداء أي موته وقيامته. أسس المسيح الكنيسة، «الواحدة، الجامعة، المقدسة، الرسولية»، شعب الله، وجسد المسيح السري، «لتقود مسيرة الإيمان، في كل مكان وزمان ومع الكل»، عبر سلطتها التعليمية، وواجبها في إقامة الطقوس، وبذلك افتتح العهد الجديد، الذي سيستمر حتى ظهور ضد المسيح، وعودته في نهاية الأزمنة، وفيها يخلق الله «أرضًا جديدة وسماءً جديدة»،رؤ 21:1] حيث «يزول الموت، والحزن، والصراخ، والألم، لأن الأمور القديمة كلها قد زالت»؛رؤ 21:4] وأيضًا «ما لم تسمعه أذن، ما لم تبصره عين، ما لم يخطر على قلب بشر، ما أعدّه الله لمحبيه»؛1كو 2:9] وذلك بعد قيامة الموتى، والدينونة العامة: «فالذين عملوا الصالحات يخرجون في القيامة المؤدية للحياة، وأما الذين عملوا السيئات ففي القيامة المؤدية إلى الدينونة».يو 5:29]
تؤمن المسيحية بأن لكل إنسان روحًا مميزة، وهي التي تجعل كل فرد إنسانًا؛ وكل روح هي من الله وليست من الوالدين، فهي متجاوزة للمادة، وهي التي تعطي الحياة للإنسان، ولا تموت بل تبقى عاقلة بعد الموت، في حالة سعادة غير كاملة، أو حالة تكفير في المطهر - في الكنيسة الكاثوليكية - أو بالشكل الأفظع بحالة شقاء. ومن عاش حياته «ببطولة في الإيمان والرجاء والمحبة» يدعى قديسًا، وتشكل مريم العذراء، والأنبياء، والآباء، والشهداء، والقديسين، صفوة البشرية، ولهم الشفاعة في الأحياء - إلى جانب الملائكة -، وفي المقابل فإنّ للأحياء، عن طريق أعمال الخير التكفير عن خطايا موتاهم.

### التشريع المسيحي

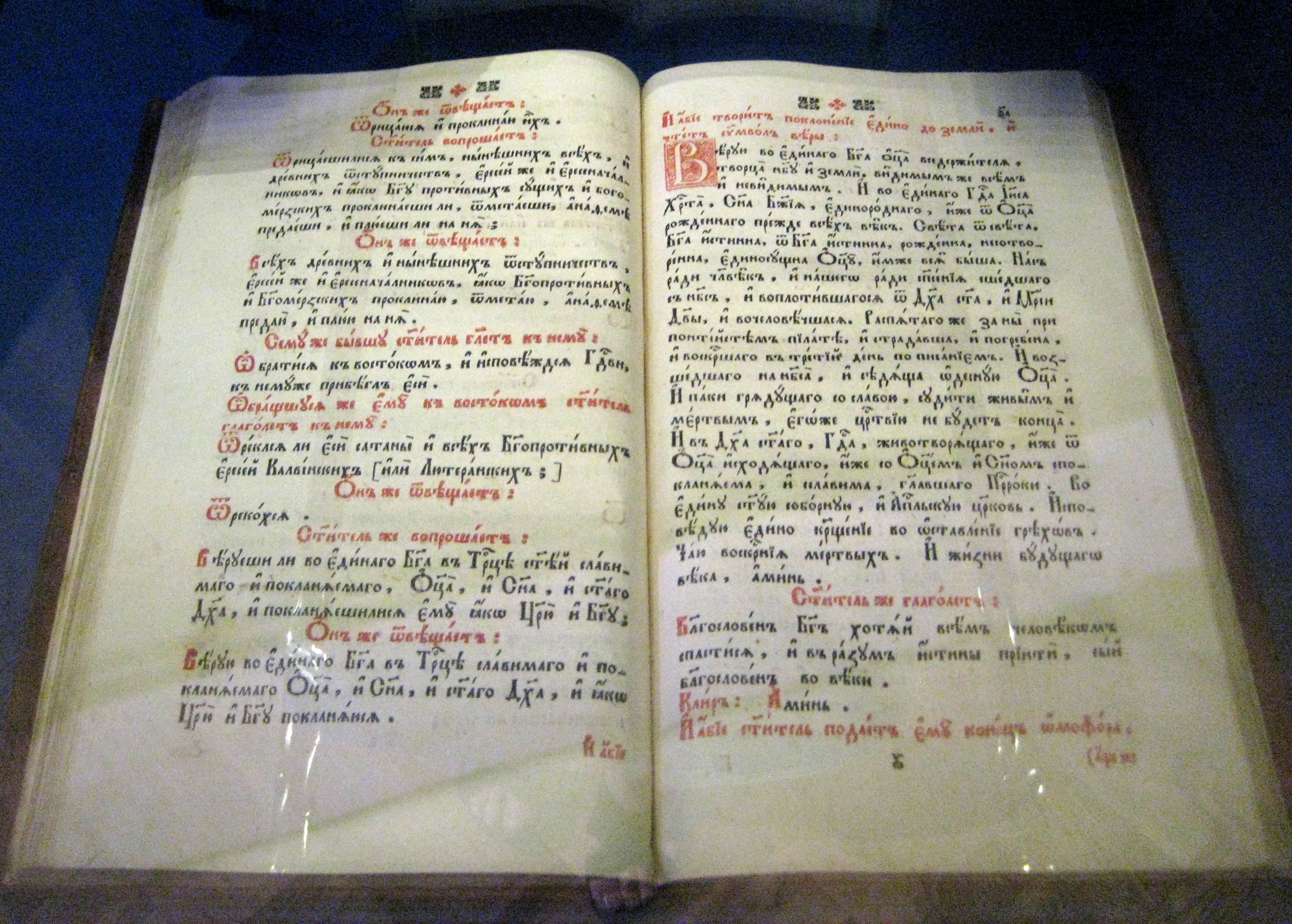
قانون الإيمان أو كما يُسمَّى بقانون الإيمان المسيحي باللغة اليونانيّة، وهو نص يحمل صياغة أدبية للعقائد المسيحية.

تعتمد الكنائس التقليدية المسيحية الأربعة وهي: الكاثوليكية والأرثوذكسية الشرقية والأرثوذكسية المشرقية والنسطورية، على التقليد وكتابات آباء الكنيسة والمجامع إلى جانب الكتاب المقدس في التشريع. لا تُعتبر الكنائس البروتستانتية من ضمن الكنائس التَّقليدية، وذلك لأنَّها تتمسك بالكتاب المقدس وحده ولرفضها للسلطة التراتبية والأسرار السبعة؛ إذ يُعتبر الكتاب المُقدَّس وحده هو مصدر السُّلطان التَّشريعي.
الشريعة المسيحية أو القوانين الكنسيّة هي مجموعة القوانين المستندة من الكتاب المقدس والمجامع المسكونية السبعة وقوانين الرسل، وكتابات وتعاليم آباء الكنيسة واجتهادات علماء وفقهاء الدين المسيحي، والتي تحدد علاقة الإنسان بالله وبالناس وبالمجتمع والكون. وتحدد ما يجوز فعله وما لا يجوز. بشكل عام تعدّ الكنيسة الكاثوليكية الأكثر تطويرًا للعقائد المسيحية من خلال دراسة خلفية النص بدلاً من حرفيته، على عكس بعض الكنائس البروتستانتية التي تنحو نحو التفسير الحرفي للكتاب المقدس بفرض سلسلة من الشرائع كالقيود على الطعام وختان الذكور الذي تفرضه أيضًا كنيسة التوحيد الأرثوذكسية الإثيوبية والكنيسة القبطية الأرثوذكسية وكنيسة التوحيد الأرثوذكسية الإريترية. وتُقسم مصادر التشريع المسيحي في الكنائس التقليديّة إلى خمسة أقسام رئيسية وهي:
1. الكتاب المقدس: وهو المصدر الرئيسي والأهم في التشريع المسيحي. وينقسم الكتاب المقدس لدى المسيحيين إلى قسمين متمايزين هما العهد القديم والعهد الجديد. ويتكون العهد القديم من من ستة وأربعين كتابًا يطلق عليها اسم أسفار، وقد قسّمت أسفار العهد القديم حسب التقليد المسيحي إلى أربعة أقسام وفروع أولها التوراة التي تؤلف أسفار موسى الخمسة، ثم الأسفار التاريخية وأسفار الأنبياء والحكمة؛ أما العهد الجديد فيحتوي على سبعة وعشرين سفرًا وهي الأناجيل القانونية الأربعة بالإضافة إلى أعمال الرسل وأربعة عشر رسالة لبولس وسبع رسائل لرسل وتلاميذ آخرين وسفر الرؤيا. ومواضيع الأسفار مختلفة، فإن اعتبر سفر التكوين قصصيًا بالأولى، فإن سفر اللاويين تشريعيًا بالأحرى، أما المزامير فسفرٌ تسبيحي، ودانيال رؤيوي.
2. الشرائع الرسولية: هي عبارة عن مجموعة من المراسيم الكنسية القديمة بشأن الحكومة والانضباط في الكنيسة المسيحية المبكرة، وجدت لأول مرة بوصفها الفصل الثامن من كتاب الدساتير الرسولي. تدرج كتاب الشرائع في مجموعات شرائع وكتب فقه الكنيسة الغربية. وحسب القانون الكنسي رقم 85 فالكتاب موضوع على قائمة الكتب الكنسية، وبالتالي فإن الكتاب مهم بالنسبة لتاريخ القوانين الكنسيَّة. وتتعامل الشرائع تتعامل في الغالب في مواضيع مثل واجبات الأسقف المسيحي، ومؤهلات وسلوك رجال الدين، والحياة الدينية للمسيحيين (مثل فترات الامتناع عن ممارسة الجنس، والصوم)، وإدارتها الخارجية (الطرد، والمجامع، والعلاقات مع الوثنيين واليهود)، والأسرار (المعمودية، والقربان المقدس، والزواج). وتم جمع الشرائع في الديدسكاليا والديداخي؛ والذي يُعد الكتاب المصدر التشريعي المسيحي الثاني بعد الكتاب المقدس في الكنائس التقليدية ويضم تعاليم وأقوال وقوانين الرسل. ويُعالج الكتاب كثيرًا من نواحي الحياة المسيحية، وسيمّا حياة الأسرة المسيحية والزاوج. ويعالج في إسهاب واجبات الأسقف، وموضوع التأديبات الكنسيَّة، والعبادة الليتورجيَّة، وكذلك موضوع الأرامل والشماسات. وتحوي الديداخي على دروس مسيحية وشعائر دينية مثل التعميد وتنظيم الكنيسة.
3. المجامع: وهي المصدر الثالث من مصادر التَّقليد والتشريع المسيحي، ويُقصد بالمجامع اجتماع آباء الكنيسة لتقرير مسألة خاصَّة بالدِّيانة المسيحية. وقد تأخذ طابع محلي أو مسكوني. تتفق الكنائس المسيحية التقليدية على المجامع المسكونية السبعة؛ وهي مجامع عالمية التي إجتمع فيها آباء الكنيسة من كلّ البلاد، وفي نهاية المجامع المسكونية، كان يتمّ وضع قوانين إيمان، وقوانين مجامع. قوانين الإيمان هي صياغة أدبية للعقائد المسيحية، أمّا قوانين المجامع فهي حُلُول لبعض الإشكاليات الفقهية المسيحية التي تمّ مُناقشتها أيضاً في المجامع المسكونية.

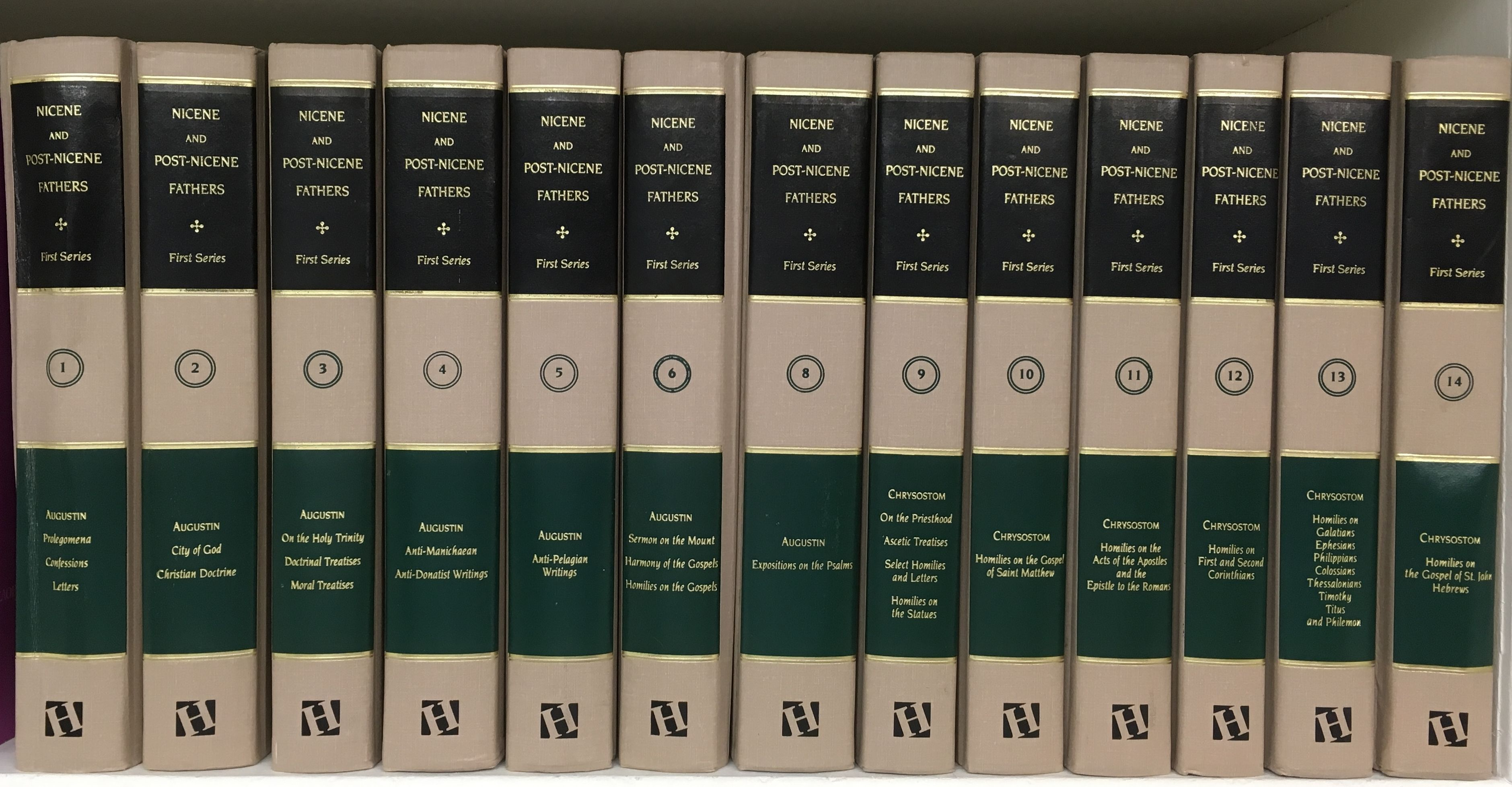
مجلدات موسوعة آباء نقية وما بعدها.

4. تعاليم آباء الكنيسة: الآباء يُقصد بهم الذين ألَّفوا كتب ومؤلفات في شرح العقائد المسيحية لنشرها، ودافعوا عنها ضدّ الذين طعنوا فيها، تم جمع مؤلفات آباء الكنيسة في موسوعتين وهما موسوعة آباء ما قبل نقية وموسوعة آباء نقية وما بعدها، ويعدّ العمل مُصنَّف مسيحي فقهي يحتوي على سائر القواعد الدينية التقليدية للسلوك فضلاً عن شرح مفصل عن العقيدة والتعاليم المسيحية. وتضم الموسوعة الأعمال اللاهوتية المتعلقة بالعقيدة المسيحية، والفلسفة المسيحية، والتشريعات الدينية، والقُدَّاسات، والطُّقُوس الدينية وطرق العبادة، والأحكام المعتمدة من الكتاب المقدس والتي تنظم علاقة الفرد بربه، والأحكام التي تنظم الزواج والطلاق وحقوق الأولاد والميراث والوصية، والأحكام التي تنظم علاقة الدولة بالأفراد أو بالدول الأخرى والعلاقات التي تنظم علاقة الفرد بأخيه الفرد.
5. التقاليد المسيحية: هي مجموعة من التقاليد والممارسات أو المعتقدات المرتبطة بالمسيحية أو جماعات مع المسيحية. العديد من الكنائس لديها عادات وممارسات تقليدية مختلفة، مثل أنماط معينة من العبادة أو الطقوس، والتي وضعت على مر الزمن. تطورت طرق العبادة بناءً على التقاليد المسيحية منها الليتورجيا والمسبحة الوردية ودرب الصليب. تشمل التقاليد أيضًا تدريس تعاليم تاريخية والتي تعترف بها السلطات الكنسيّة، مثل تعاليم المجامع الكنيسة ومؤلفات المسؤولين الكنسيين (على سبيل المثال، البابا، بطريرك القسطنطينية، رئيس أساقفة كانتربيري وغيرهم)، ويشمل تدريس كتابات علماء الدين المسيحي مثل تعاليم آباء الكنيسة، والمصلحون البروتستانت، وكتابات مؤسسي الحركات المسيحية مثل جون ويسلي.

### العقيدة الاجتماعية

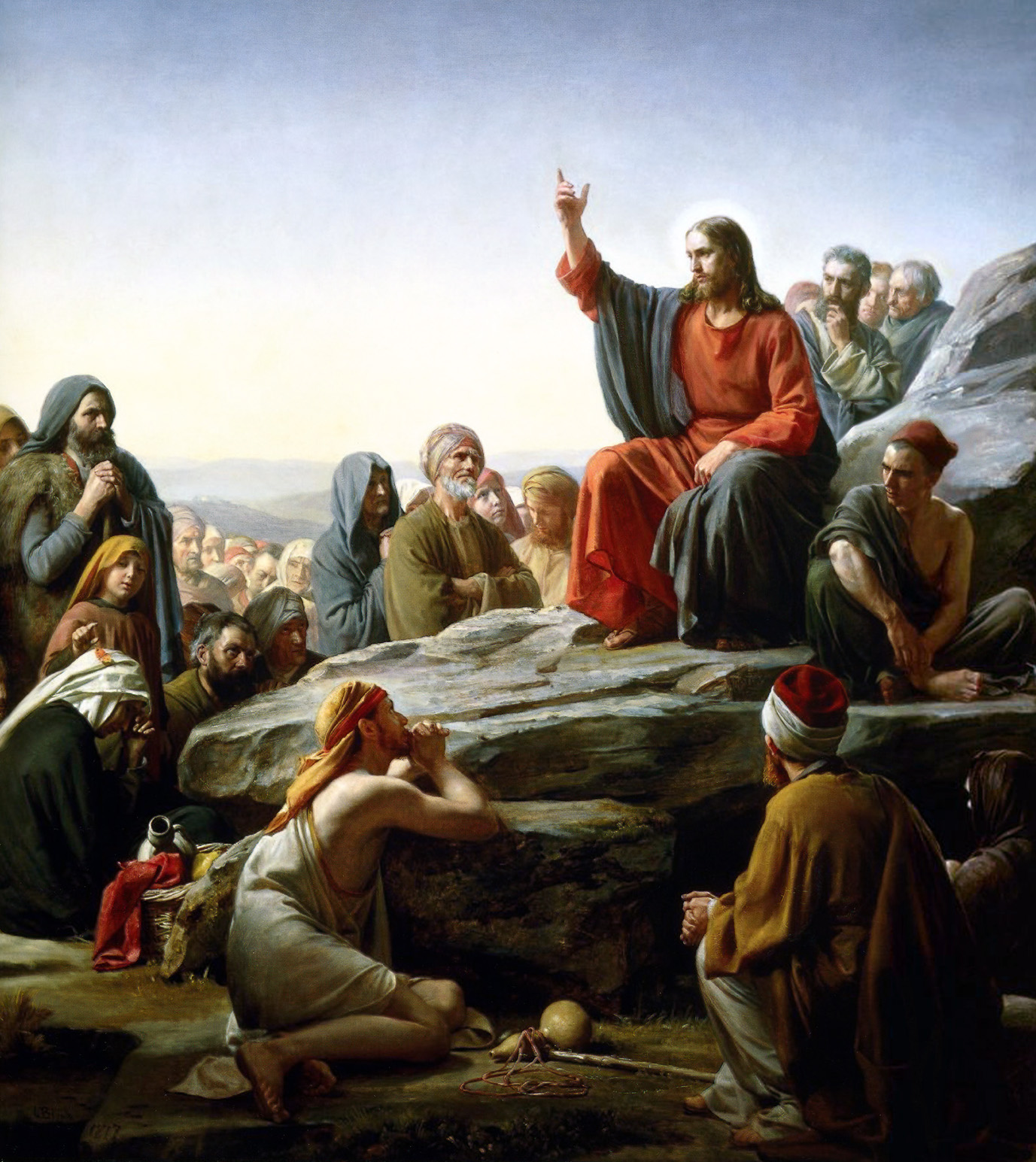
الموعظة على الجبل، بريشة كارل بلوش، القرن التاسع عشر: تشملها الإصحاحات الخامس حتى السابع من إنجيل متى.

العقيدة الاجتماعية في المسيحية أو التعليم الاجتماعي، مستوحاة من الكتاب المقدس، لاسيّما مقاطع بعينها مثل الوصايا العشر التي تلقفها النبي موسى على طور سيناء، والتطويبات التي أعلنها المسيح. الحق في الحياة، هو أول تعاليم العقيدة الاجتماعية، فمن الواجب «أن تحترم حياة الإنسان من لحظة الحمل وحتى لحظة الوفاة الطبيعية»، وبالتالي فإن القتل، والمساعدة على القتل، والقتل في الحرب خارج وقت المعركة، والتخلّص من المعوقين والمرضى والنازعين أو القتل الرحيم، وقطع الأعضاء، والإجهاض، والانتحار، والإدمان، والعنف ضد الجسد البشري، وعدم احترام جسد الميت، يعدّ خرقًا للوصية الخامسة وأعمالاً ضد العقيدة، وضد الله نفسه؛ وكذلك حال الإعدام بالنسبة لغالب الجماعات المسيحية، إلا «في حالة استحالة حماية المجتمع البشري من المجرم إلا بإعدامه، وهي حالة نادرة إن لم نقل معدومة»؛ الحرب يُسمح بها ضمن ستة شروط أبرزها عدالة القصد والسبب.
الحق في الحرية، هو أيضًا حق أصيل للإنسان، وترتبط حرية الإنسان بحرية إرادته، وبالتالي "حرية الفرد، لا يجوز الحد منها حتى عند اختياره الشر، ما لم يمسّ كرامة الآخرين البشرية وحرياتهم"، وتشمل حرية الإنسان، حرية التجمع، والتعبير عن الرأي، والإعلام، واختيار المهنة، وتأسيس شخصيات اعتبارية؛ وعلى رأس حريته، تأتي حرية التدين "إذ يجب على كل إنسان أن يعتنق الدين الذي يراه أمام ضميره صحيحًا، دون إجبار ودون أن يؤدي ذلك لأي مضايقات أو تمييز أو إجحاف بحقوقه"؛ ويرتبط الحق بالحرية، بالحق بالكرامة والمساواة بين جميع البشر، وهي كرامة مصدرها الله: "لا ذكر ولا أثنى، لا يهودي ولا يوناني، لا عبد ولا حر، لأنكم جميعًا واحد في المسيح يسوع"؛كو 3:11]غل 3:28] في ضوء هذه الكرامة، يغدو البغاء، والاتجار بالبشر، والاتجار بالأعضاء، والعنصرية، خطايا، وضد مشيئة الخالق؛ وفي ضوئها أيضًا يغدو واجبًا احترام الثقافات والشعوب المختلفة بوصف تنوّع البشرية "انعكاس لغنى الله اللا محدود". تعلّم المسيحية أن الإنسان كائن اجتماعي، فلا يجوز للمجتمع أن يطغى على الحرية الفرد، ولا يمكن للفرد أن يعيش دون مجتمع".
الحق في العمل يعدّ جزءًا أصيلاً من دعوة الإنسان بوصفها «مهمة من الله أودعها البشر»،تك 2:15] ومن ثم فالأجر العادل لقاء عمله هو حق يدخل ضمن الوصية السادسة، وكذلك حرية التصرف بالأجر، والملكية الخاصة، والإرث بوصف الأولاد «بالتساوي» استمرار آبائهم؛ وحق الملكية موقوف بحجم أو طبيعة الملك ومدى اتفاقه مع الخير العام. المسيحية تؤمن بأن الله منح الإنسان الأرض ليستثمرها بالشكل الأمثل وفق قاعدتي الخير والعدالة، وبالتالي أعطاه وكالة ليتسلط على الأرض، وهذه الوكالة هي أصل السلطة في المجتمع؛رو 13:1] فالسلطة تعدّ شرعية طالما مقيدة بغايتها أي الخير والعدل، وتفقد ماهيتها إن تعدت على واجبها؛ فريديك آرنولد مؤسس «مسيحيون ديمقراطيون» قال بأنّ «المسيحية والديموقراطية هما شيء واحد». المسيحية تعلّم باحترام العلوم والفنون «بوصف الله نبع الحقيقة ونبع الجمال».
أيضًا فللإنسان الحق أيضًا بالزواج دون إكراه، لإقامة عائلة «قدس أقداس الحياة»؛ وإكرام الوالدين يعدّ الوصية الرابعة والأولى من وصايا القريب؛ ولما كان الكتاب يرى البشرية «أسرة واحدة» فالوصية تشمل في سلطانها نوعًا ما جميع البشر.تك 5:1]
ويعود للوالدين تحديد عدد الأولاد، وطرق تربيتهم، ولا يحق للمجتمع التدخل إلا في الحالات الخاصة؛ طوال التاريخ المسيحي، اعتبر معظم اللاهوتيين والطوائف المسيحية السلوك المثلي غيرَ أخلاقيٍّ وخطيئةً، وترفض معظم الجماعات المسيحية زواج مثليي الجنس، وتعدد الزوجات، والجنس قبل الزواج، والزنى، والمساكنة، وإعارة الرحم، وبوجه العموم زواج المسيحيين من غير المسيحيين، بوصفها مخالفة لقصد الزواج؛ كما ترفض الطلاق لأن العهد المشهر بالزواج من سماته الديمومة، وإنما في حالة استحالة الحياة الزوجية، يجوز الهجر، أو فسخ الزواج، أو إعلان بطلانه، بعد عرض القضية أمام محكمة كنسية. ويحق لكل إنسان العلم والمعرفة، والتحرر من الخرافة والجهل، والابتعاد عن التنجيم والسحر والأبراج وما شابه، وكذلك احترام البيئة، والجماعات البشرية الأخرى، وبشكل خاص «الفقراء، والمحتاجين، الأولى بالعناية من سواهم».
لا تفرض معظم الطوائف المسيحية أنماطًا محددة من المظهر الخارجي، إلا أنها تلزم الحشمة؛ ولا تحوي قواعد للطعام، إنما الأمر خاضع لقاعدة العهد الجديد «كل شيء حلال، ولكن ليس كل شيء ينفع»؛ وبينما يعدّ إذهاب العقل بالسكر خطيئة، فإن شرب كميات معتدلة من الكحول لا إثم عليه؛ ولا تلزم أغلب الطوائف المسيحية بالختان -باستثناء بعض الكنائس البروتستانتية والأرثوذكسية المشرقية مثل كنيسة التوحيد الأرثوذكسية الإثيوبية وكنيسة التوحيد الأرثوذكسية الإريترية والكنيسة القبطية الأرثوذكسية تفرض شريعة الختان على الذكور وتعطيه بُعد ديني-، إنما هو أشبه بعادة اجتماعية في الشعوب التي تمارسه؛ وبكل الأحوال فإنّ بعض الجماعات المسيحية الأقلوية - كبعض الجماعات البروتستانتية - لها فهمها الخاص لقضايا مثل الزواج، والختان، وتقنين الغذاء وحتى حفظ السبت. يعدّ الكذب، وشهادة الزور، وحلف يمين كاذب، أو في غير موضعه، من الأعمال ضد الوصيتين الثانية والثامنة. بشكل العام، الشريعة الأخلاقية كما تراها المسيحية «طبيعية، ويعرفها الإنسان مبدئيًا بواسطة عقله»، «مكتوبة على ألواح القلب البشرية». في المسيحية هناك عدة أوجه للنظافة: نظافة جسديّة، وروحيّة، وعقليّة، وأدبيّة. فجسديًا مطلوب من المؤمن المسيحي الاهتمام بنظافة بدنه؛ حيث أن الغسل واجب اجتماعي له أهميته في المسيحية، والاهتمام في مظهره الخارجي وفي نظافة ثيابه، والاهتمام بالطيب والتعطر بالروائح العطرة، أما روحيًا فتعنى الابتعاد عن النجاسة الروحية وهي الخطيئة حسب المفهموم المسيحي والتي تنبع من القلب ومصدرها القلب وحده حسب المفهوم المسيحي، أمّا من الناحية العقلية فهي اجتناب الأفكار النجسة مثل الاشتهاء فمثلًا قال يسوع: «كُلَّ مَنْ يَنْظُرُ إِلَى امْرَأَةٍ لِيَشْتَهِيَهَا، فَقَدْ زَنَى بِهَا فِي قَلْبِهِ».

## العبادات

### العبادات الفردية

عائلة مسيحية تصلّي قبل الطعام في عيد الشكر.

العبادات الفردية هي قائمة أساسًا نتيجة إمكانية تواصل كل فرد في البشرية مع الله وتدعى «علاقة صداقة مع الله»؛ أشهر أنواع العبادات الفردية هي صلاة الأبانا المأثورة عن المسيح؛ كذلك فإن دراسة وقراءة الكتاب المقدس، خصوصًا مزامير آل داود، تعدّ من العبادات الفردية؛ هناك أيضًا «صلوات الساعات»، وهي سبع صلوات في اليوم مقتبسة من التراث اليهودي المسيحي، تعدّ فرضًا على الرهبان، وخيارًا بالنسبة للباقي؛ ومن الأنواع الشائعة الأخرى المسبحة الوردية بالنسبة للكاثوليك. يعدّ الصوم أيضًا جزء من العبادات الفردية حسب وصية المسيح، بأن تقرن الطلبات من الله بالصوم؛مر 2:20] وتوجد أنواع مخصوصة من الصوم في بعض الكنائس مثل الصوم الكبير والصوم الصغير؛ وتعدّ مساعدة الفقراء من العبادات الفردية حسب وصية المسيح «كل ما فعلتموه لإخوتي الصغار هؤلاء، فلي قد فعلتموه»،مت 25:40] وتدعى إجمالاً أعمال الرحمة، والتبشير، والصدقات، والنذور، والتأمل، والتصوف، وساعات السجود، والأدعية قبل الطعام وبعده، وكذلك العشور الواسعة الانتشار، والتي تديرها الكنيسة مباشرة، أو تنفق مباشرة لذوي الحاجة دون وساطة الكنيسة.

### العبادات الجماعية
العبادات الجماعية هي التي يقيمها المسيحيون بشكل جماعي في الكنيسة وبرئاسة أحد أعضاء سلك الكهنوت - ما عدا غالبية البروتستانت -، وتشمل الأسرار السبعة المقدسة وأشباه الأسرار. الأسرار السبعة مشتقة من الكتاب المقدس، ويمنح بعضها لمرة واحدة فحسب مثل العماد، وبعضها بصورة دورية أو عند الاقتضاء مثل مسحة المرضى أو الافخارستيا؛ ممارسة الأسرار تفترض الإيمان بها «لكي يفعل السر فعله ويكون مثمرًا، يجب أن يفهم ويقبل»؛ وقد أفضت العبادات الجماعية لتطوير ما يعرف في الكنيسة باسم الليتورجيا، أي استعمال علامات ورموز، وكذلك ألوان وموسيقى، وشموع وبخور، وحركات بعينها كالوقوف والجلوس؛ وهذه الليتورجيات قابلة للتغيير والتطور والتكيّف مع الظروف الثقافية المختلفة للازمنة والشعوب، بحيث تحقق غايتها وهي «استعمال العلامات الأرضية، وتقديم كل الحواس الممكنة في خدمة الله».
السر الأول هو سر العماد، «الأساس والمقدمة لسائر الأسرار»، وهو علامة الدخول في الدين، ومشاركة المسيح، وقبول عمله في سر الفداء، ويتم غالبًا بسكب الماء ثلاثًا على رأس المعمد. والسر الثاني هو سر الميرون أو التثبيت، وفيه يوسم الجبين بمزيج من الطيوب والزيوت المتنوعة أهمها زيت الزيتون، وأصل العملية قادم من حفلات تتويج الملوك في الأزمنة القديمة، وكذلك بداية كرازة الأنبياء، ومن ثم فإنّ منحه يعني أن الممنوح له قد شابه المسيح الملك، وبات جزءًا من ملكوته، ويمنح غالبًا في أعقاب العماد. السر الثالث، فهو الافخارستيا أو سر القربان «قمة الأعمال المسيحية»، التي تقام دوريًا عبر القداس الإلهي استذكارًا لوصية المسيح «اصنعوا هذا لذكري»؛لو 22:19] ويقسم القداس إلى ثلاثة أجزاء: قراءة مقاطع من الكتاب وتفسيره، وثانيًا التسبيح والإنشاد والدعاء، وثالثًا تقديس القرابين وتناولها، وقد دارت جدالات طويلة بين الجماعات المسيحية حول معنى قول المسيح: «هذا هو جسدي»،لو 22:19] إلا أنّ أغلبية الجماعات متفقة على وجود «حقيقي وسري للمسيح في الإفخارستيا».
السر الرابع هو سر التوبة، أو سر المصالحة مع الله، وأركانه فحص الضمير، والندم، ثم الإقرار بالخطايا للكاهن - المرشد الروحي، ثم تلقي الإرشاد، والتكفير أو التعويض عن الإثم بأعمال محبة كصلاة والصوم والصدقة، أيضًا قد درات نقاشات طويلة بعد الإصلاح البروتستانتي حول إلزامية الاعتراف لمرشد روحي أو فائدة التعويض عن الإثم، دون أن تؤدي إلى نتيجة فبينما يثبتها الكاثوليك والأرثوذكس أسقطها البروتستانت؛ وتقسم الخطايا إلى ثلاث فئات: عرضية، ووسبع مميتة، والخطايا التي تؤدي إلى الحرم الكنسي، أي قطع الشركة مع سائر الكنيسة حتى التوبة العلنية، ولا تستخدم إلا في حالات بعينها؛ ولا تعدّ الخطيئة خطيئة بغير وعي وإرادة.
أما خامس الأسرار، أي سر مسحة المرضى، فيمنح للتقوية في حالات المرض الخطير أو مرض الموت وهو «استذكار لاهتمام المسيح الاستثنائي بالمرضى»؛ ويعدّ سر الكهنوت السر السادس، وفيه ينال المتقدمّ بعد إعداد قد يطول لعدة سنوات من الدراسة «عطية التعليم والتدبير والاحتفال بالأسرار»، وتفرض الكنيسة الرومانية الكاثوليكية العزوبية على الكهنة (باسثناء الكنائس الكاثوليكية الشرقية) بينما تسمح باقي الكنائس بزواج رجال الدين، وله ثلاث درجات لا تمنح لدى غالبية الكنائس إلا لذكور: الأسقف، والقس، والشماس، ويرأس السلك في الكاثوليكية البابا خليفة بطرس؛ ويعرف هذا الكهنوت، بالكهنوت الخاص، وقد أنكره معظم البروتستانت، فاكتفوا مع سائر المسيحيين بالكهنوت العام.رؤ 1:6] أدى وجود زواج رجال الدين إلى نشوء طبقة كهنوتية وراثية وكانت على رأس الطبقات الاجتماعية في العالم المسيحي الشرقي، ومن أبرز هذه المجتمعات الكهنوتيَّة؛ إكليروس أوكرانيا الغربية والتي شكلَّ أعضائها طبقة كهنوتية متماسكة ووراثية. كما ولعب العديد من القساوسة البروتستانت وعائلاتهم دورًا أساسيًا في الأدب والفلسفة والعلوم والتعليم في أوروبا الحديثة المبكرة.
أما آخر الأسرار أي سر الزواج، حيث يعلن المتقدمان نيتهما تأسيس عائلة، ثم يعلن كل منهما قبوله العلني، ويطلبا بركة الرب «كما بارك إبراهيم وسارة؛ اسحق ورفقة؛ يعقوب، وراحيل» ثم يتم تثبيت الزواج. وقد اهتمت الكنيسة به ويعتبر الزواج سرًا من الأسرار السبعة المقدسة لكونه يُشكل أساس العائلة، بحيث يصبح الزوجان جسدًا واحدًا؛ حيث تُعتبر الأسرة الوحدة المركزية للمجتمع المسيحي، وهي في المفهوم المسيحي كنيسة صغيرة. إلى جانب الزواج، هناك أشباه الأسرار، وهي أساسًا درب الصليب، ورتبة جمعة الآلام، والزياحات والتطوافات، ومباركة الأشياء، وصلاة الجنازة.
تفرض بعض الطوائف المسيحية تغطية الرأس للنساء خلال طقوس العبادة في الكنائس فقط، بينما تفرض بعض الطوائف المسيحية الأخرى تغطية الرأس للنساء كل الأوقات؛ إذ يُعتبر فريضة عند طوائف تجديدية العماد مثل الآميش والمينونايت، وفريضة بالنسبة للراهبات في الكنائس الكاثوليكية والأرثوذكسية. كما تضع الكنائس الأرثوذكسية المشرقية تركيزًا أكبر على تعاليم العهد القديم، ويلتزم أتباعها ببعض الممارسات مثل الاحتفال بأيام التطهير الطقسي، حيث يقومون بغسل اليدين خلال القداس الإلهي وغسل اليدين والوجه قبل صلوات الساعات. وفي زمن ترتليان، أحد آباء الكنيسة الأوائل، كان من المُعتاد أن يغسل المسيحيون أيديهم ووجوههم وأقدامهم قبل الصلاة أو الدخول إلى الكنيسة، وكذلك قبل تلقي القربان وقبل المشاركة في العبادات الجماعية. في العديد من الكنائس الأرثوذكسية اليوم، يخلع المصلون أحذيتهم ويغسلون أقدامهم قبل دخول الكنيسة.

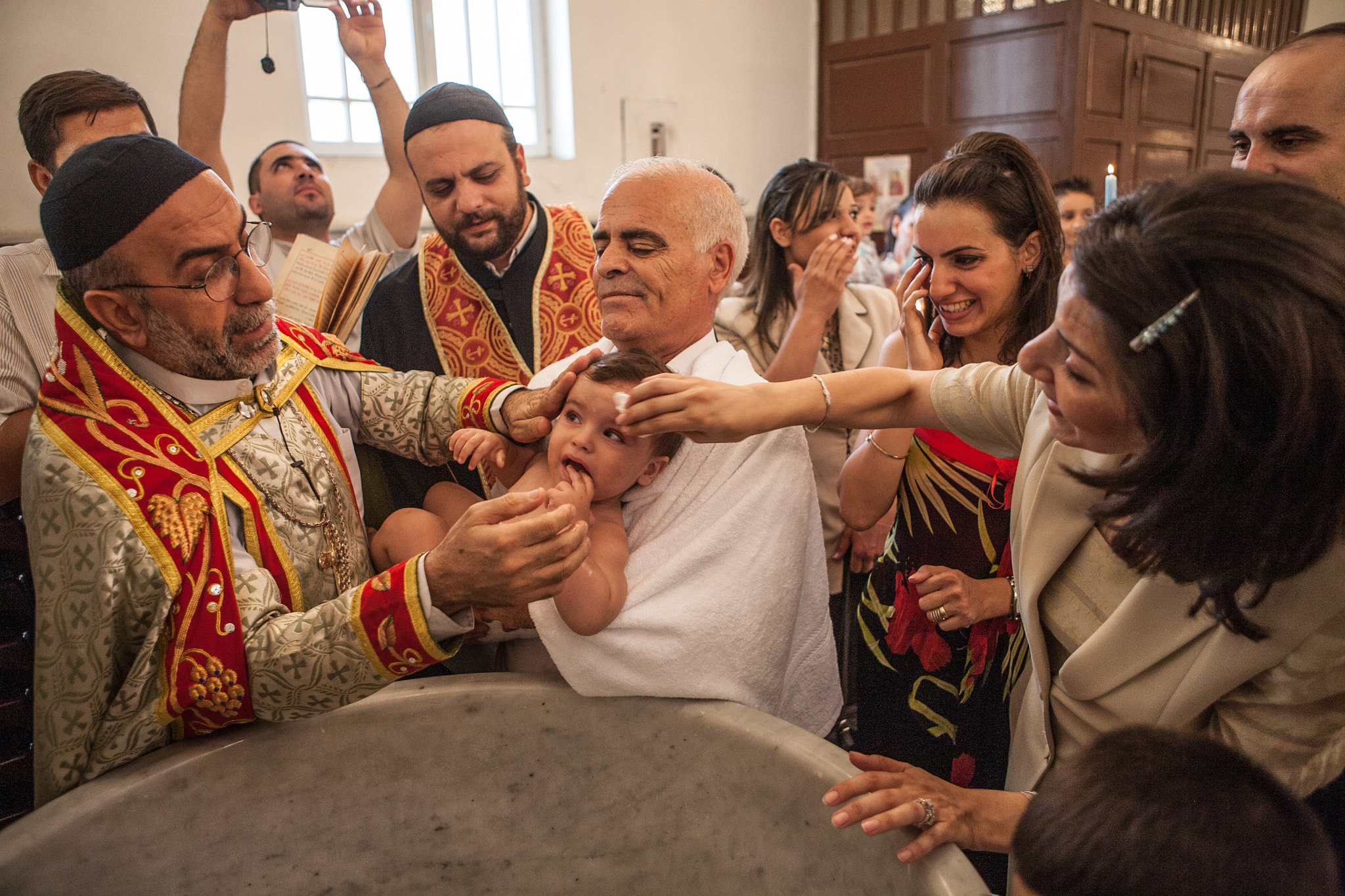
سر المعمودية
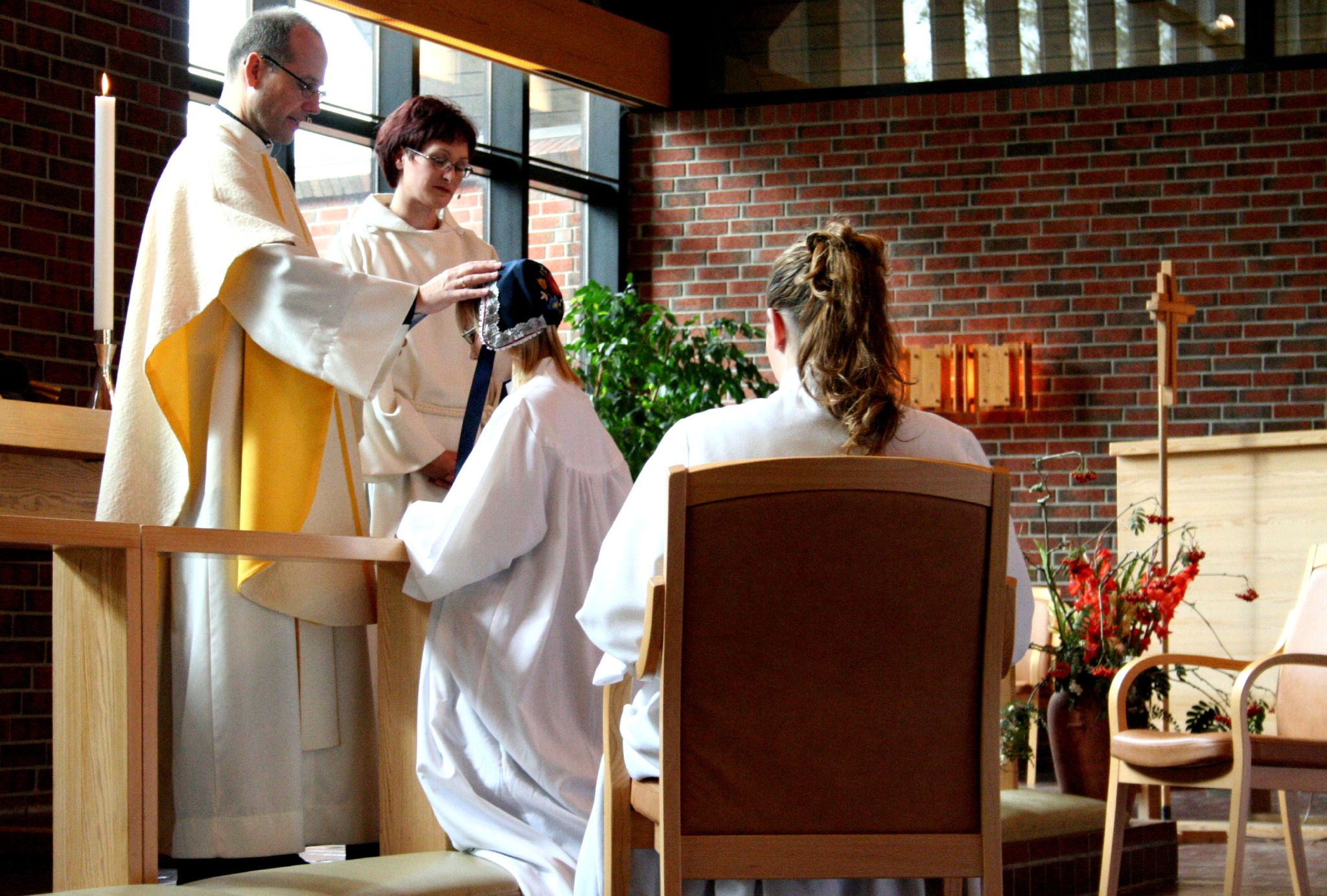
سر الميرون
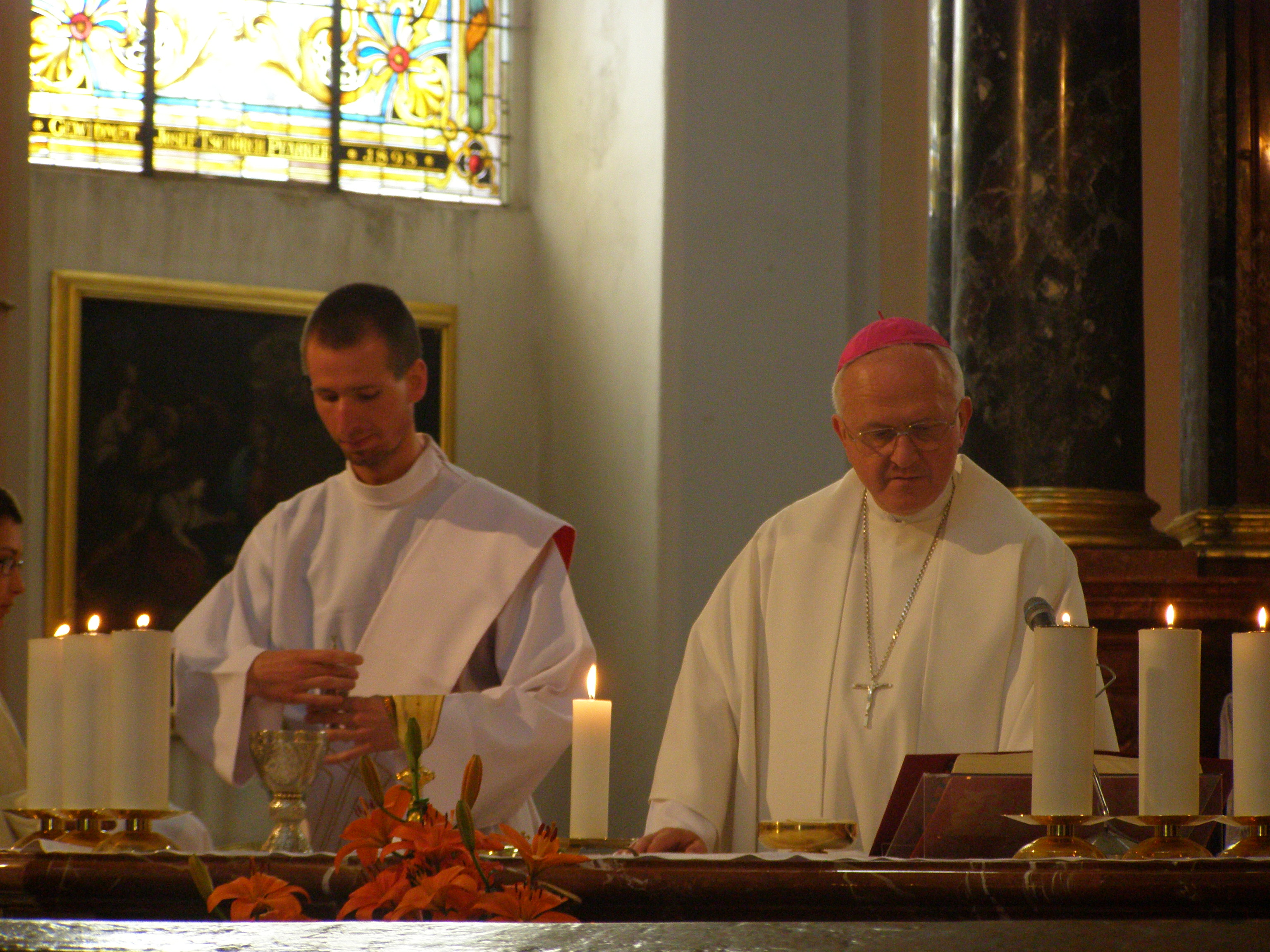
سر الافخارستيا
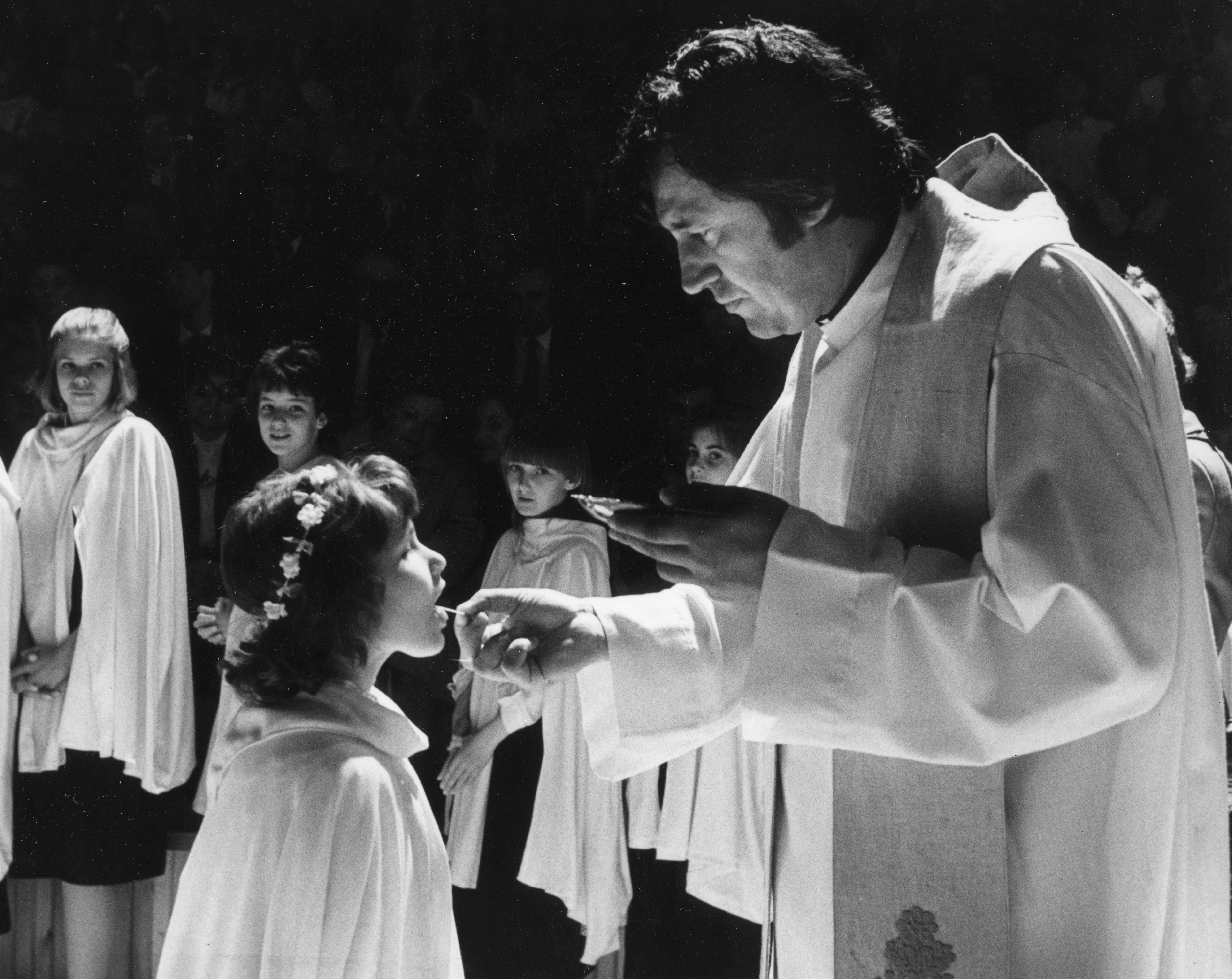
المناولة الأولى
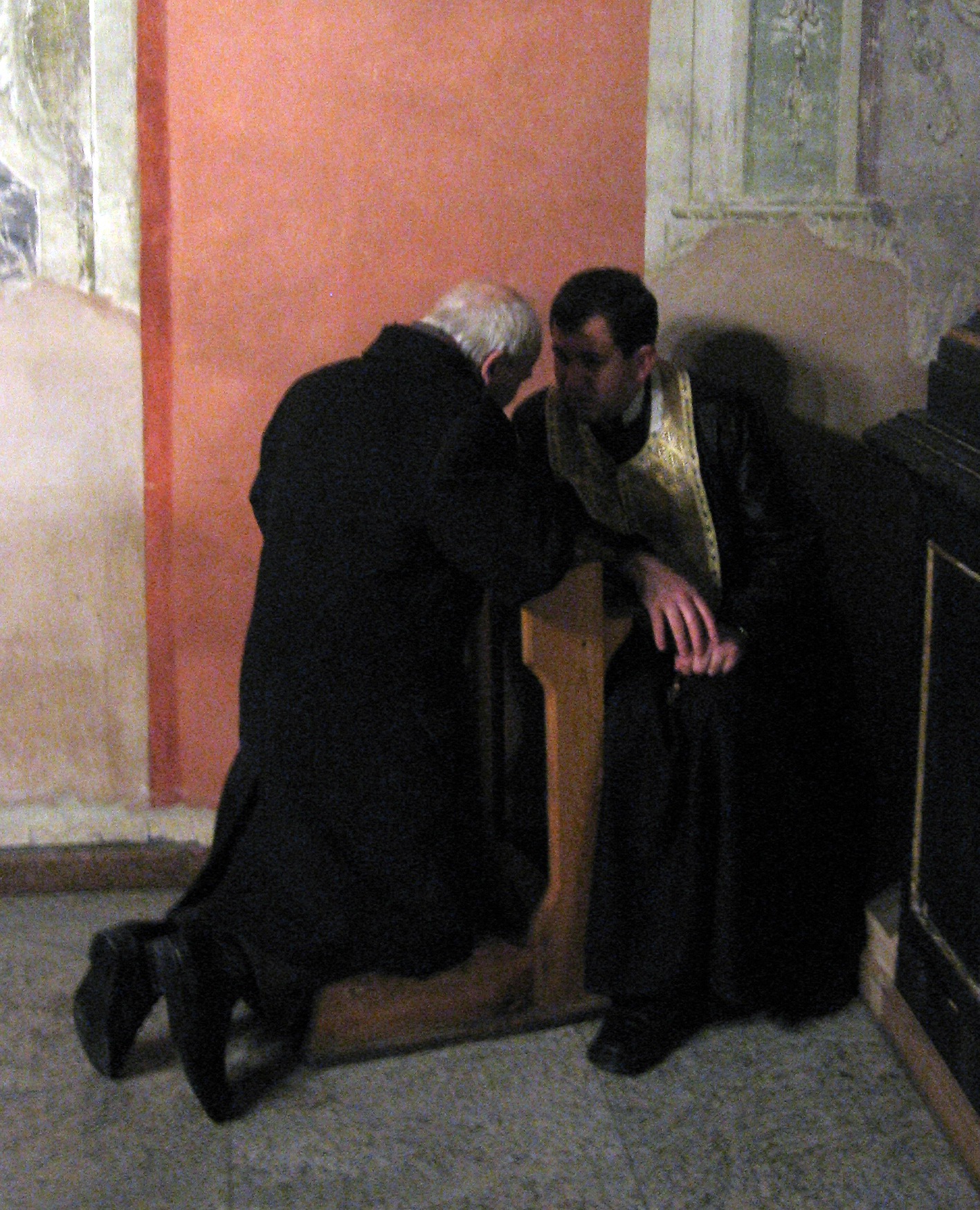
سر التوبة
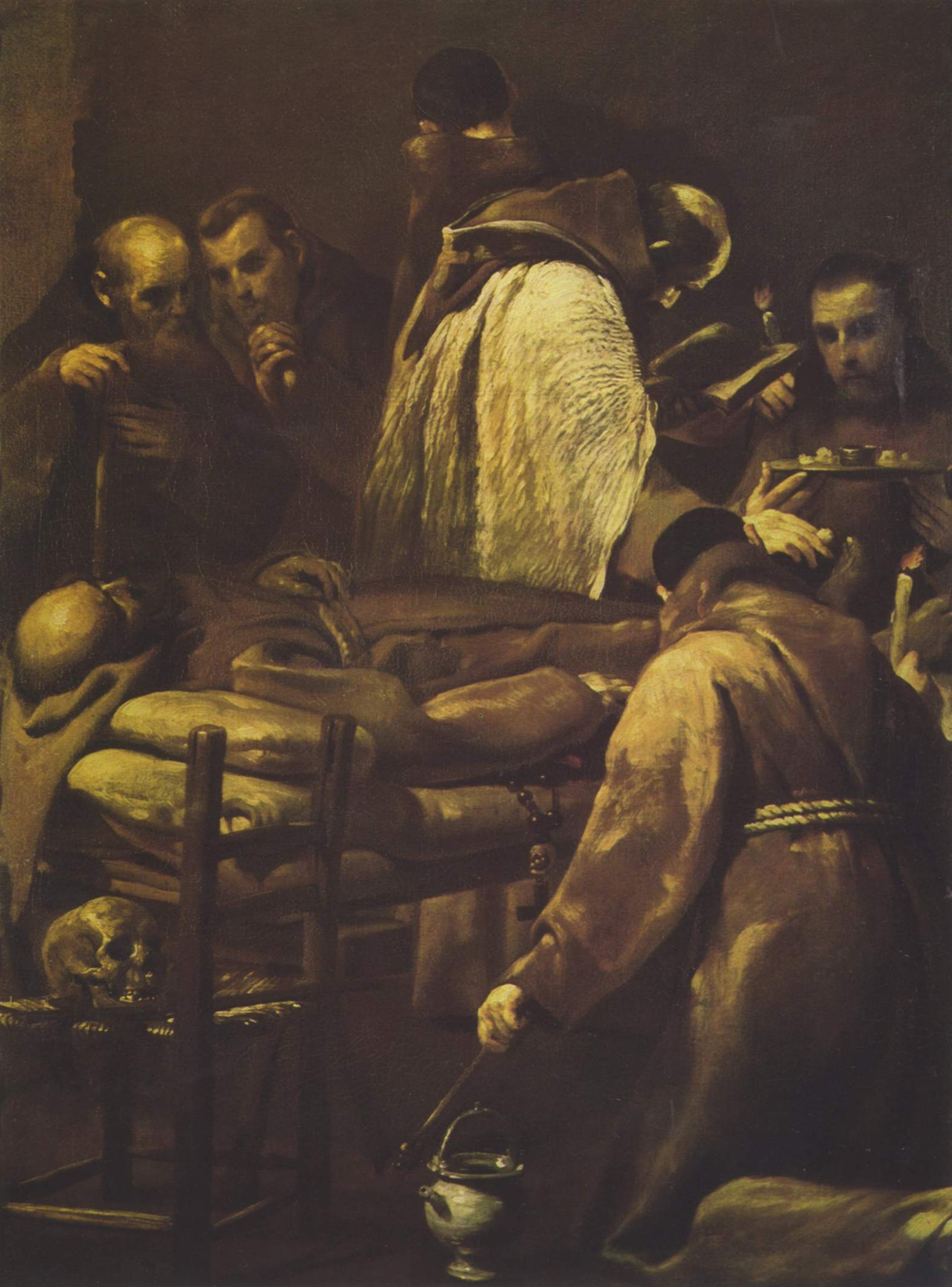
سر مسحة المرضى
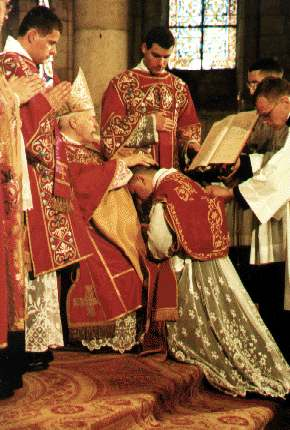
سر الكهنوت
سر الزواج
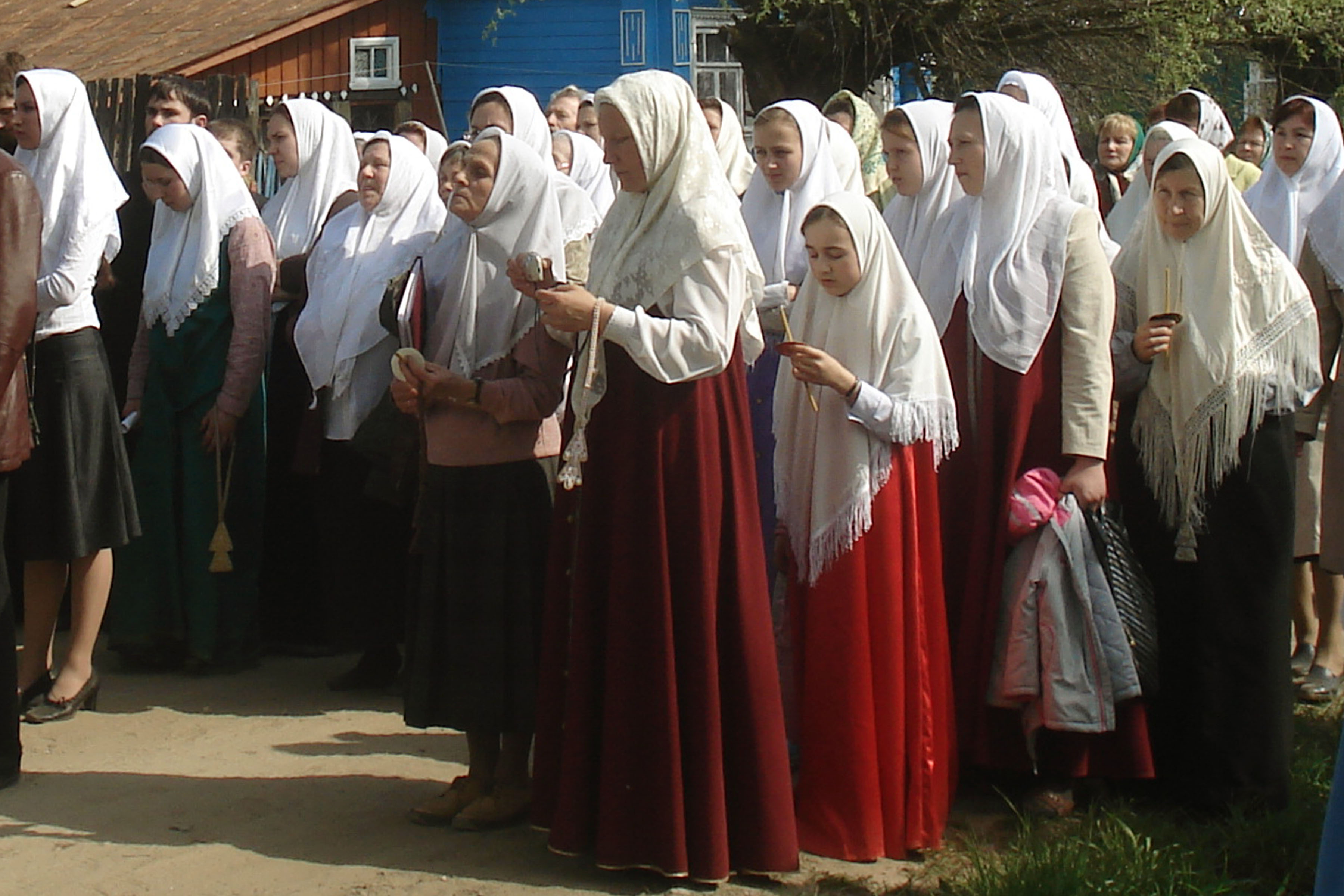
رتبة عيد القيامة في الكنيسة الروسية الأرثوذكسية القديمة
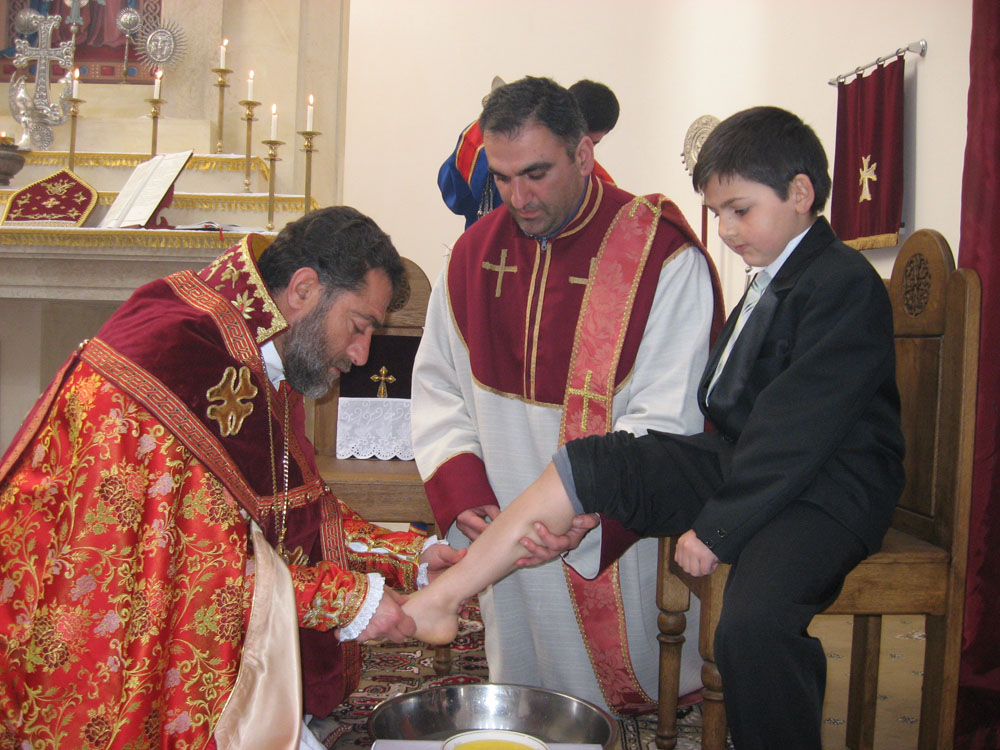
رتبة غسل الأرجل
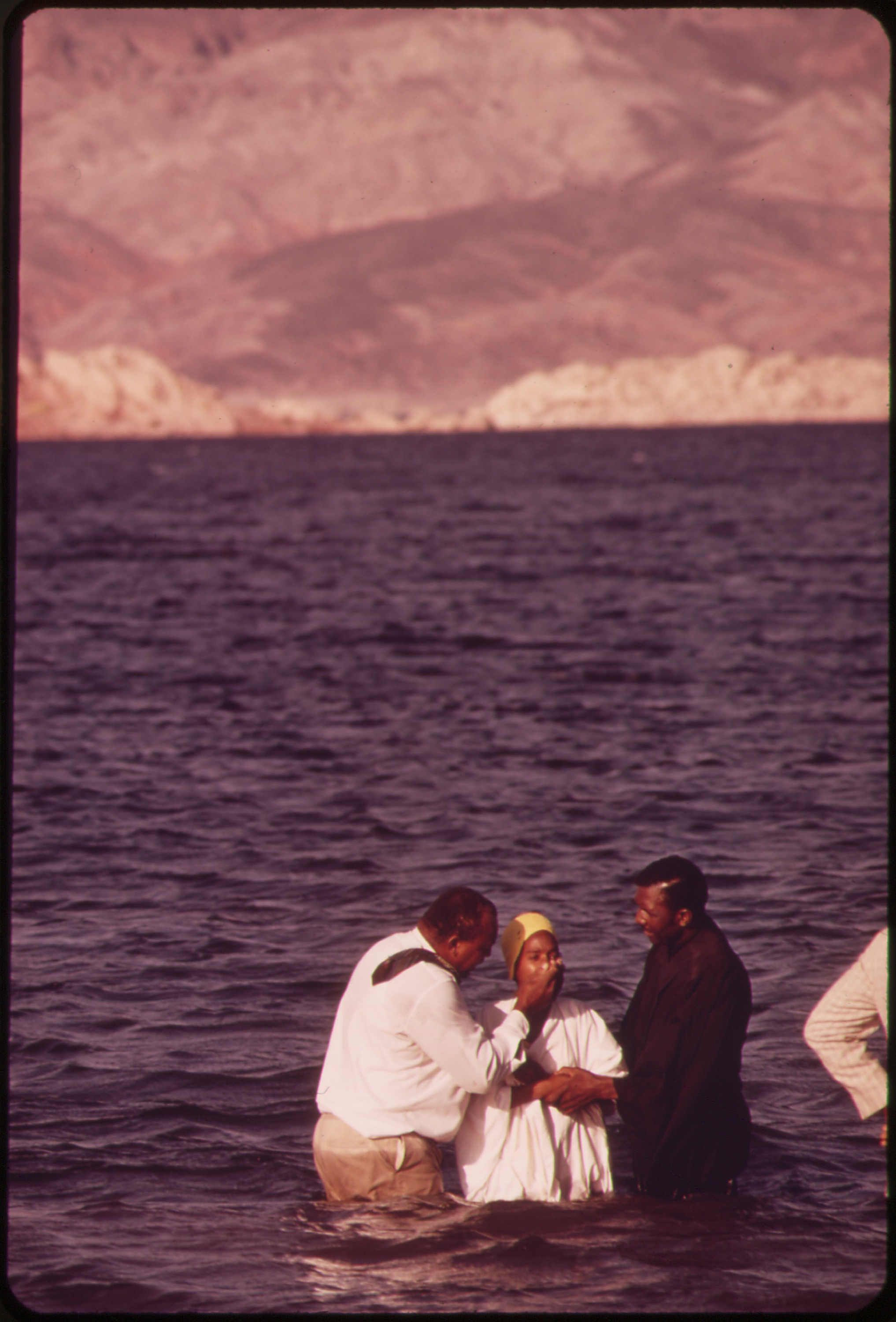
معمودية التغطيس
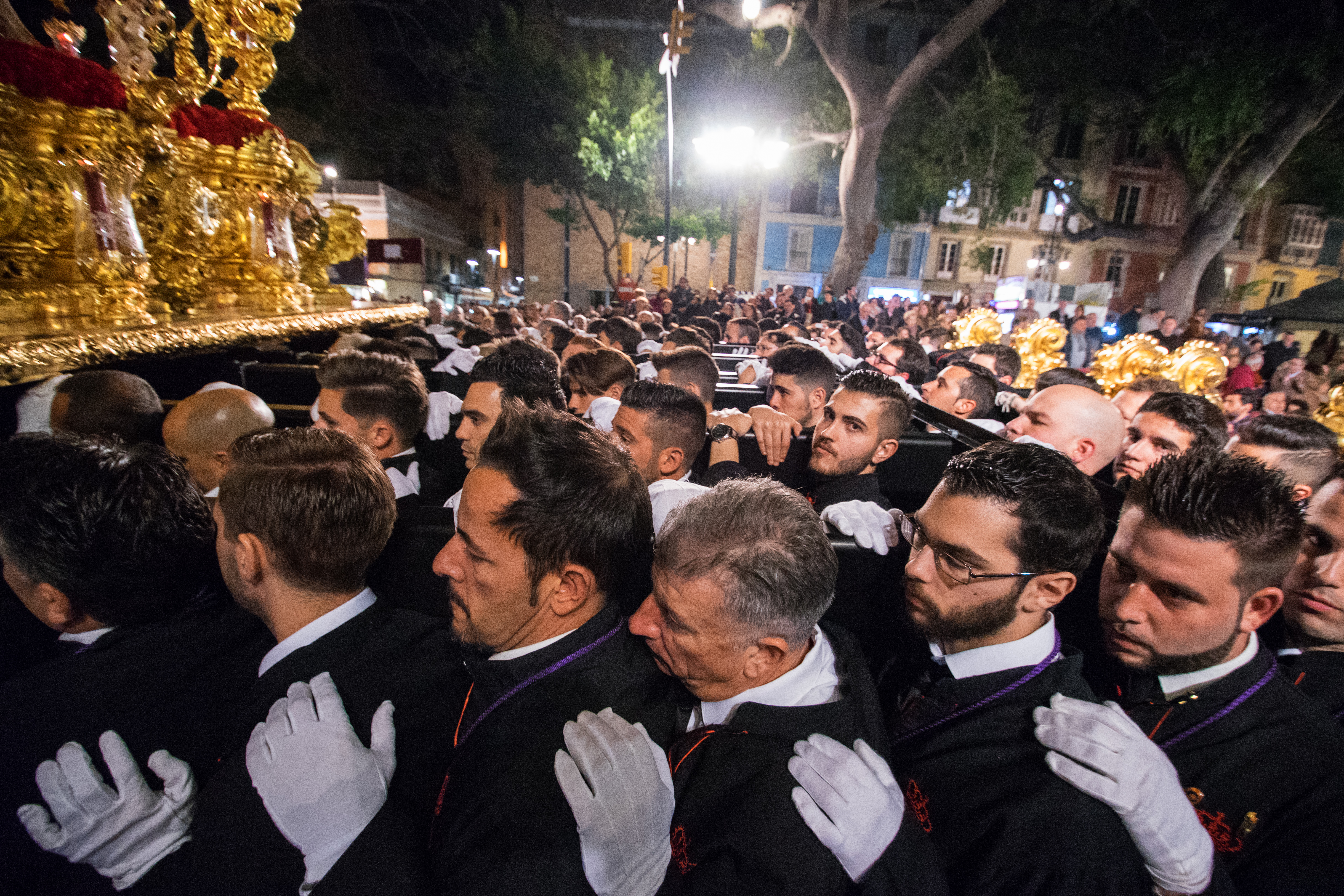
رتبة درب الصليب
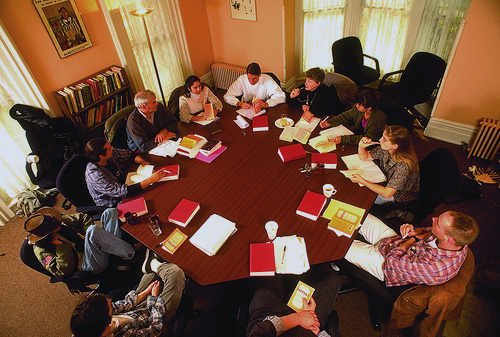
حلقة لوثرية تقوم بدراسة الكتاب المقدس
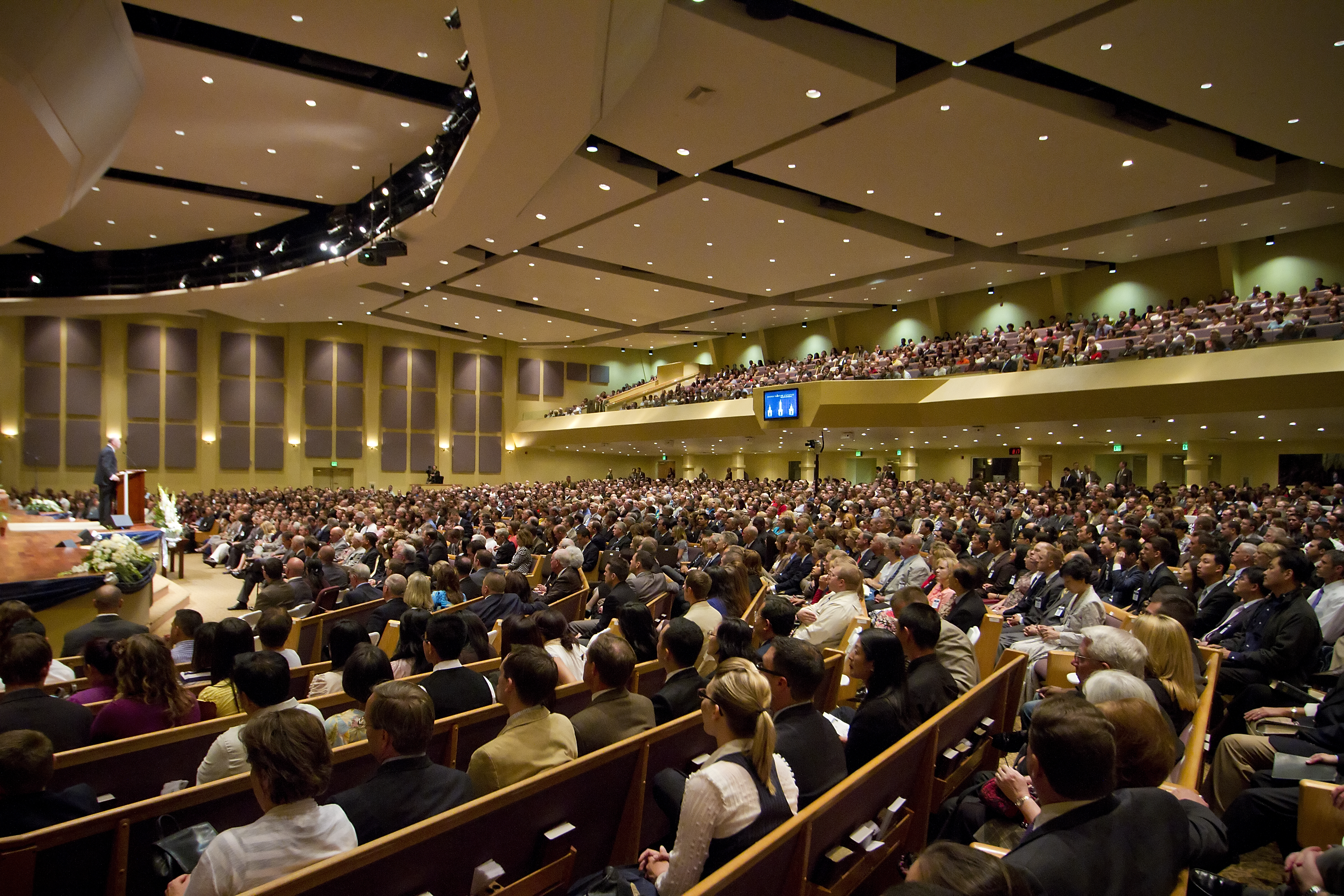
موعظة في كنيسة معمدانية
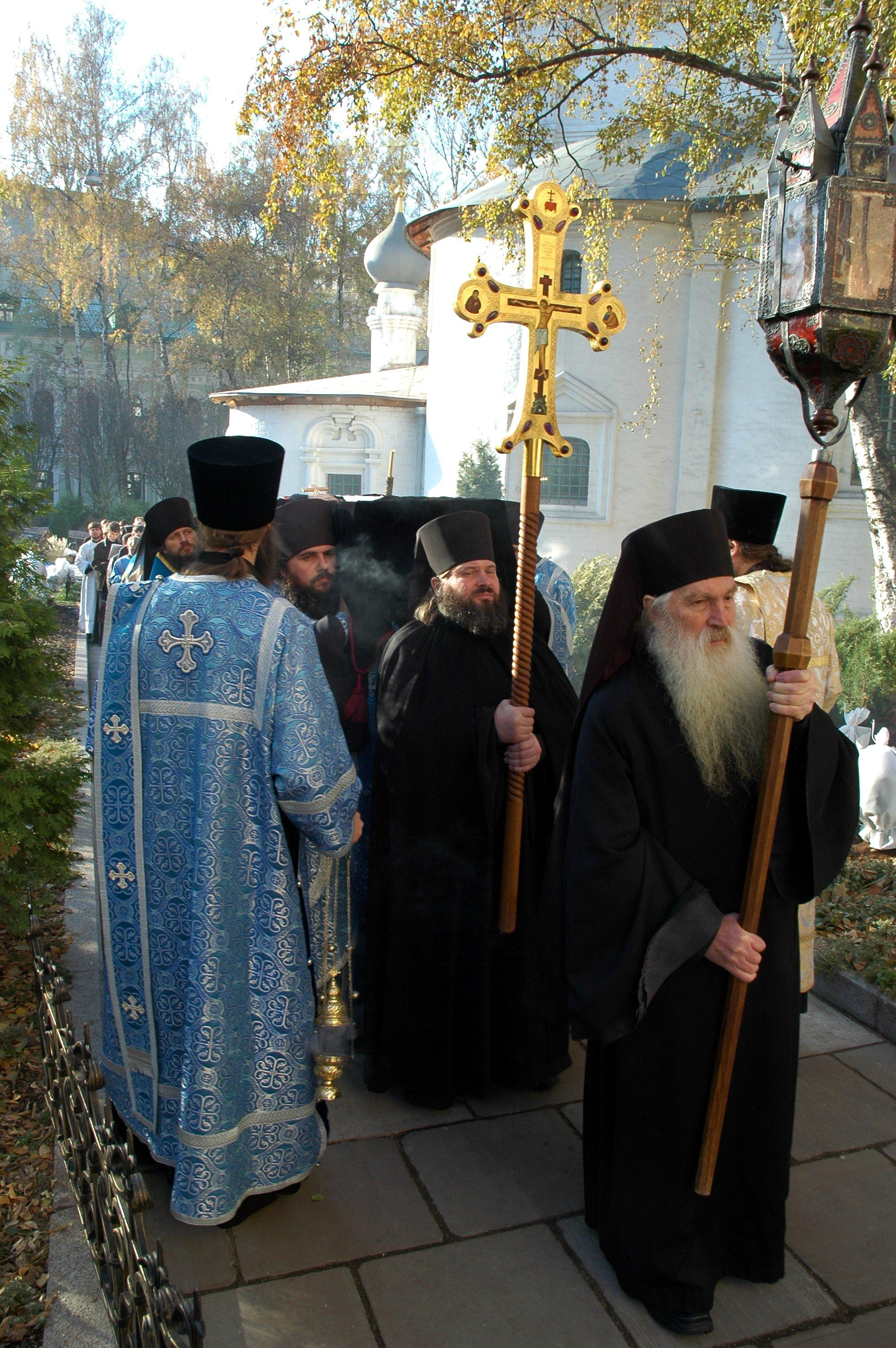
موكب صلاة جنازة
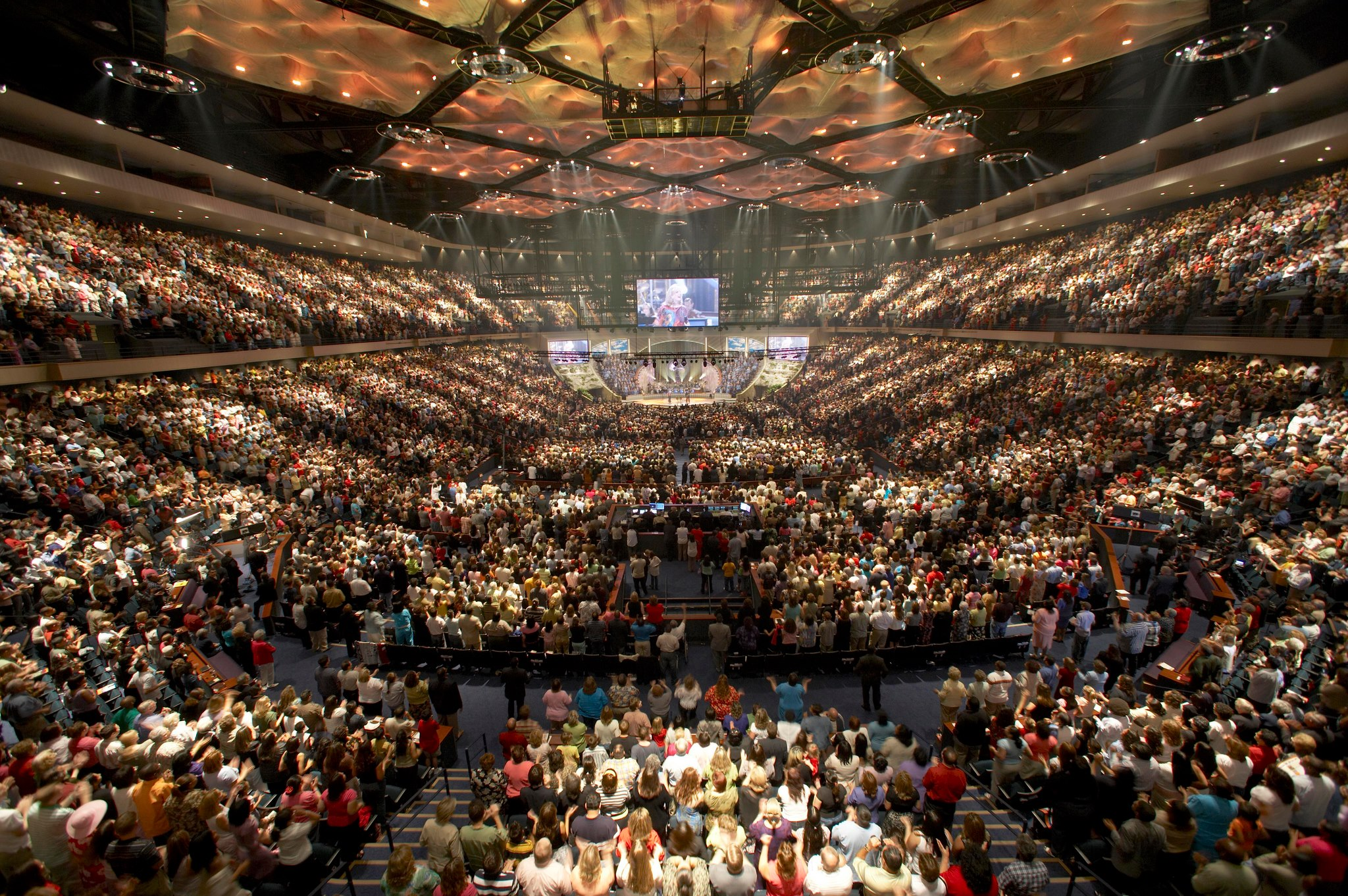
مسيحيون إنجيليون يُصلون في كنيسة بتكساس

### إكرام الرموز والأزمنة والأمكنة

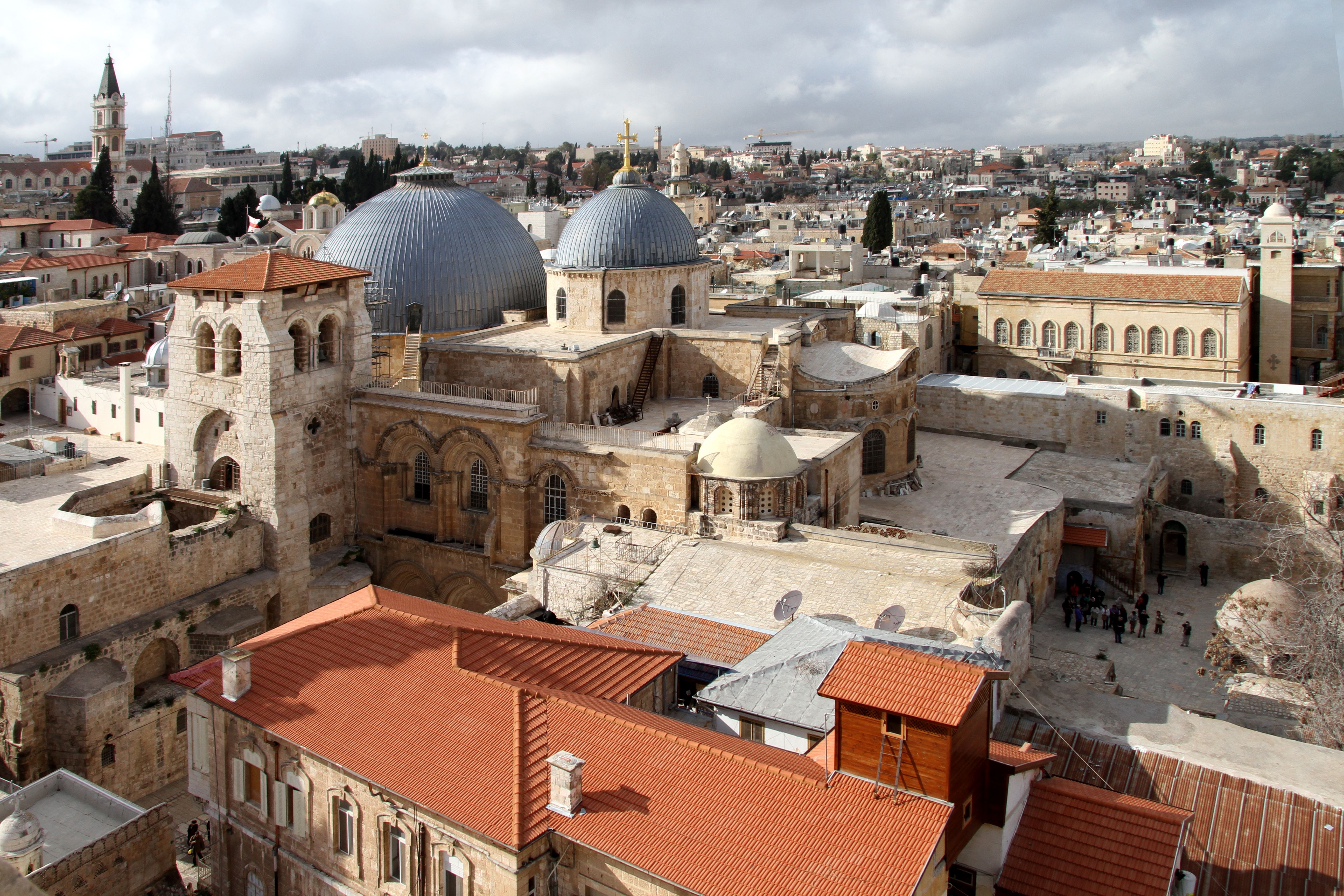
كنيسة القيامة في حارة النصارى بمدينة القدس، وهي أقدس الكنائس في العالم المسيحي.

خلال القرون المسيحية الأولى دار نقاش حول شرعية إكرام الرموز الدينية، قبل أن يحسم الجدال في مجمع نيقية الثاني، على سبيل المثال فإنّ القديس يوحنا الدمشقي، أحد الملافنة وأبرز المدافعين عن الرموز، قال بإنّ إكرام الرموز ليس إكرامًا لمادة أو صورة الرمز بل لما يمثله، فإن كنّا نكرّم كلمة الله المكتوبة بأحرف، فلنا تكريم كلمة الله المرسومة بألوان؛ وهو وما يعرف باسم الأيقونات، أي الصورة التي تمثل مقاطع كتابية، ولها مدارس ومناهج في رسمها، وكذلك المنحوتات في المسيحية الغربية. أما أبرز الرموز المسيحية فهو الصليب المسيحي، الذي يشير لعمل المسيح الفدائي؛1كو 1:18] وهناك مجموعة رموز أخرى مثل سمكة المسيح، وإشارة الألف والياء.
تكريم الأزمنة، ناجم عن نثر الأحداث الكتابية المرتبطة بالمسيح على العام، وهو ما يعرف لدى غالب الجماعات المسيحية باسم «السنة الطقسية»، والتي تستخدم في تحديد مواعيدها قواعد شمسية وقمرية متنوعة تطورت عبر التاريخ؛ المناسبات ذات الأهمية الكبيرة تؤدي إلى الأعياد وبشكل خاص عيد الميلاد وعيد الفصح؛ أيضًا فإن الكنائس المحلية قد تشتهر بعيد خاص بها غالبًا ما يرتبط بتذكار قديس اشتهر في المنطقة؛ وغالبًا ما تكون الأعياد المسيحية مترافقة مع مهرجات واحتفالات اجتماعية. إلى جانب المناسبات السنوية، هناك المناسبات المتكررة عبر قرن أو نصف قرن، والتي تعرف باسم اليوبيل، والتي تجد تشريعها في سفر اللاويين؛ على سبيل المثال: «يوبيل ذكرى مرور ألفي عام على تجسّد المخلّص» المحتفل به عام 2000، و«اليوبيل المئوي الخامس لوصول الإنجيل إلى أمريكا» المحتفل به عام 1992. أسبوعيًا، يعدّ يوم الأحد، ثم وبدرجة أقل يوم السبت، زمنًا للراحة، والاجتماعات الدينية، استنادًا إلى الوصية الثالثة من الوصايا العشر. أما تكريم الأمكنة، فإنّ العهد القديم، نصّ على إكرام هيكل سليمان، والتوجه بالقبلة نحو القدس؛ إلا أنّه بعد المسيح ألغي هذا التحديد: «ستأتي الساعة التي تعبدون فيها الآب، لا في هذا الجبل ولا في أورشليم... ستأتي الساعة بل هي الآن، حين يعبد العابدون الصادقون الآب بالروح والحق»؛يو 4:21] وهكذا فإنّ كل كنيسة تعدّ وريثة الهيكل في الفكر اليهودي، لا البناء في ذاته بل جماعة المؤمنين، على أن بعض الكنائس المرتبطة بأحداث معينة ككنيسة القيامة، وكنيسة المهد، وكاتدرائية القديس بطرس، تغدو مكرمة ومقصودة من الجماهير بشكل أوسع.

## الديموغرافيا والانتشار

المسيحية بحسب انتشارها في دول العالم.

إن كتاب حقائق وكالة الاستخبارات الأميركية عن العالم بنسخته الصادرة العام 2012 يشير إلى أن المسيحية هي أكثر ديانات العالم انتشارًا، إذ يعتنقها 2.2 مليار نسمة أي 33.39% من البشرية. ووفقًا للإحصائيات المختلفة ستتخطى أعداد المسيحيين عام 2050 3 مليار شخص، وستبقى المسيحية الديانة الأكثر اعتناقًا وعددًا. وفقًا لباحثين ومصادر مختلفة، يُنظر إلى معدلات المواليد المرتفعة والتحول إلى المسيحية في الجنوب العالمي كأسباب رئيسية للنمو السكاني المسيحي في العالم. ووفقاً لكتاب «دليل أكسفورد للتحويل الديني» من قبل دار نشر جامعة أكسفورد، تحتل المسيحية المرتبة الأولى في صافي المكاسب من خلال التحول الديني ومن حيث النمو العددي؛ مع زيادة طبيعية سنوية تُقدر بحوالي 37.9 مليون.
وفقاً للموسوعة البريطانية تأتي الكنيسة الكاثوليكية في مقدمة الطوائف المسيحية انتشارًا، حوالي 1.13 مليار نسمة (17.33% من البشرية، 51.4% من المسيحية)؛ تليها البروتستانتية التقليدية حوالي 458 مليونًا (7.0% من البشرية، 20.8% من المسيحية) والأرثوذكسية الشرقية حوالي 223 مليونًا (3.42% من البشرية، 10.1% من المسيحية)؛ سائر الكنائس من أرثوذكسية مشرقية وشهود يهوه وغيرها تشكل حوالي 389 مليونًا (5.73% من البشرية، 17.6% من المسيحية).
بالمقابل حسب دراسة أعدّها مركز بيو للأبحاث عام 2010، وجدت ان نصف المسيحيين في العالم هم من الكاثوليك، في حين يُشكل البروتستانت نسبة 37%، والأرثوذكس الشرقيين والمشرقيين نسبتهم 12%. ويمثّل «المسيحيون الآخرون»، مثل «المورمون» و«شهود يهوه» ما نسبته 1% من مجمل المسيحيين.

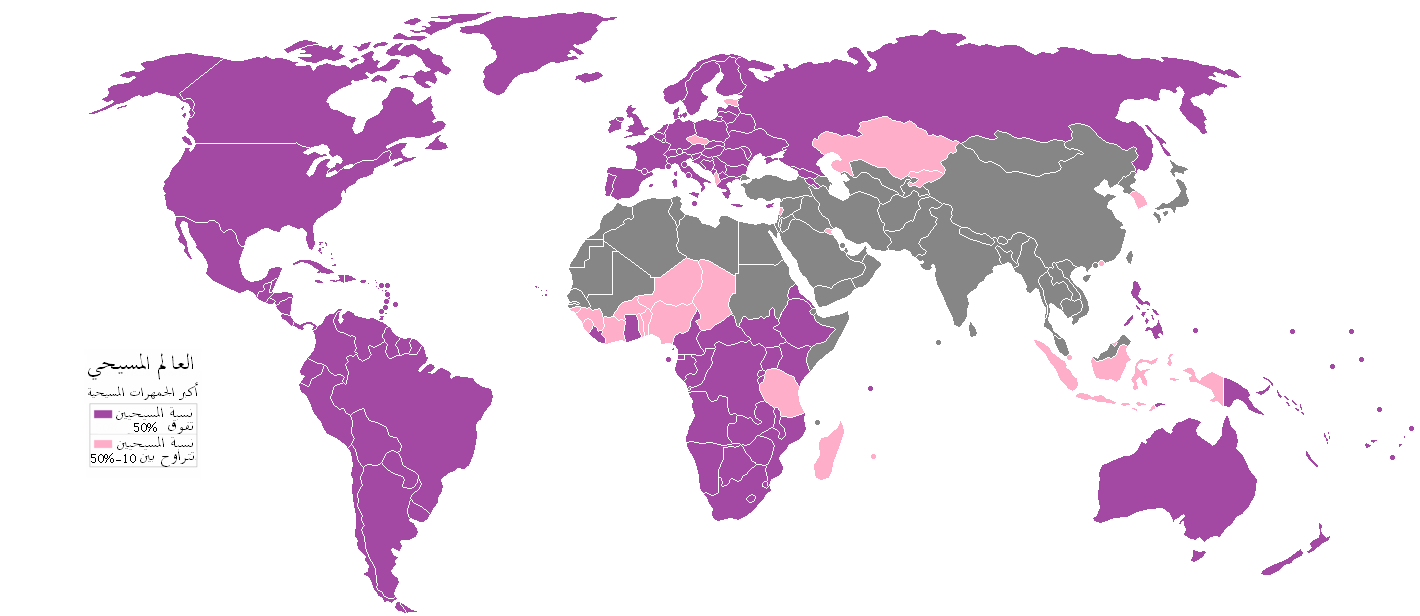
الدول التي يشكل فيها مسيحيون أكثر من نصف السكان، ويظهر باللون الوردي الدول التي يشكل فيها المسيحيون بين 10-49% من مجموع السكان.

تُعدّ المسيحية ديانة كونية، ومن الناحية الجغرافية، فالمسيحية هي الديانة الأكثر انتشارًا بين جميع الأديان؛ إذ ينتشر المسيحيون في جميع القارات والدول حيث لا توجد دولة في العالم لا تحوي على المسيحيين؛ والمسيحية هي الديانة السائدة في أمريكا الشمالية (77.4%)، ومنطقة الكاريبي (87.32%)، وفي أمريكا الوسطى والجنوبية (93%)، إضافة إلى أفريقيا جنوب الصحراء (62.7%)، وأوروبا (76.2%) وأوقيانوسيا (73.3%)؛ في حين تعدّ الفليبين الثقل الأساسي للمسيحية في آسيا، القارة الوحيدة التي لا يُشكل المسيحيون أغلب سكانها مع وجود مناطق شاسعة كالفلبين وروسيا الآسيوية والقوقاز (أرمينيا وجورجيا) وتيمور الشرقية وقبرص ذات غالبية مسيحية، كما يوجد في آسيا الوسطى والشرق الأوسط والشرق الأقصى وشبه القارة الهندية وجنوب شرق آسيا تجمعات كبيرة للمسيحيين. وتتراوح أعداد المسيحيين في القارة الآسيوية بين 285 مليون إلى 364 مليون. أما في القارة الأفريقية يُشكل المسيحيين أغلبية سكانية في شرقها ووسطها وجنوبها، ويشكلون أكثر من ثلث السكان في غرب أفريقيا، أما في شمال أفريقيا فتُقدر نسبتهم بحوالي 8% من السكان، ويتوزعون بين مصر (أغلبهم من الأقباط) ودول المغرب العربي.
على الرغم من أن المسيحيين يمثلون ثلث سكان العالم، إلا أنهم يشكلون أغلبية سكان 120 دولة و38 كيان ذي حكم ذاتي، أي ما نسبته ثلثي دول العالم وكياناته. ولا تزال المسيحية الديانة المهيمنة في العالم الغربي؛ إذ يشّكل المسيحيون وفقًا لمركز بيو للأبحاث حوالي 70% من سكان العالم الغربي، معقل العالم المسيحي التقليدي. ويعيش 87% من مسيحيي العالم في دول ذات أغلبية مسيحية مقابل 13% من مسيحيين العالم يعيشون كأقليات دينية، وتضم كل من الصين والهند وإندونيسيا أكبر الأقليات المسيحية في العالم، وتقدر أعداد المسيحيون في العالم الإسلامي بين 64 مليون (باستثناء نيجيريا) إلى 144 مليون (مع ضم نيجيريا). يعيش اليوم 39% من مسيحيي العالم في أوروبا وأمريكا الشمالية وأوقيانوسيا، بينما يعيش 61% من المسيحيين في أمريكا الجنوبية وأفريقيا وآسيا، يُذكر أن مناطق جنوب الكرة الأرضية تشهد ازدياد في معدل نمو المسيحية.

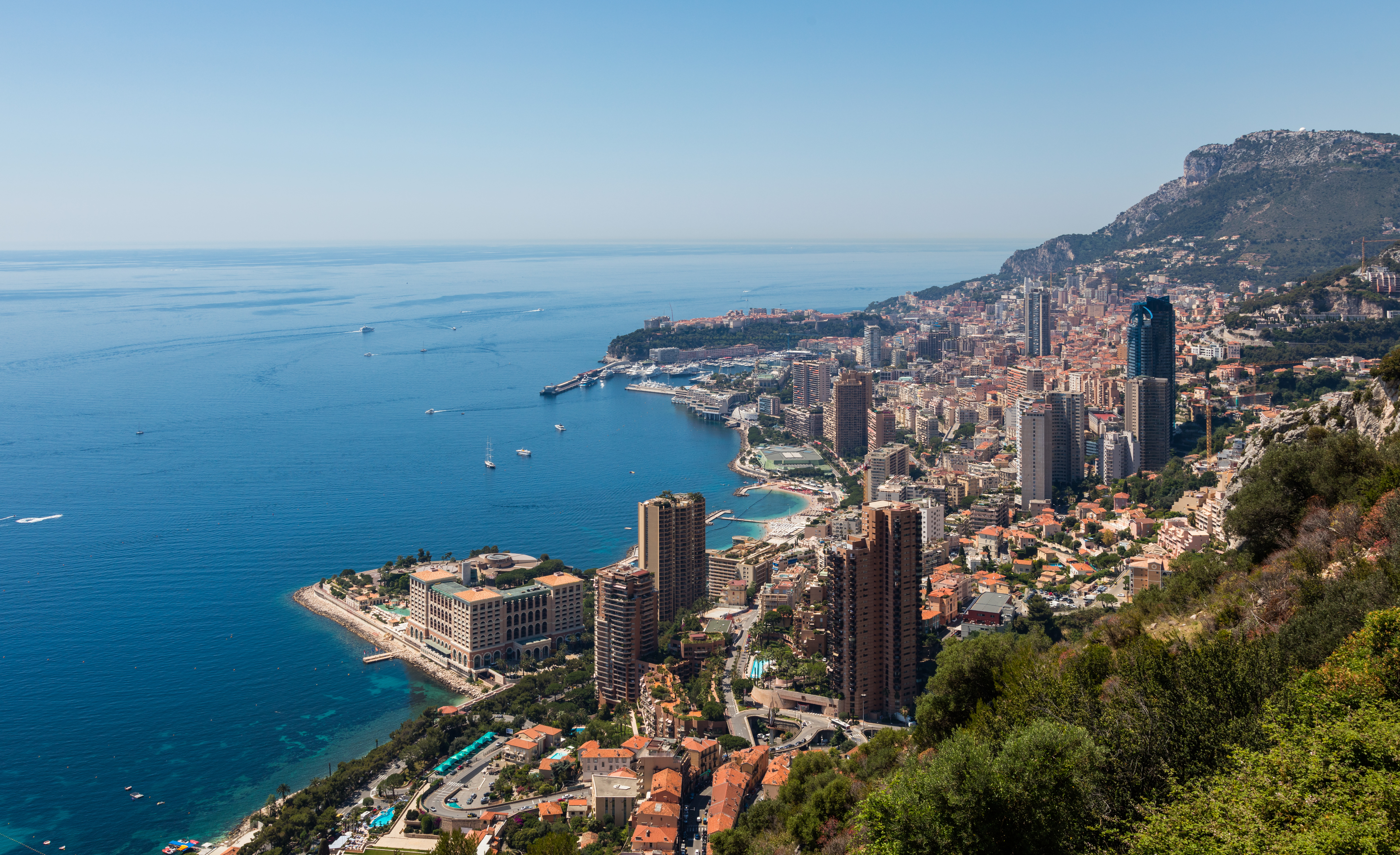
إمارة موناكو، وهي من الدول التي لا تزال تتخذ المسيحية دين رسمي.

تعد المسيحية من الأديان النامية بنسبة 1.43% أي تتجاوز المعدل العالمي للنمو المحدد بحوالي 1.39%؛ وتعدّ الحركات التبشيرية في آسيا وأفريقيا الجناح الرئيسي لهذا النمو إذ يعتنق المسيحية سنويًا حوالي 15.5 مليون شخص من خلفيات دينية مختلفة ومع صافي ربح من المتحولين يُقدر بحوالي 3.8 مليون سنويًا. وقد تزايد عدد المسيحيين حول العالم بنسبة 4 أضعاف خلال المئة عام المنصرمة، وجدت دراسة نُشرت من قِبل معهد دراسات الدين في جامعة بايلور عام عام 2015 أن حوالي 10.2 ملايين مسلم اعتنق المسيحية. وتُشير بعض الدراسات أن المسيحية هي أسرع أديان العالم انتشارًا، خصوصًا المذهبين الكاثوليكي والبروتستانتي، فمن حيث النمو العددي بغض النظر عن النسب المئوية فإن المسيحية تحلّ في المرتبة الأولى، في حين تتمسك بعض الدراسات الأخرى بكون الإسلام هو أسرع الأديان انتشارًا. إن غالبية الدول التي يشكل فيها المسيحيون أغلبية، تتبنى النظام العلماني بيد أن المسيحية تعدّ دين الدولة في عدد من هذه الدول كالنرويج، وإنجلترا، والدنمارك، وآيسلندا، والأرجنتين، وأرمينيا، واليونان، وكوستاريكا، وموناكو، ومالطا، وليختنشتاين، والفاتيكان، وساموا، وزامبيا وغيرهم. من الناحية التاريخيّة تعد كل من مملكة أرمينيا القديمة، ومملكة الرها، ومملكة أكسوم ومملكة جورجيا، أولى الممالك التي تحولت بالكامل إلى المسيحية، وأعتمدت المسيحية دينًا رسميًا لها.
يشكل المسيحيون بين 7-10% من مجمل العرب، ينتشرون أساسًا في الهلال الخصيب ومصر وبدرجة أقل في المغرب العربي؛ بعضهم يعدّ من المسيحيين العرب، والبعض الآخر من أقوام غير عربية كالأرمن والسريان وأقلية من الأمازيغ؛ لهم في هذه الدول، قوانين أحوال شخصية متوافقة مع القواعد المسيحية، وعطل رسمية في الأعياد، وتمثيل في الدولة؛ هناك عدد من البطريركيات والمؤسسات الدينية المسيحية المختلفة مثل بطريركية أنطاكية وسائر المشرق للروم الأرثوذكس، الكنيسة المارونية، كنيسة الروم الملكيين الكاثوليك، الكنيسة القبطية الأرثوذكسية، ويشكل أتباع هذه الكنائس، غالبية المسيحيين العرب أو في الوطن العربي؛ بغض النظر عن الجاليات الهندية أو الإثيوبية أو الأوروبية الوافدة للعمل والاستثمار في الخليج العربي.
أما توزيع المسيحيين حول العالم بحسب المنطقة وفقًا لتقديرات مركز بيو للأبحاث عام 2010 فهي:
| المنطقة                          | تعداد المسيحيون | % المسيحيون |
| -------------------------------- | --------------- | ----------- |
| أوروبا                           | 565,560,000     | 76.2        |
| أمريكا اللاتينية ومنطقة الكاريبي | 531,280,000     | 90.0        |
| أفريقيا جنوب الصحراء             | 516,470,000     | 62.7        |
| آسيا ومنطقة المحيط الهادئ        | 285,120,000     | 7.1         |
| أمريكا الشمالية                  | 266,630,000     | 77.4        |
| الشرق الأوسط وشمال أفريقيا       | 12,710,000      | 3.7         |
| العالم                           | 2,184,060,000   | 31.7        |

أما أكبر خمس عشرة دولة من حيث عدد السكان المسيحيين في عام 2011 فهي:
| المرتبة | الدولة                      | عدد المسيحيين | نسبة المسيحيين | المذهب السائد            |
| ------- | --------------------------- | ------------- | -------------- | ------------------------ |
| 1       | الولايات المتحدة            | 243,186,000   | 78.4%          | بروتستانتية ثم كاثوليكية |
| 2       | البرازيل                    | 174,700,000   | 90.4%          | كاثوليكية                |
| 3       | المكسيك                     | 105,095,000   | 94.5%          | كاثوليكية                |
| 4       | روسيا                       | 99,775,000    | 70.3%          | أرثوذكسية شرقية          |
| 5       | الفلبين                     | 90,530,000    | 92.4%          | كاثوليكية                |
| 6       | نيجيريا                     | 76,281,000    | 48.2%          | بروتستانتية وكاثوليكية   |
| 7       | الصين                       | 67,070,000    | 5%             | بروتستانتية وكاثوليكية   |
| 8       | جمهورية الكونغو الديمقراطية | 63,825,000    | 90%            | كاثوليكية                |
| 9       | إيطاليا                     | 55,070,000    | 91.1%          | كاثوليكية                |
| 10      | إثيوبيا                     | 54,978,000    | 64.5%          | أرثوذكسية مشرقية         |
| 11      | ألمانيا                     | 49,400,000    | 68.9%          | كاثوليكية وبروتستانتية   |
| 12      | المملكة المتحدة             | 44,522,000    | 71.8%          | بروتستانتية              |
| 13      | كولومبيا                    | 44,502,000    | 97.6%          | كاثوليكية                |
| 14      | أوكرانيا                    | 41,973,000    | 91.5%          | أرثوذكسية شرقية          |
| 15      | جنوب إفريقيا                | 39,843,000    | 79.7%          | بروتستانتية              |

## العلاقة مع الأديان الأخرى

### اليهودية

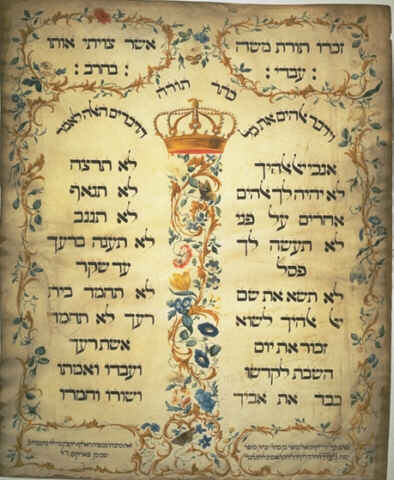
الوصايا العشر، أرفع آثار التراث اليهودي المسيحي.

يحوي العهد الجديد مقاطع مادحة لليهود أبرزها: «قد منحوا التبني، والمجد، والعهود، والتشريع، والعبادة، والمواعيد، ومنهم كان الآباء، ومنهم جاء المسيح حسب الجسد»؛رو 9:5] وكذلك فإن المسيحية في القرن الأول وبدايات القرن الثاني كانت تعدّ «طائفة يهودية»؛ ورغم ذلك فإنه منذ أيام المسيح، وحتى عهود قريبة، كانت العلاقة بين المسيحيين واليهود متوترة، وقد اضطهد اليهود المسيحيين في غير مكان؛أعمال 1:8-3] وبدءًا من القرون الوسطى المبكرة، اضطهد المسيحيون اليهود، فطردوا من خارج المدن، وفرضت عليهم مناطق سكن معينة، ومنعوا من ممارسة بعض المهن، وارتكبت مذابح في غير موضع بحقهم. وفقًا للمؤرخة آنا سابير أبو العافية، يتفق معظم الباحثين على أن اليهود والمسيحيين في العالم المسيحي اللاتيني عاشوا في سلام نسبي مع بعضهم البعض حتى القرن الثالث عشر. منذ وقت مبكر من العصور الوسطى، حددت الكنيسة المسيحية موقفها الرسمي في التعامل مع اليهود من خلال البيان الرسمي حول اليهود (باللاتينيَّة:Constitution pro Judæis)؛ والذي نص على الالتزام بحماية اليهود، وعدم جواز اجبار اليهود على التحول للمسيحية قسرًا أو اكراهًا، كما وطالبت في البيان عموم المسيحيين بعدم مضايقة اليهود أو قتلهم أو سلب أموالهم أو تغيير عاداتهم. كما وفُرضت عقوبة الحرمان الكنسي في كثير من الحالات على المسيحيين الذين يقومون بمضايقة اليهود. في القرن العشرين، وجهت الكنيسة اعتذارًا عن مآسي اليهود التي حصلت بسببها أو «بسبب تقصيرها في حمايتهم»، ثم تكاثرت التصريحات، على سبيل المثال تصريح يوحنا بولس الثاني عام 1986، الذي يعدّ جزءًا من التعليم المسيحي للكنيسة الكاثوليكية: «بالنسبة إلينا، ليست الديانة اليهودية ديانة خارجية، بل إنها تنتمي إلى قلب ديانتنا، وعلاقتنا بالديانة اليهودية مختلفة عن علاقتنا بأي دين آخر. أنتم إخوتنا الأحباء ونستطيع القول ما معناه، أنتم إخوتنا الكبار».
معظم المسيحيين، يرفضون تحميل اليهود مسؤولية دم المسيح؛ وقد وجدت جماعات عبر التاريخ يدعى أتباعها «المسيحيون اليهود»، يقرأون الكتاب بالحرف بالعبري، ويحفظون شرائع موسى المنسوخة في العهد الجديد كحفظ السبت، والختان، وتعدد الزوجات؛ وأيضًا ففي الأيام الراهنة فإن مجموعة من المسيحيين يعرّفون أنفسهم بوصفهم «مسيحيين صهاينة».

### الإسلام

كنيسة تُجاور مسجد في بيروت، لبنان.

ترفض المسيحية أي وحي تالٍ مناقض أو متمم لما أعلنه المسيح «فإنّ الله لا يتراجع أبدًا عن هباته ودعواته»،رو 11:29] كما ترفض أن يكون الرسول من غير اليهود لقول المسيح «الخلاص هو من اليهود»، تقبل غالبية المجموعات المسيحية «وحي خاص بعد المسيح، يكون غير ملزم بشكل عام، ومثّبت لما أعلنه المسيح».أع 2:17] خلال القرون الوسطى المبكرة والمتأخرة، كانت الصورة الطاغية للعلاقات الإسلامية المسيحية، هي علاقات حروب عسكرية، وهو ما نجم عنه أن تكون حصيلة الأدب الأوروبي والفهم المسيحي الغربي عامة تجاه الإسلام «مشوهة بدرجة كبيرة، وعدائية»، لاسيما «التخوّف الذي جسدّه التهديد العثماني لأوروبا». من جهة أخرى، كانت هناك مظاهر من التعايش السلمي والتفاعل والتبادل الحضاري والاجتماعي بين المسيحيين في ديار الإسلام والمسلمين، كما وكان للمسيحيين المشارقة دورٌ كبير في بناء الحضارة الإسلاميَّة في مختلف المجالات. وعلى مدار التاريخ، كان هناك تبادل حضاري وإنساني بين العالمين المسيحي والإسلامي.
بكل الأحوال فإن الكنيسة الكاثوليكية باعتبارها سلطةً رسميةً لم تصدر أي وثيقة رسمية بخصوص الإسلام حتى 1965 حين أعلنت وثيقة في عصرنا ما يلي: «وتنظر الكنيسة بعين الاعتبار أيضًا إلى المسلمين الذين يعبدون معنا الإله الواحد الحي القيوم الرحيم الضابط الكل خالق السماء والأرض المكلم البشر؛ ويجتهدون في أن يخضعوا بكليتهم لأوامر الله الخفية، كما يخضع له إبراهيم الذي يُسند إليه بطيبة خاطر الإيمان الإسلامي؛ وهم يجلون يسوع كنبي ويكرمون مريم أمه العذراء كما أنهم يدعونها أحيانًا بتقوى؛ علاوة على ذلك أنهم ينتظرون يوم الدين عندما يثيب الله كل البشر القائمين من الموت؛ ويعدّون أيضًا الحياة الأخلاقية ويؤدون العبادة لله لا سيما بالصلاة والزكاة والصوم. وإذا كانت قد نشأت، على مر القرون، منازعات وعداوات كثيرة بين المسيحيين والمسلمين، فالمجمع المقدس يحض الجميع على أن يتناسوا الماضي وينصرفوا بالخلاص إلى التفاهم المتبادل، ويصونوا ويعززوا معًا العدالة الاجتماعية والخيور الأخلاقية والسلام والحرية لفائدة جميع الناس».

### الأديان الإبراهيمية الأخرى

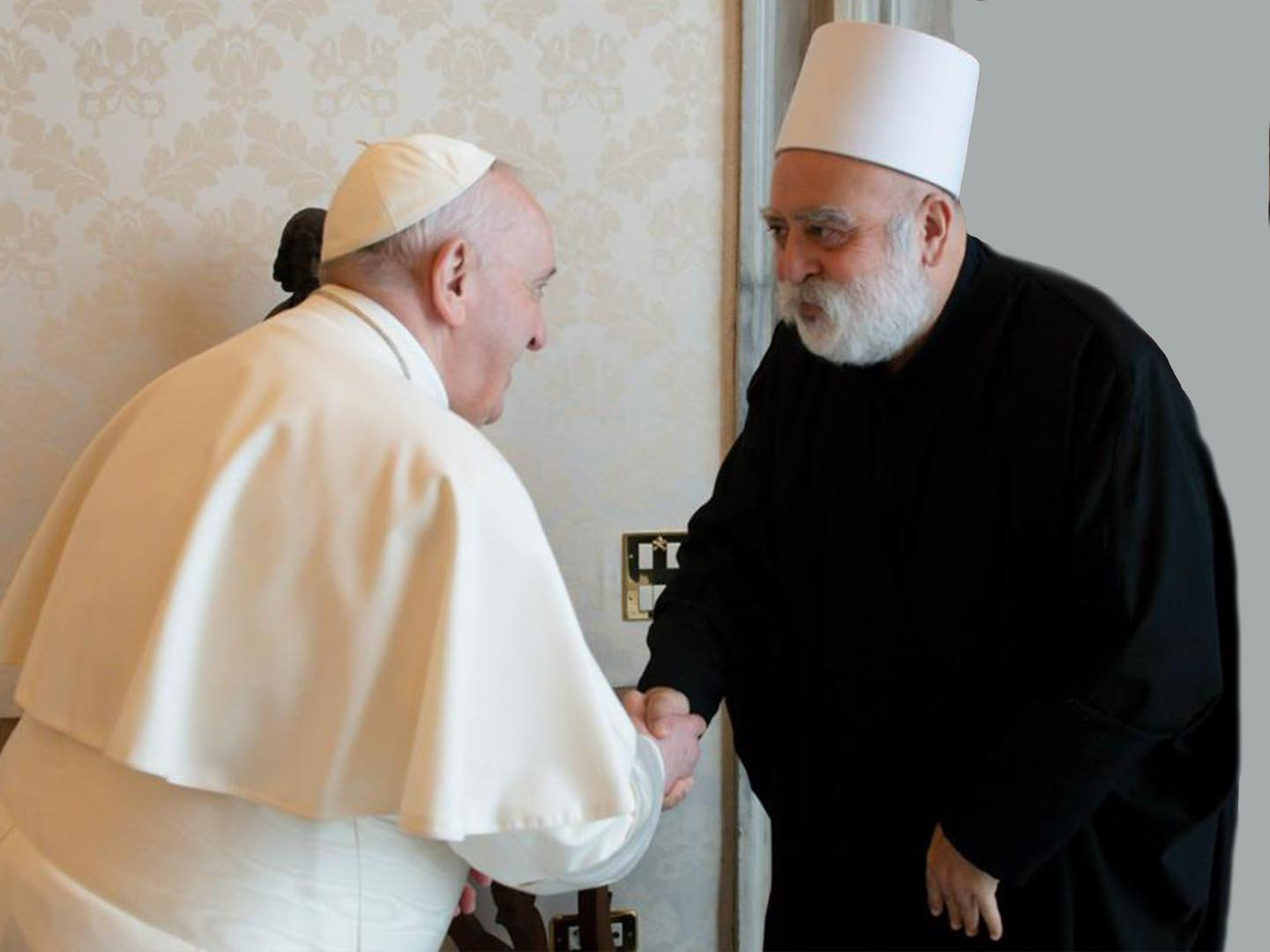
البابا فرنسيس في لقاء مع موفق طريف الرئيس الروحي للطائفة الدرزية في إسرائيل.

ترتبط صورة الديانة السامرية عند المسيحيين بالرحمة، وورد ذكر السامريين في الأناجيل مرات عديدة، وعلى الأخص في قصة المسيح والمرأة السامرية ومثل السامري الصالح، وكان موقف يسوع إزاءهم ايجابيًا. تُكرم كل من المسيحية والمندائية يوحنا المعمدان؛ والذي يحظى بمكانة خاصة في كلا الديانتين، لكن أوجه الاختلاف تكمن في النظرة المندائية إلى يسوع على أنه نبي مخادع أو المسيح الكاذب. تضم العقيدة الدرزية على بعض العناصر المسيحية وتُعلم أنَّ المسيحية يجب «تقديرها ومدحها»، وبينما تتشارك مع المسيحية في عدد من المعتقدات كالظهور الإلهي الا أنَّ أوجه الاختلاف تكمن في عقيدة التقمص. تاريخيًا كانت الصورة الطاغية على العلاقات بين الدروز والمسيحيين، هي علاقة تعايش، باسثناء بعض الفترات، وأدى التقارب والتجاور بين الديانتين إلى وجود بلدات مسيحية درزية مشتركة في بلاد الشام. وتؤكد كل من البهائية والمسيحية على القاعدة الذهبية ووحدانية الله وتتشارك في تكريم عدد من الشخصيات الدينية. تتأثر الرستفارية بالتراث اليهودي المسيحي، وتشترك في العديد من القواسم المشتركة مع المسيحية؛ كما وللكتاب المقدس مكانة مركزية في الديانة الرستفارية. يُعتبر يسوع شخصية مبجلة ومركزية في الديانات البهائية والدرزية والرستفارية.

### غير الإبراهيمية
لم يحصل احتكاك مبكر بين المسيحية وديانات الشرق الأقصى، وعندما حصل هذا الاحتكاك خلال العصور الوسطى تزامنًا مع الحركات الاستكشافية في عصر النهضة تنوعت ردة الفعل بين الترحيب الشديد والإقبال على اعتناقها وبين الحظر والاضطهاد كما حصل في اليابان (الكاكوري كيريشتيان) والصين، في العصور الحديثة وسمت هذه العلاقة بالدبلوماسية وتبادل الزيارات بين القيادات الدينية على أعلى المستويات، وكان المجمع الفاتيكاني الثاني أشار إلى البوذية والهندوسية بوصفهما دينين يسعيان ”للاستشراق السامي“. أما في علاقة المسيحية بالأديان المندثرة، ففيما يخص أديان السكان الأصليين لأمريكا الوسطى والجنوبية، فقد دعا البابا بيوس الثالث بالمنشور البابوي «الله الأسمى» سنة 1537 إلى احترام السكان الأصليين وحقوقهم معلنًا أنهم بشر، على عكس ما كان سائدًا من اعتقاد، ودعا إلى الاهتمام بدعوتهم لاعتناق المسيحية.

## التأثير الثقافي للمسيحية

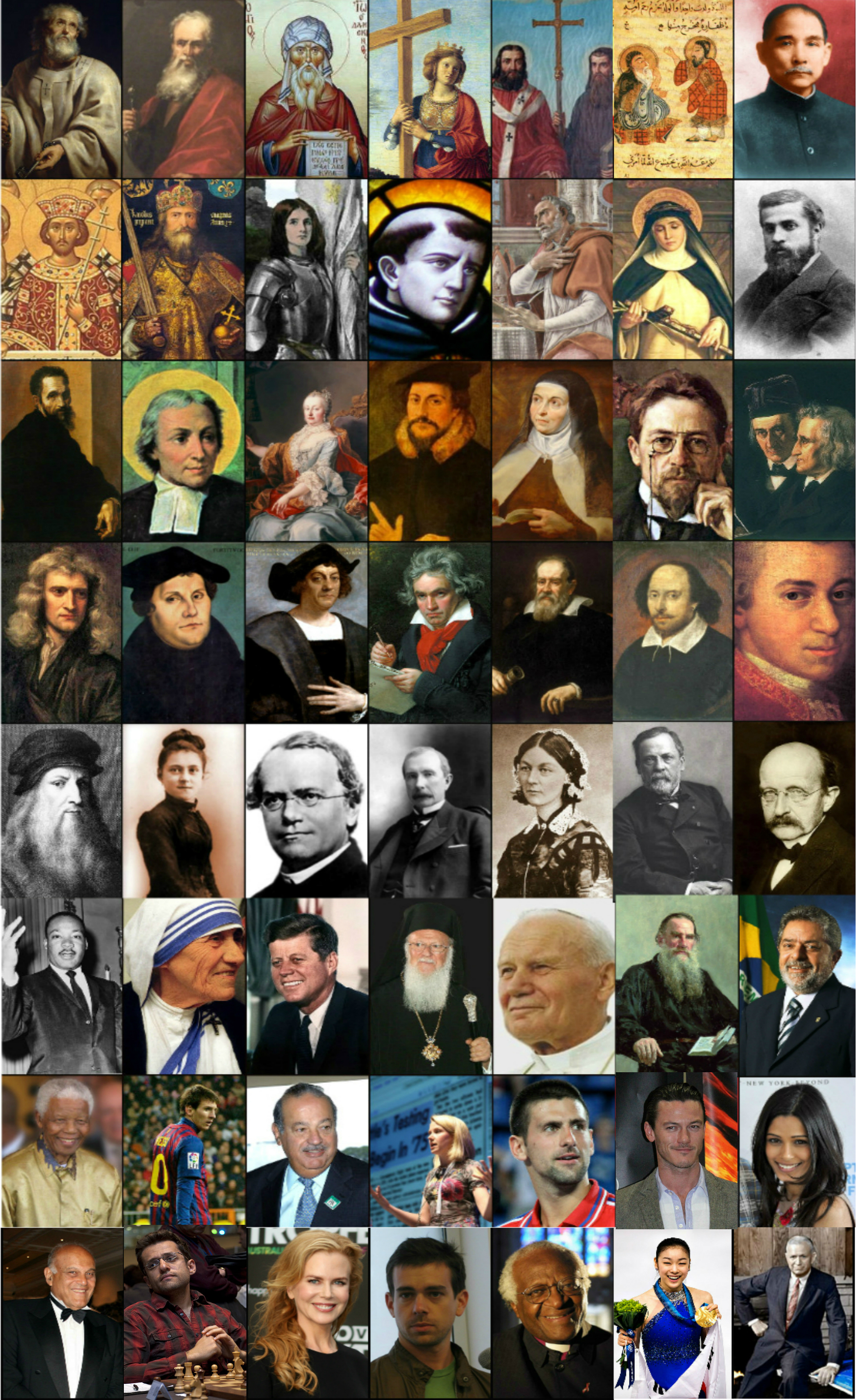
مجموعة صور لعدد من مشاهير المسيحيين من مختلف المجالات.

إن التأثير الثقافي للمسيحية ضخم للغاية وشديد التشعب، إضافة إلى أنه يشمل جميع مجالات الحضارة؛ في قائمة المائة شخصية الأكثر تأثيرًا في تاريخ البشرية، ذكرت 65 شخصية مسيحية من مختلف المجالات. كما وكان للكتاب المقدس تأثير عميق على الحضارة الغربية وعلى الثقافات حول العالم، مع تقليد أدبي يمتد على بعد آلاف السنين، يُعد الكتاب المقدس أحد أكثر الأعمال تأثيراً على الإطلاق. من ممارسات النظافة الشخصية إلى الفلسفة والأخلاق، أثر الكتاب المقدس بشكل مباشر وغير مباشر على السياسة والقانون والحرب والسلام والأخلاق الجنسية والزواج والحياة الأسرية وآداب الخلاء والرسائل والتعلم والفنون والاقتصاد والعدالة الاجتماعية والرعاية الطبية والمطبخ والمزيد. وقد ساهم أيضًا في تشكيل ملامح القانون الغربي والفن والأدب والتعليم.
منذ انتشار المسيحية من بلاد الشام إلى آسيا الصغرى وبلاد ما بين النهرين وأوروبا وشمال أفريقيا والقرن الأفريقي خلال الإمبراطورية الرومانية المبكرة، انقسمت مراكز الثقافة المسيحية بين شرق إغريقي وغرب لاتيني الموجود مسبقًا. وبالتالي، نشأت نسخ مختلفة من الثقافات المسيحية مع طقوسها وممارساتها الخاصة، والتي تركزت حول مدن مثل روما (المسيحية الغربية) وقرطاج القديمة، التي كانت مجتمعاتها تسمى بالمسيحية الغربية أو العالم المسيحي اللاتيني، والقسطنطينية (المسيحية الشرقية)، وأنطاكية (المسيحية السريانية)، وكيرلا (المسيحية الهندية) والإسكندرية (المسيحية القبطية)، والتي كانت مجتمعاتهم تسمى بالمسيحية الشرقية أو العالم المسيحي المشرقي. كان الحوض الشرقي للبحر الأبيض المتوسط الثقل الرئيسي للمسيحية في القرون الأولى وظلت القدس، أنطاكية، الرها والإسكندرية عواصم الثقافة المسيحية قبل انتقال النفوذ والتأثير إلى روما والقسطنطينية خلال القرون الوسطى. وكانت الإمبراطورية البيزنطية خلال العصور الوسطى أكبر قوة اقتصادية وثقافية وعسكرية في أوروبا المسيحية وإحدى قمم الحضارات المسيحية. من القرن الحادي عشر إلى القرن الثالث عشر، ارتقت المسيحية اللاتينية إلى الدور المركزي لتأسيس ما يُعرف اليوم بالعالم الغربي والثقافة الغربية.
| المسيحية | تاريخ الكنيسة أو المسيحية هو تاريخ الحضارة الغربية، فقد أثرت المسيحية بشكل كبير على المجتمع ككل بما في ذلك الفنون واللغة والحياة السياسية وحياة الأسرة والموسيقى وحتى طريقة التفكير الغربية تلونت بتأثير المسيحية. ولذا فإن دراسة تاريخ الكنيسة يلبث اليوم موضوعًا هامًا جدًا. | المسيحية |

على مر العصور ساهم كل من رجال الدين والعلمانيين المسيحيين على حد سواء مساهمات كبيرة في تطوير الحضارة الإنسانيّة، كما ويُذكر أن هناك العديد من المسيحيين البارزين الذين ساهموا في الحضارة الإنسانية والمجتمع الغربي من خلال تعزيز وتطوير العلوم والتكنولوجيا، والطب، والفن، والموسيقى، والأدب، والمسرح، والفلسفة،:15 والعمارة، والاقتصاد، والسياسة. ذكر كتاب ذكرى 100 عام لجائزة نوبل أنَّ حوالي 65.4% من الحاصلين على جائزة نوبل بين الأعوام 1901- 2000 كانوا من المسيحيين.
لقد رعت الكنيسة مختلف أنواع العلوم، خصوصًا، الفلك، والرياضيات، والتأثيل، والفلسفة، والبلاغة، والطب، والتشريح، والفيزياء خصوصًا الأرسطوية (أي المنسوبة إلى أرسطو)، والفيزياء المكيانيكية خصوصًا أدوات الحرب، والكيمياء، والجغرافيا، والفلسفة، وعلوم النبات والحيوان، وكانت المسؤول الرئيسي عن نشوء بعضها كعلم الوراثة، ووفقاً لإطروحة ميرتون كان للبروتستانتية أيضًا تأثيرًا مهمًا على العلوم، ويذكر بعض العلماء أن المسيحية ساهمت في ظهور الثورة العلمية. وكان للكنيسة دورٌ في تطور مجالات أخرى كالرسم أو النحت، وبلغت الهندسة والرياضيات شأوًا انعكس من خلال تطور العمارة في القرون الوسطى؛ إلى جانب التأثيل الفلسفة ممثلاً بالقديس توما الأكويني على وجه الخصوص، والأدب واللغات واللسانيات والموسيقى والمسرح والسياسة والقانون والاقتصاد والتعليم والطب والتشريح والرعاية الصحية وغيرها، كما وشجعت على الاعتناء بالنظافة الشخصية، والعدالة الاجتماعية، إذ بنت الكنيسة العديد من الحمامات العامة من أجل النظافة؛ وبُنيَت أقسام منفصلة بين الرجال والنساء تأثّرًا بالأخلاقيات المسيحيَّة. وكان القانون الكنسي للكنيسة الكاثوليكية أول نظام قانوني غربي حديث، وهو أقدم نظام قانوني يعمل باستمرار في العالم الغربي. إضافة لكون أغلب الأعمال الفنية الكبرى من مختلف الأصعدة أيضًا كانت مرتبطة بالمسيحية، فالقسم الأكبر منها مأخوذ من الكتاب المقدس أو يمثل مقاطعًا وأحداثًا منه؛ سوى ذلك فإن كبريات الجامعات في العالم اليوم أنشئت بجهود الكنيسة كجامعة أوكسفورد وباريس وجامعة بولونيا؛ كذلك للمسيحية دور في مضمار الأخلاق والعائلة، تاريخيًا، كانت الأسرة الممتدة هي الوحدة الأسرية الأساسية في الثقافة والبلدان المسيحية.

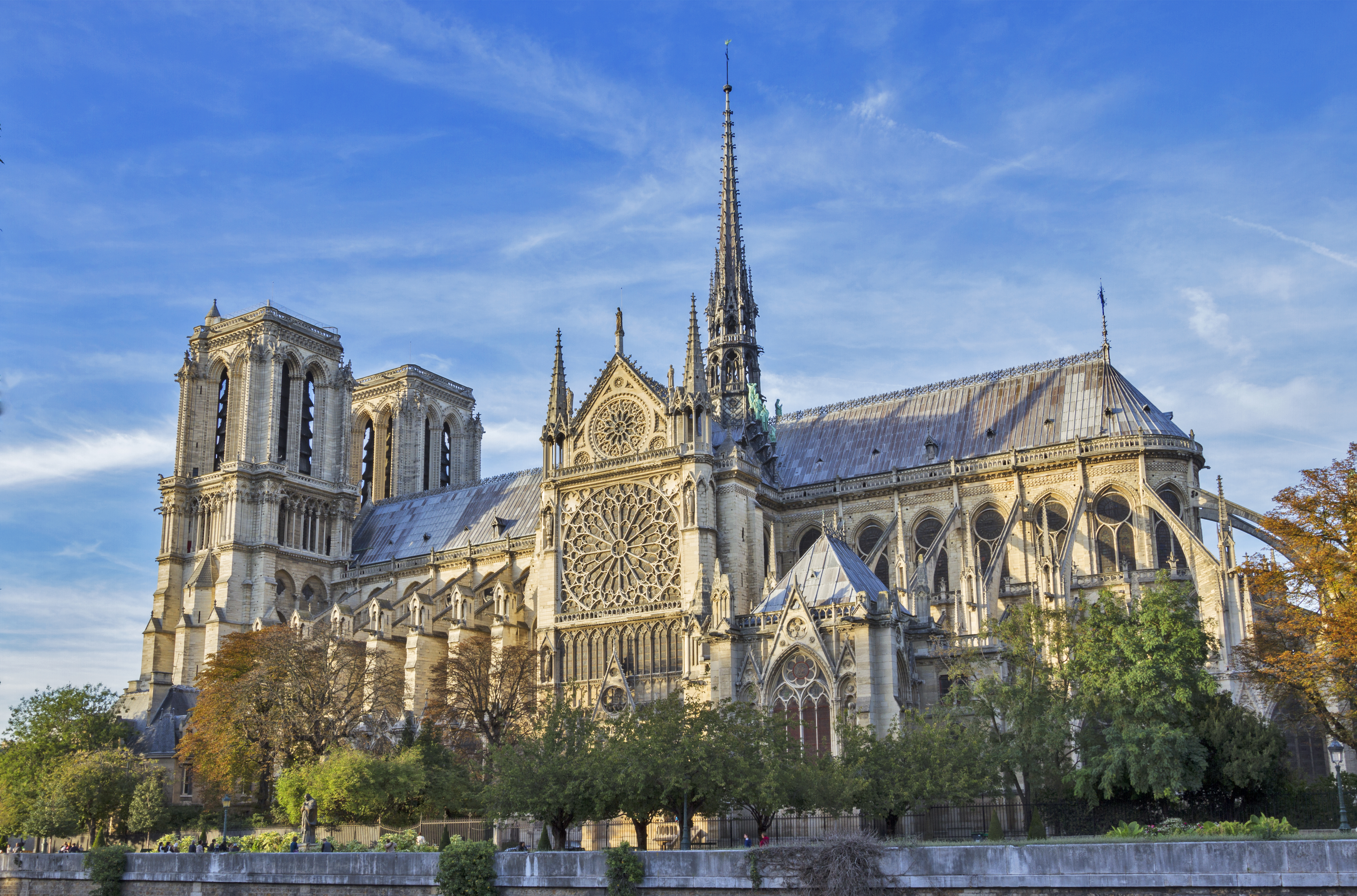
كاتدرائية نوتردام في باريس: هي واحدة من بين أكثر الأيقونات الثقافية المعروفة للحضارة والثقافة المسيحية.

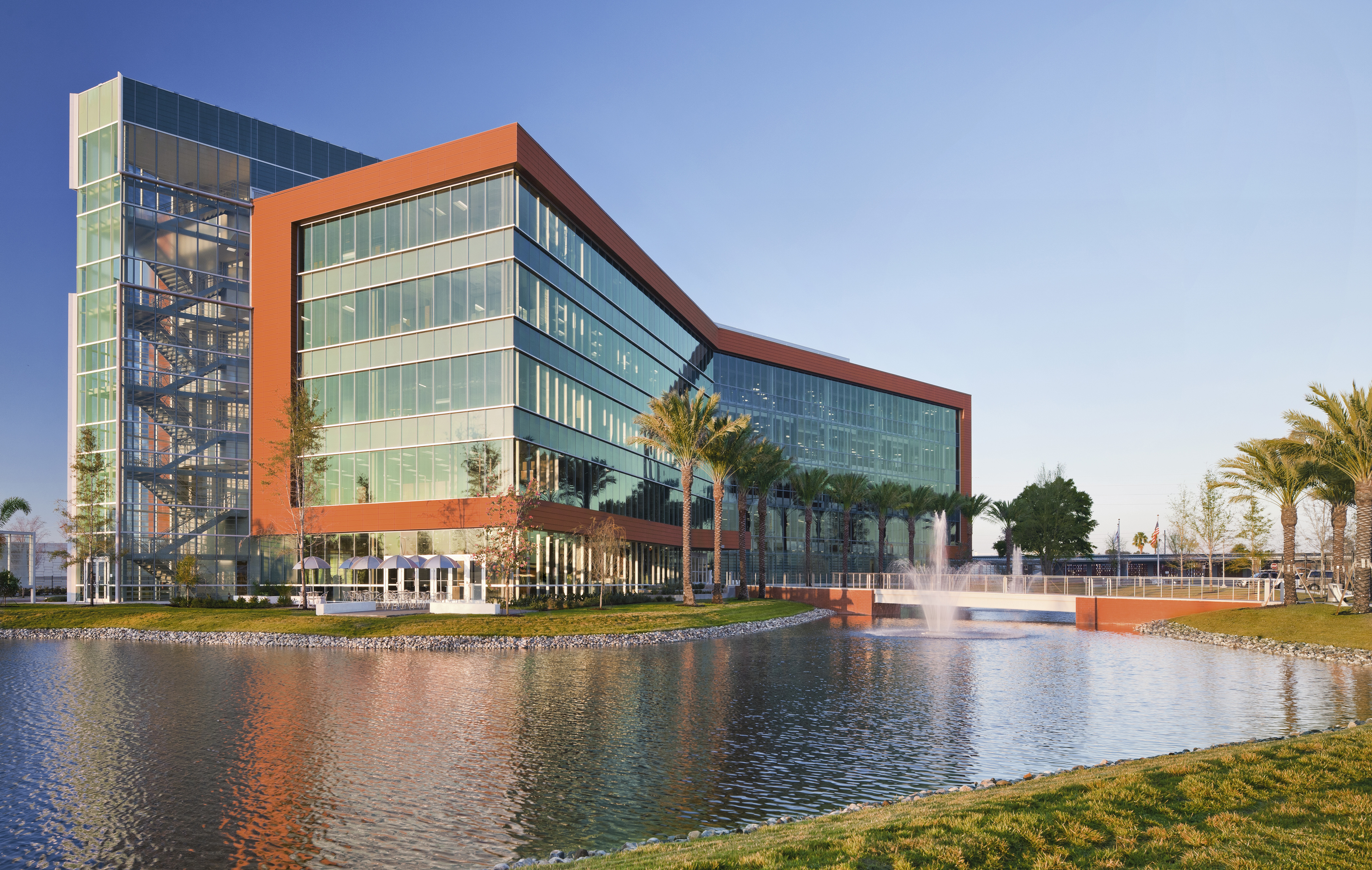
مقر نظام الرعاية الصحية السبتية؛ تُدير الكنيسة أكثر من رُبع المرافق الطبية في العالم.

إلى جانب ذلك، فإن التقويم الأكثر انتشارًا في العالم اليوم، هو التقويم الميلادي الذي كان يوليوس قيصر أول من وضعه ثم قامت الإمبراطورية الرومانية لدى اعتناقها المسيحية بحسابه بالنسبة لميلاد المسيح، وأعيد تعديله من قبل الكرسي الرسولي في القرن السادس عشر خلال حبرية البابا غريغوريوس الثالث عشر بناءً على ملاحظات العالم إليسيوس ليليوس الذي وجد تقصيرًا في تقويم يوليوس قيصر فقدم التقويم عشرة أيام كاملة عام 1581. تأثير المسيحية على العالم واضح من خلال انتشار ثقافتها الدينية؛ في أعيادها مثل عيد القيامة وعيد الميلاد كونها أيام عطل رسمية للأمم الغربية ولعدد كبير من الدول الغير مسيحية، كذلك هنالك أعياد ذات صبغة مسيحية أو أصلها مسيحي ويُحتفل بها على نطاق واسع في العالم مثل عيد جميع القديسين (الهالويين)، الكرنفالات، الفالنتاين دي ورأس السنة الميلادية.
كانت الثقافة الغربية، طوال معظم تاريخها، تقريبًا معادلة للثقافة المسيحيَّة، ويمكن وصف جزء كبير من سكان نصف الكرة الغربي مسيحيين الثقافة. وترتبط فكرة «أوروبا» و«العالم الغربي» ارتباطًا وثيقًا بمفهوم «المسيحية والعالم المسيحي»، كما أنّ العديد من المؤرخين ينسب الهوية الأوروبية للمسيحية لكونها الرابط الذي أوجد هوية أوروبية موحدة. ولا يُمكن حصر التأثير المسيحي في الحضارة الغربية وحدها، إذ لعب المسيحيون أيضًا دورًا بارزًا في بناء الحضارة الشرقية والإسلامية. وساهم المسيحيون الشرقيون (ولا سيَّما النساطرة واليعاقبة) في الحضارة العربية الإسلامية في عهد الأمويين والعباسيين من خلال ترجمة أعمال الفلاسفة اليونانيين إلى اللغة السريانية وبعد ذلك إلى اللغة العربية، كما برعوا في الفلسفة والعلوم واللاهوت والطب. وكان الكثير من الباحثين في بيت الحكمة من خلفيّّة مسيحية. كما وكان للمسيحية تأثير على ثقافات مختلفة، كما هو الحال في إفريقيا جنوب الصحراء وأمريكا اللاتينية والشرق الأدنى والشرق الأوسط وشمال أفريقيا وآسيا الوسطى وشرق آسيا وجنوب شرق آسيا وشبه القارة الهندية.
تُدير الكنائس المسيحية الآلاف من المدارس والجامعات والكليات والمساكن الطلابية والمستشفيات والعيادات والصيدليات والمراكز الطبية ودور الأيتام ودور المُسنين المسيحية، بالإضافة إلى شبكة واسعة من مصارف التمويل المسيحي والفنادق ووسائل الإعلام والجمعيات الشبابية والرياضية والعقارات والأحزاب السياسية والنقابات العمالية والمراكز المجتمعية والثقافية والأخويات والمنظمات العلمانية الكنسيّة والنوادي في جميع أنحاء العالم، وتعتبر الكنيسة الكاثوليكية أكبر مزود غير حكومي للتعليم والرعاية الصحية والاجتماعية في العالم. من بين خدماتها الاجتماعية الأخرى العديد من الجمعيات والمنظمات الخيرية والإنسانية. وتُحظى الثقافة المسيحية بشكل عام بصورة إيجابية وشعبيَّة في بعض البلدان غير المسيحية في شرق آسيا، وترتبط صورتها في بالامتياز والثروة والتقدم العلمي والكوسموبوليتية. مسيحيو الثقافة أو المسيحية الثقافية هو مصطلح واسع يستخدم لوصف أفراد غير ملتزمين دينيًا أو علمانيين أو ملحدين أو لادينيين ذوي خلفية تراثية وحضارية مسيحية؛ ويعود انتماؤهم للمسيحية إلى الناحية الدينية أو الإثنية أو الثقافية أو التعليمية أو بسبب الروابط العائلية وقد لا يؤمنون بالمعتقدات الدينية المسيحية أو يلتزمون بتعاليمها، ولكن يعرّفون أنفسهم كمسيحيين لارتباطهم بالمسيحية وراثيًا وحضاريًا، أو بسبب البيئة الاجتماعية والثقافية التي نشؤوا فيها. نقيض ذلك يشمل مصطلح «مسيحي ممارس»، و«مسيحي كتابي»، و«مسيحي ملتزم دينيًا»، و«مسيحي مؤمن أو متدين» أو «مسيحي مولود من جديد».

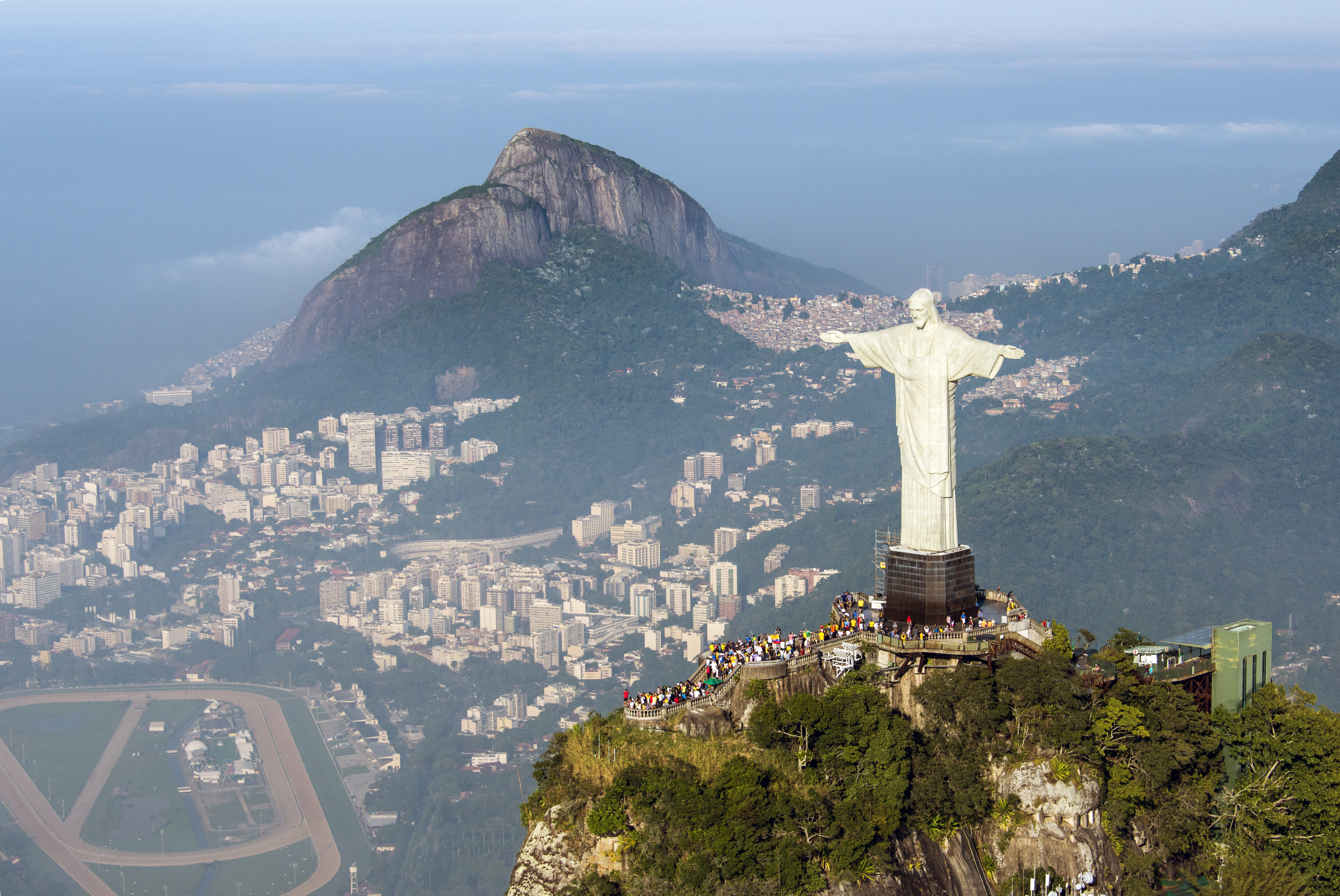
تمثال المسيح الفادي بريو دي جانيرو، ويعد واحدًا من عجائب الدنيا السبع الجديدة.
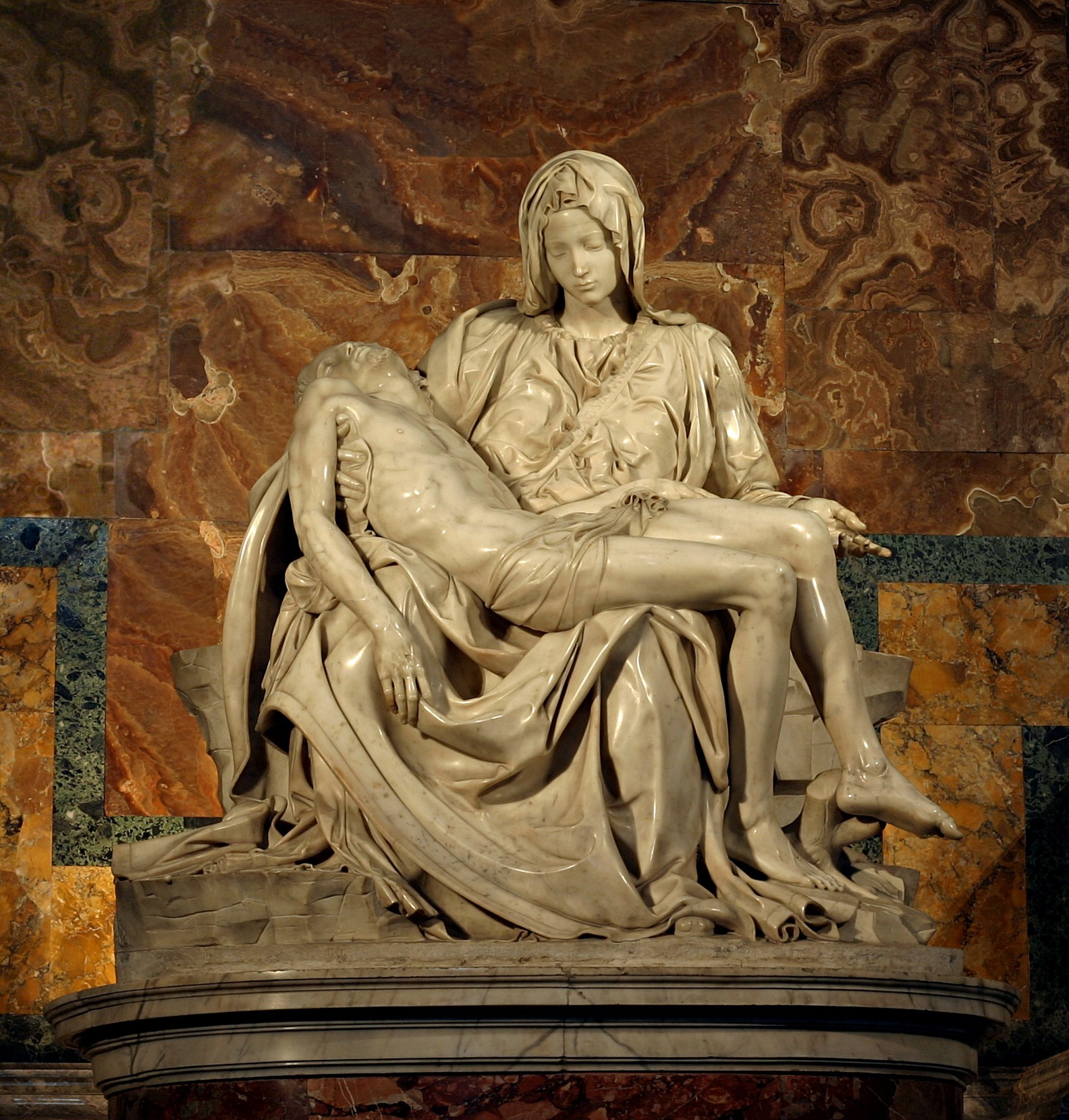
منحوتة بيتتا لميكيلانجيلو تظهر المرحلة الثالثة عشر من درب الصليب "أنزل عن الصليب ووضع في حضن أمه المسكينة".
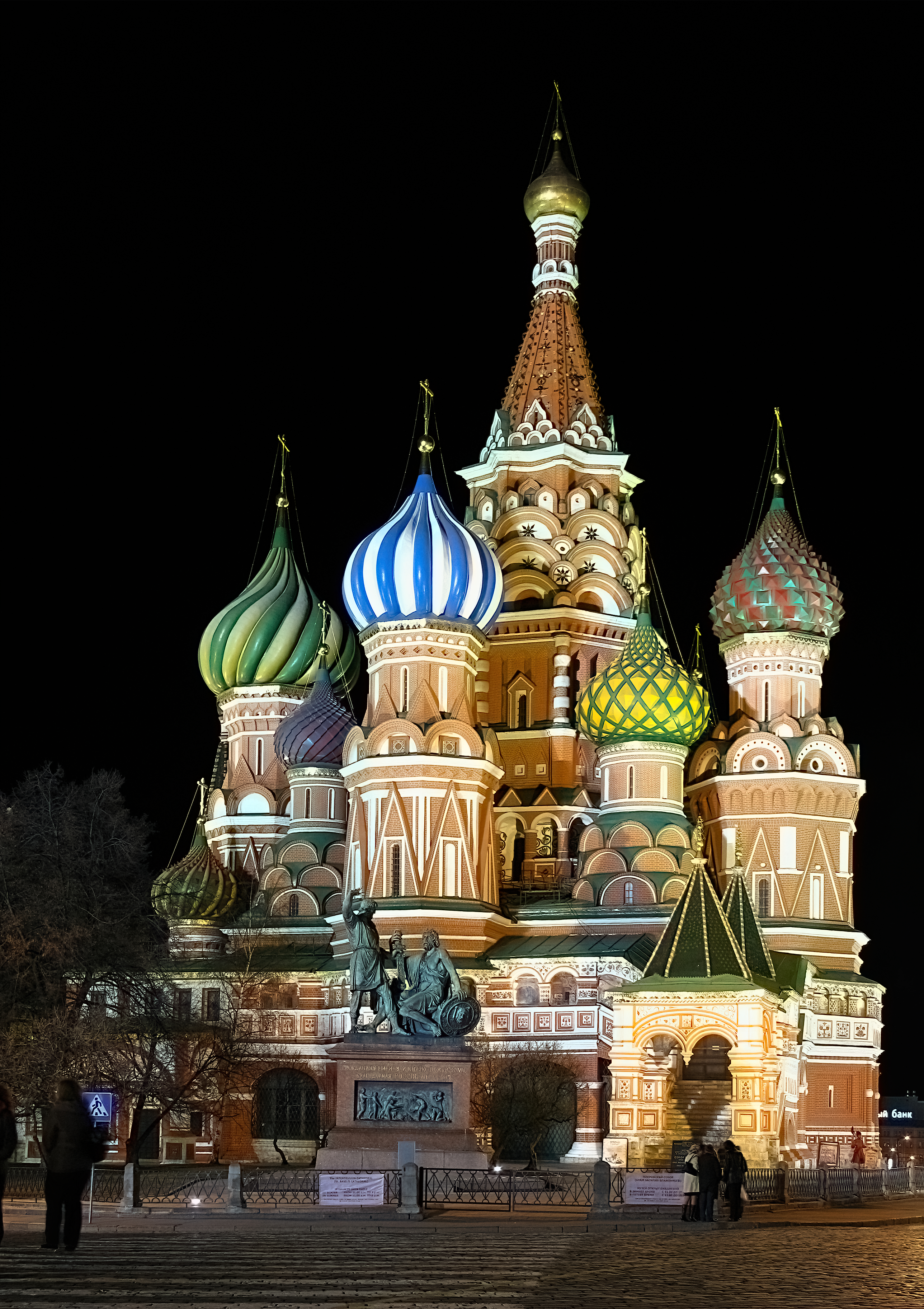
كاتدرائية القديس باسيل في الساحة الحمراء، موسكو طور المسيحيون نمطًا معماريًا مميزًا.
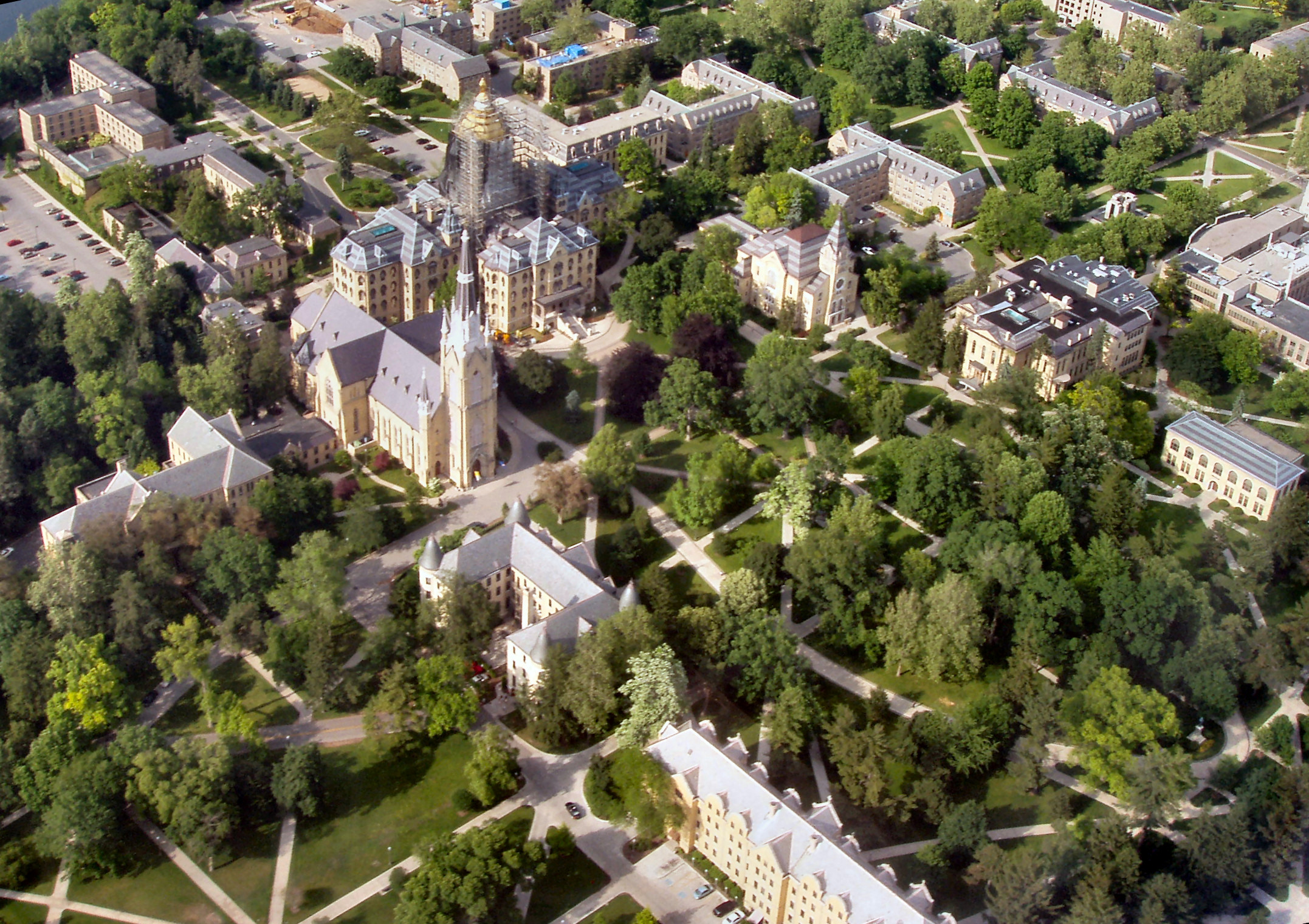
جامعة نوتردام الكاثوليكية في الولايات المتحدة، وهي من أهم الجامعات الكاثوليكية في العالم، شجّعت المسيحية على التعليم.
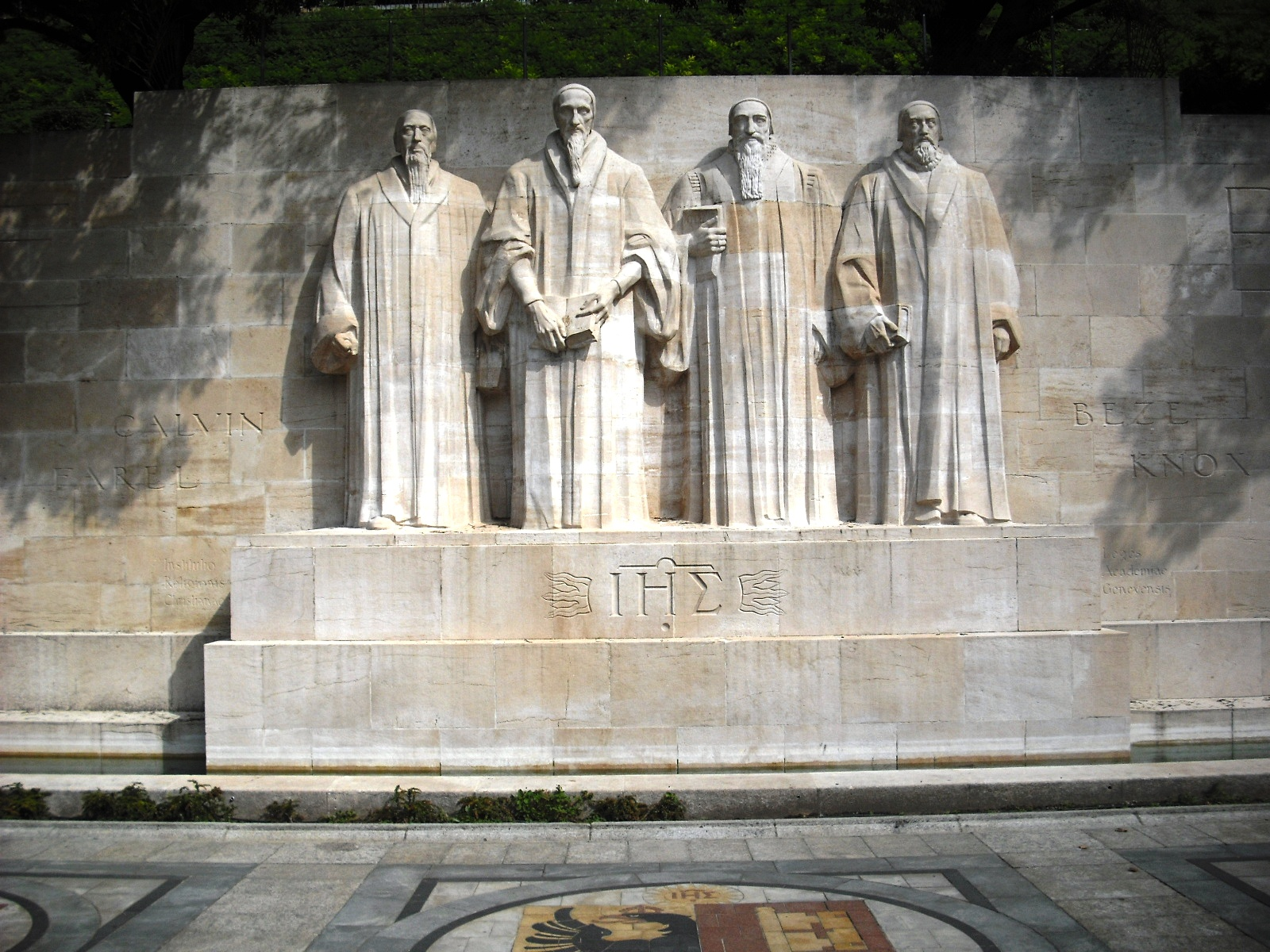
نصب المصُلحون البروتستانت في جينيف، كان للإصلاح البروتستانتي تأثير هام في أخلاق العمل والثورة العلمية والثورة الصناعية.[يب]
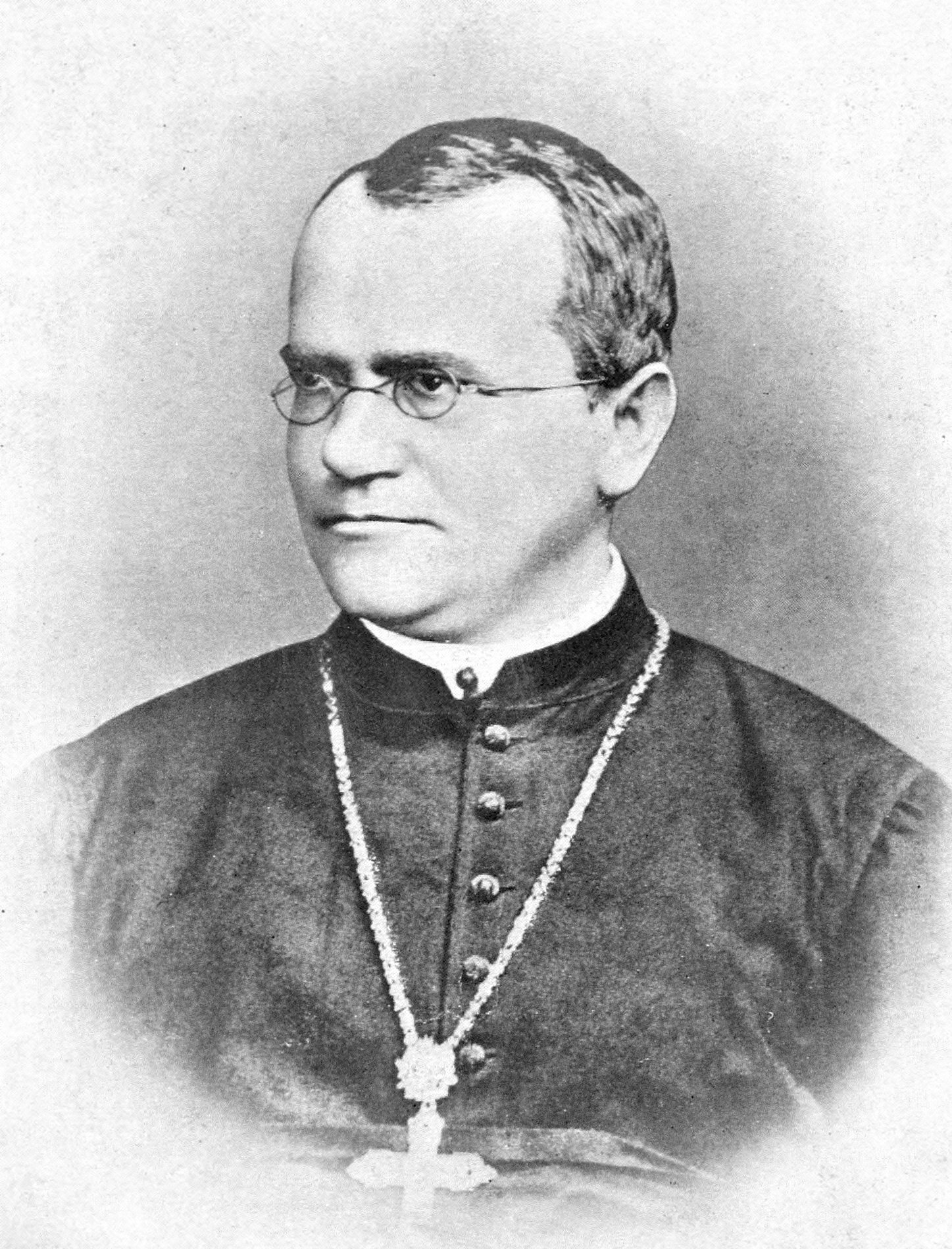
غريغور مندل، أبو علم الوراثة. لقد رعت الكنيسة مختلف أنواع العلوم، وقد ساهم العديد من رجال الدين المسيحيين في تطوير العلم.
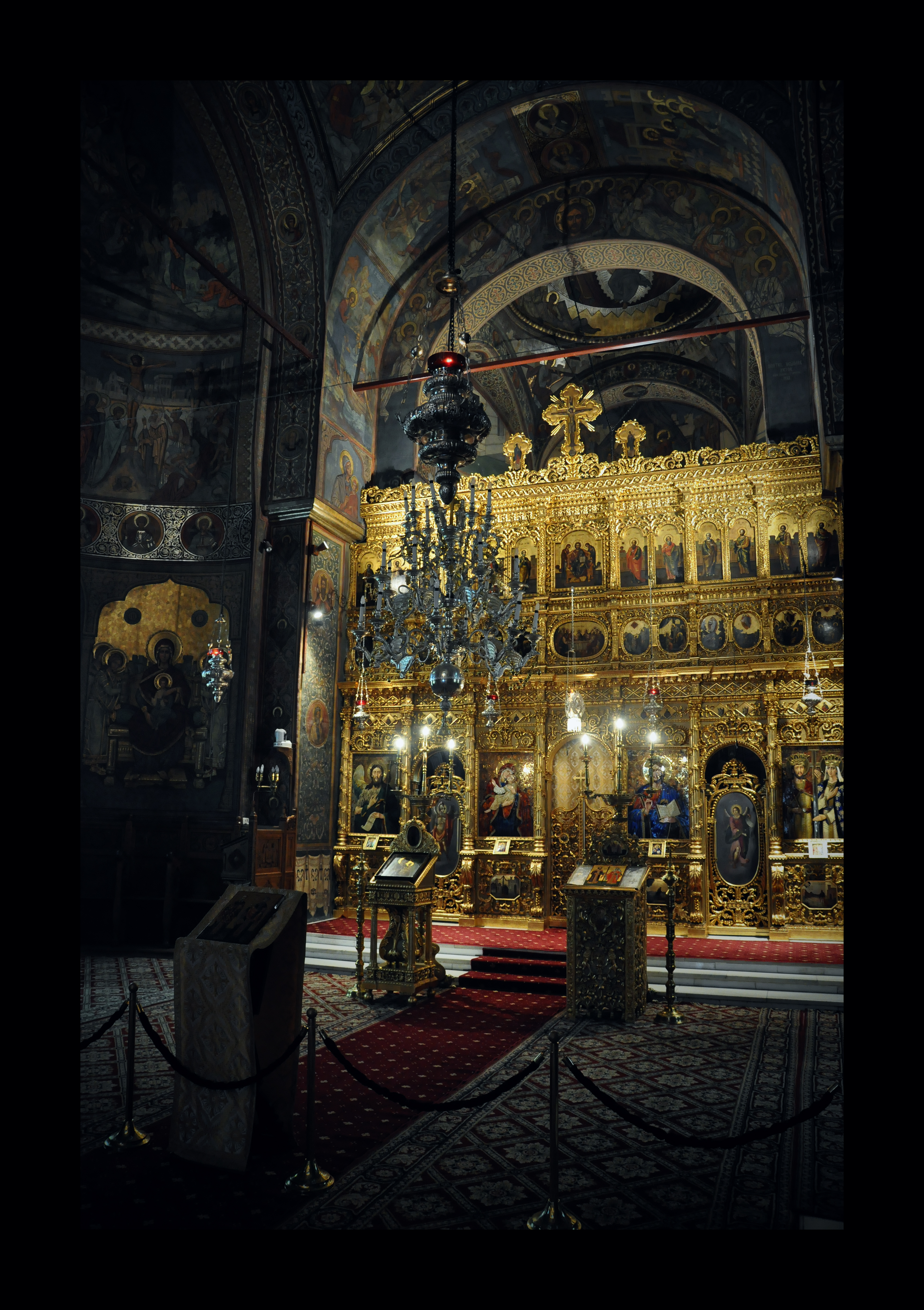
أيقونسطاس كنيسة أرثوذكسية في رومانيا، من أبرز مميزات العمارة المسيحية الشرقية كثرة زخارفها الداخلية وأيقونتها.
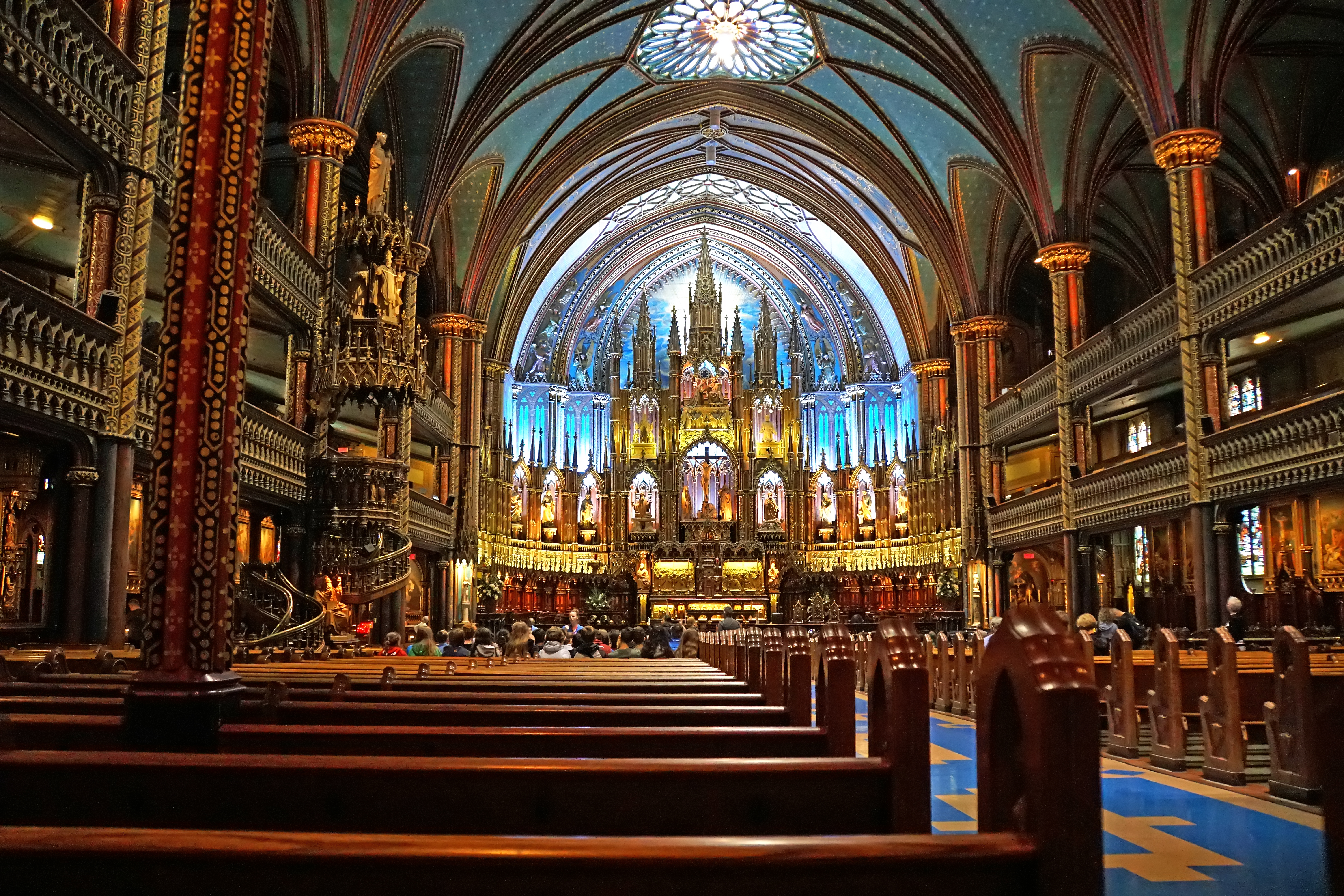
داخل كنيسة النوتردام في كندا، شكلّت المسيحية حجر أساس الحضارة الغربية.
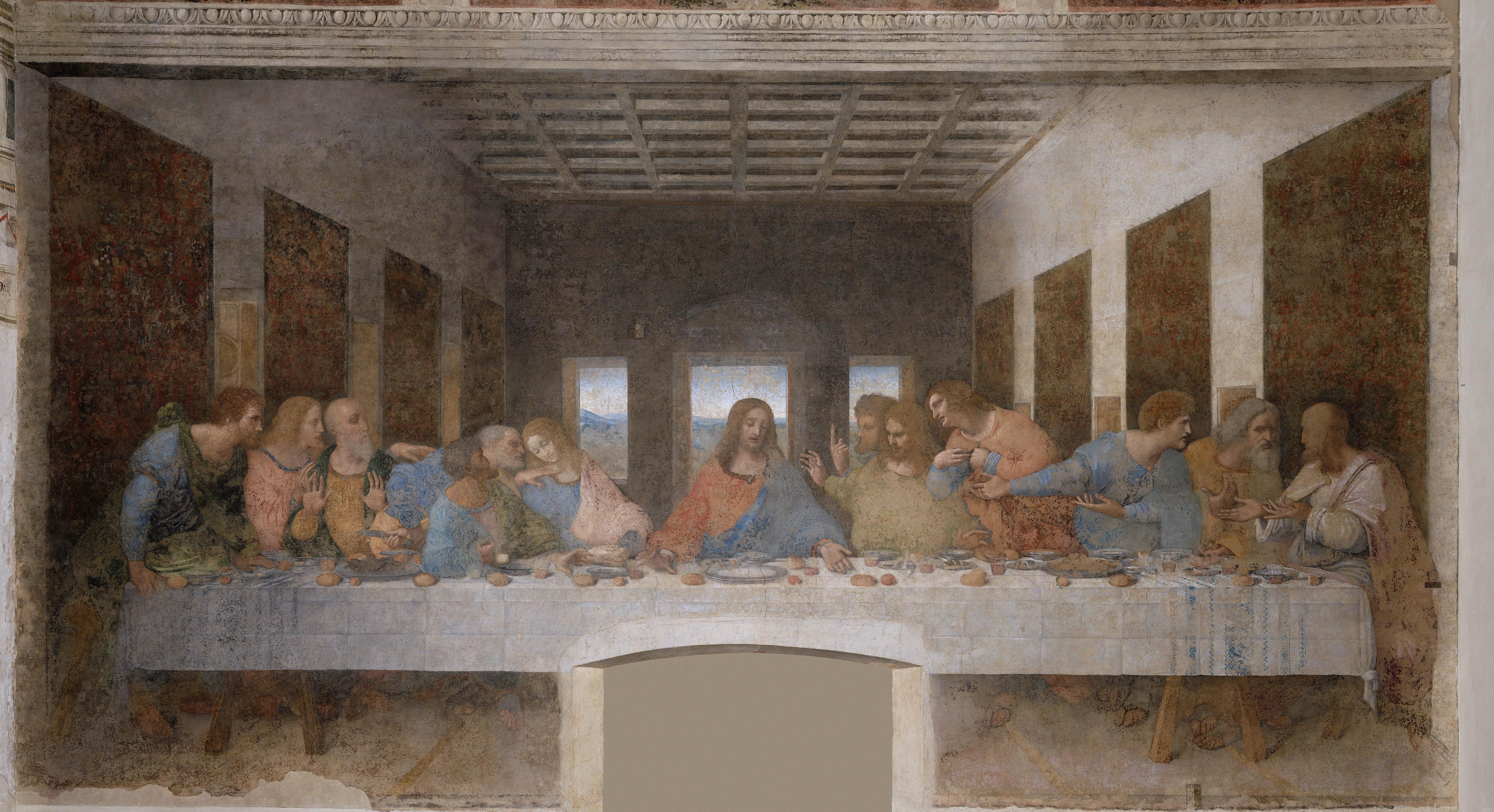
العشاء الأخير، إحدى أهم أعمال ليوناردو دا فينشي.
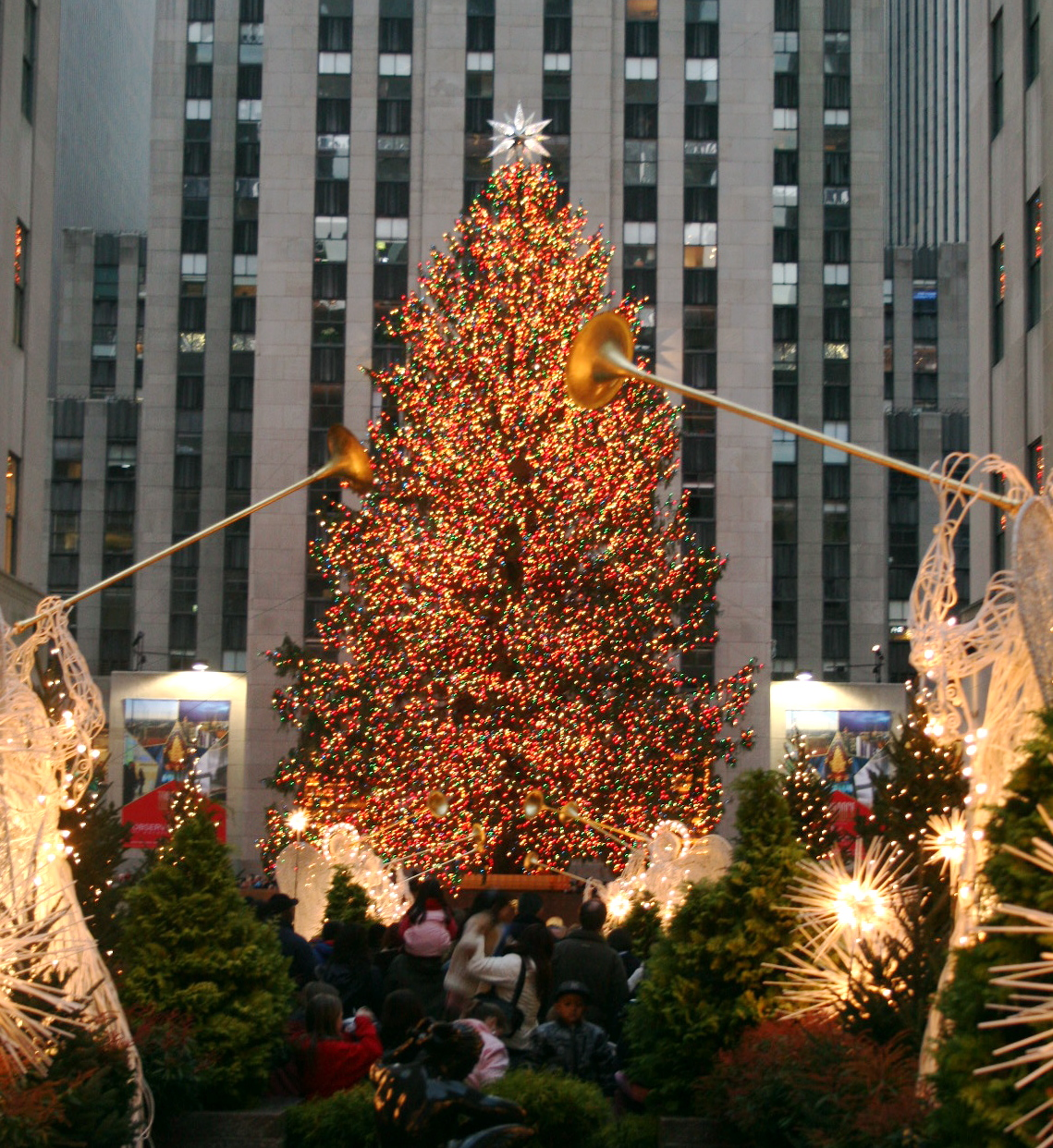
شجرة عيد الميلاد في نيويورك: تكتسب الأعياد المسيحية طابعًا اجتماعيًا مميزًا.

## الطوائف والحوار المسكوني

العلم المسيحي، هو علم صمم في أوائل القرن العشرين لتمثيل كل من المسيحية ووحدة العالم المسيحي.

يؤمن المسيحيون بأنّ «كل معمّد منتمٍ لكنيسة يسوع المسيح بغض النظر عن المذهب الذي ينادي به أو الطقس الذي يتبعه»، الطوائف الأربعة الكبرى التي تشكل 99% من المسيحيين هي، الكنيسة الكاثوليكية، الكنيسة الأرثوذكسية الشرقية، الكنائس الأرثوذكسية المشرقية، الكنائس البروتستانتية. خلال النصف الثاني من القرن العشرين نشطت حركة حوار مسكوني «لتعزيز وحدة المسيحيين»؛ في عام 1982 صدر عن الكنائس الأرثوذكسية المشرقية والكنيسة الكاثوليكية «الإعلان المشترك حول طبيعة المسيح»، والذي حلّ الخلاف التاريخي حول مجمع خلقيدونية، وهو السبب الرئيسي في انشقاق هذه الكنائس؛ في عام 1999 صدر عن الكنيسة الكاثوليكية والكنيسة اللوثرية «الإعلان المشترك حول عقيدة التبرير»، التي تبنته جماعات بروتستانتية أخرى، وأفضت لحل السبب الرئيسي الذي فجّر الإصلاح البروتستانتي في القرن السادس عشر؛ أيضًا فإن الخلاف حول صيغة انبثاق الروح، حُلّ بين الكنائس الأرثوذكسية الشرقية والكنيسة الكاثوليكية بقبول الصيغتين. عام 1998 اعترف الأساقفة الأرثوذكس في البطريركية الإنطاكية عبر مؤتمر حلب بخطأ التقويم اليولياني في حساب الفصح. الخلاف الأكبر الباقي بين مختلف الجماعات، متعلق بأولية البابا، وصلاحياته على الكنيسة الجامعة؛ وبعض التحديدات الحديثة كعصمة مريم من الخطيئة الأصلية، وكذلك الأسفار القانونية الثانية بالنسبة للبروتستانت. البابا يوحنا بولس الثاني دعا عام 1994 «للتعاون الفعال والمشاركة في كل ما يجمعنا، وما يجمعنا أهم بكثير مما يفرقنا».
يتّبع المسيحيون إجمالاً نمطًا لا مركزيًا في الإدارة، بحيث يكون لكل عدد من الرعايا أبرشية يرأسها أسقف أو راعي، ويشكل أساقفة البلد الواحد أو المقاطعة الجغرافية الواحدة مجلس أو مؤتمر يرأسه رئيس الأساقفة أو البطريرك، وتضيف الكنيسة الكاثوليكية رئاسة عالمية للبابا خليفة بطرس، أما باقي الكنائس، فلا رئاسة عالمية فيها، وبكل الأحوال فإن رئاسة البابا في الكنيسة الكاثوليكية تعدّ «بالشراكة مع سائر الأساقفة»؛ وتدعى كل أبرشية أو بطريركية، وهي مستقلة في شؤونها الإدارية والداخلية «كنيسة محلية»، «ومجموع الكنائس المحلية هي ما يشكل الكنيسة». نتيجة تنوّع الأمم المسيحية، فغالبًا ما يكون لكل أمّة، طقس خاص بها، أي مجموعة أناشيد، أو آداب مسيحية، ولغة مستعملة في الصلاة، ونوع معين من الموسيقى الكنسية أو الفن أو النمط المعماري، وهو ما يعدّ «طقس»، على سبيل المثال: الطقس الروماني، الطقس البيزنطي، الطقس الأرمني، الطقس القبطي، الطقس السرياني، الطقس الموزورابي؛ هذه الطقوس لا تعني خلافات بين الطوائف، بل اختلافات وتنوعات «ثمار من شجرة واحدة».

### الطوائف الرئيسية
تكوّنت خلال مراحل التاريخ المسيحي فرق متعددة، والبعض من هذه الفرق ما زال موجودًا حتى الوقت الحالي وبعضها الآخر اندثر. أما أهم الطوائف المسيحية الحالية فهي:

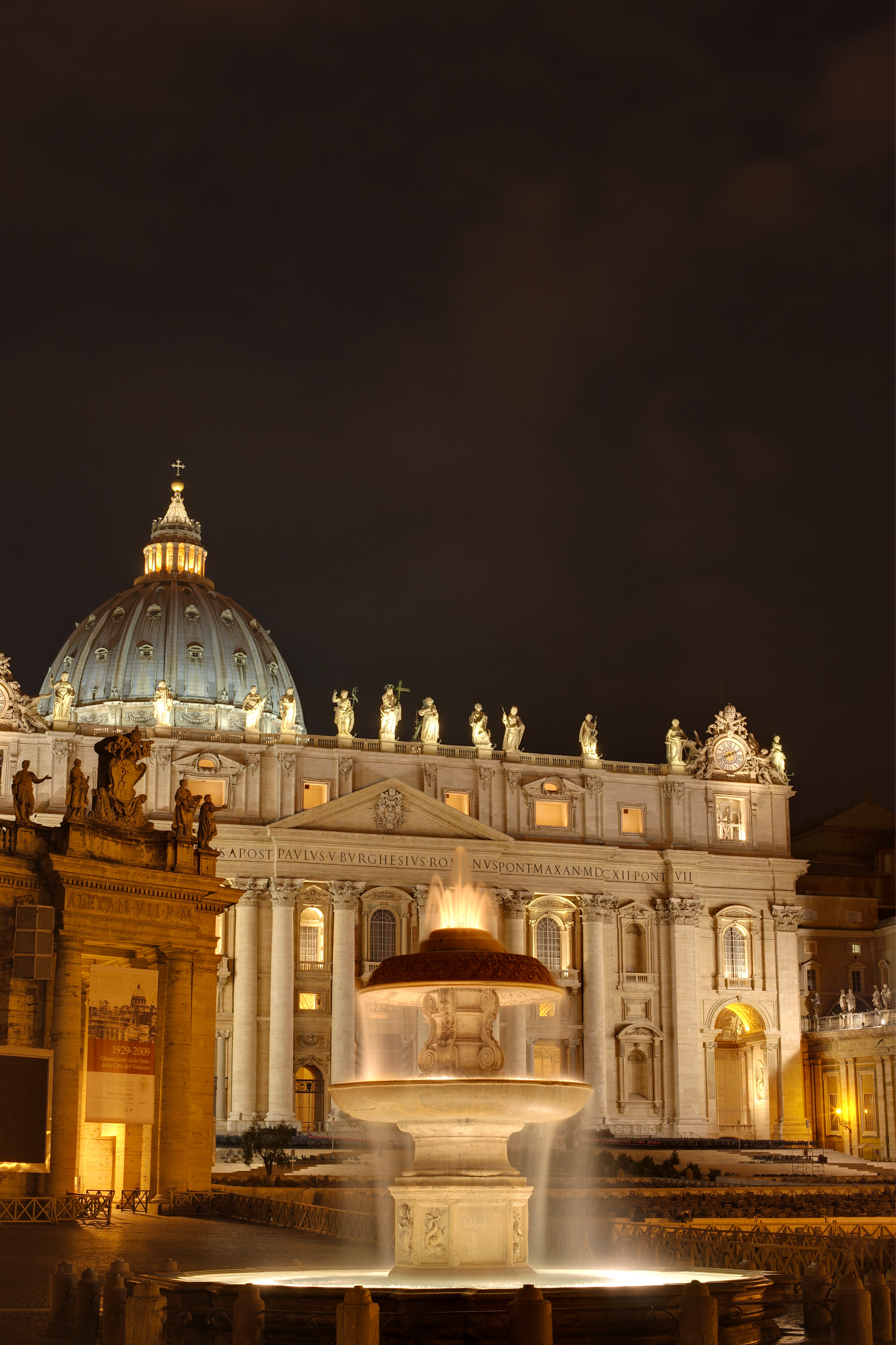
الفاتيكان، كاتدرائية القديس بطرس، حيث معقل الكاثوليكية.

- الكاثوليكية: تتكون الكنيسة الكاثوليكية من تلك الكنائس التي يرأسها الأساقفة وفي شراكة مع البابا أسقف روما، باعتبارها أعلى سلطة لها في مسائل الإيمان والأخلاق وإدارة الكنيسة. وفُصِّلَ الإيمان الكاثوليكي في التعليم المسيحي للكنيسة الكاثوليكية. تشمل تعاليمها الرحمة الإلهية والتقديس من خلال الإيمان والتبشير بالإنجيل بالإضافة إلى التعاليم الاجتماعية الكاثوليكية التي تؤكد على الدعم الطوعي للمرضى والفقراء والمتضررين من خلال أعمال الرحمة الجسدية والروحية. تدير الكنيسة الكاثوليكية الآلاف من المدارس والجامعات والمستشفيات ودور الأيتام الكاثوليكية في جميع أنحاء العالم، وهي أكبر مزود غير حكومي للتعليم والرعاية الصحية في العالم.[520] من بين خدماتها الاجتماعية الأخرى العديد من المنظمات الخيرية والإنسانية. أمّا القانون الكنسي للكنيسة الكاثوليكية فهو نظام من القوانين والمبادئ التشريعية التي تُوضع وتُنفذ من قبل السلطات العليا في الكنيسة الكاثوليكية لتنظيم هيكلها الخارجي وإدارتها وحياتها الكنسيَّة وشؤونها الداخلية، كما يهدف إلى تنظيم وتوجيه أنشطة وسلوكيات الكاثوليك بما يتماشى مع رسالة الكنيسة.[479] كان القانون الكنسي للكنيسة اللاتينية أول نظام قانوني غربي حديث، وهو أقدم نظام قانوني يعمل باستمرار في الغرب.[479] في حين أن التقاليد المميزة للقانون الكنسي الكاثوليكي الشرقي تحكم 23 كنيسة كاثوليكية شرقية خاصة. باعتبارها أقدم وأكبر مؤسسة دولية تعمل باستمرار، فقد لعبت دورًا بارزًا في تاريخ وتطور الحضارة الغربية.[520] طورت الكنيسة الكاثوليكية ثقافة غنية تمتد إلى مجالات متعددة مثل الأدب والفن والعمارة والعلوم والمهرجانات. تستند هذه الثقافة إلى قوانين الكنيسة وتشريعاتها، وفلسفتها، ولاهوتها، وتقاليدها، وأسرارها المقدسة.[28] تنضوي 2,834 كرسي أسقفي في 24 كنيسة خاصة مستقلة (أكبرها الكنيسة اللاتينية)، ولكل منها تقاليدها الخاصة فيما يتعلق بالليتورجيا وإدارة الأسرار. تُكرَّم مريم العذراء في الكنيسة الكاثوليكية بصفتها والدة الإله وملكة الجنة، وكذلك في الماريولوجيا (العلوم المريميّة) الكاثوليكية والعديد من الطقوس والتكريمات الأخرى مثل المسبحة الوردية.[521] تضم الكنيسة الكاثوليكية أكثر من 1.3 مليار عضو مُعمد، وهي أكبر كنيسة مسيحية وتمثل 50.1% من مجمل المسيحيين بالإضافة إلى سدس سكان العالم.[37] يعيش الكاثوليك في جميع أنحاء العالم من خلال الإرساليات والشتات والتحولات الدينية.[37]

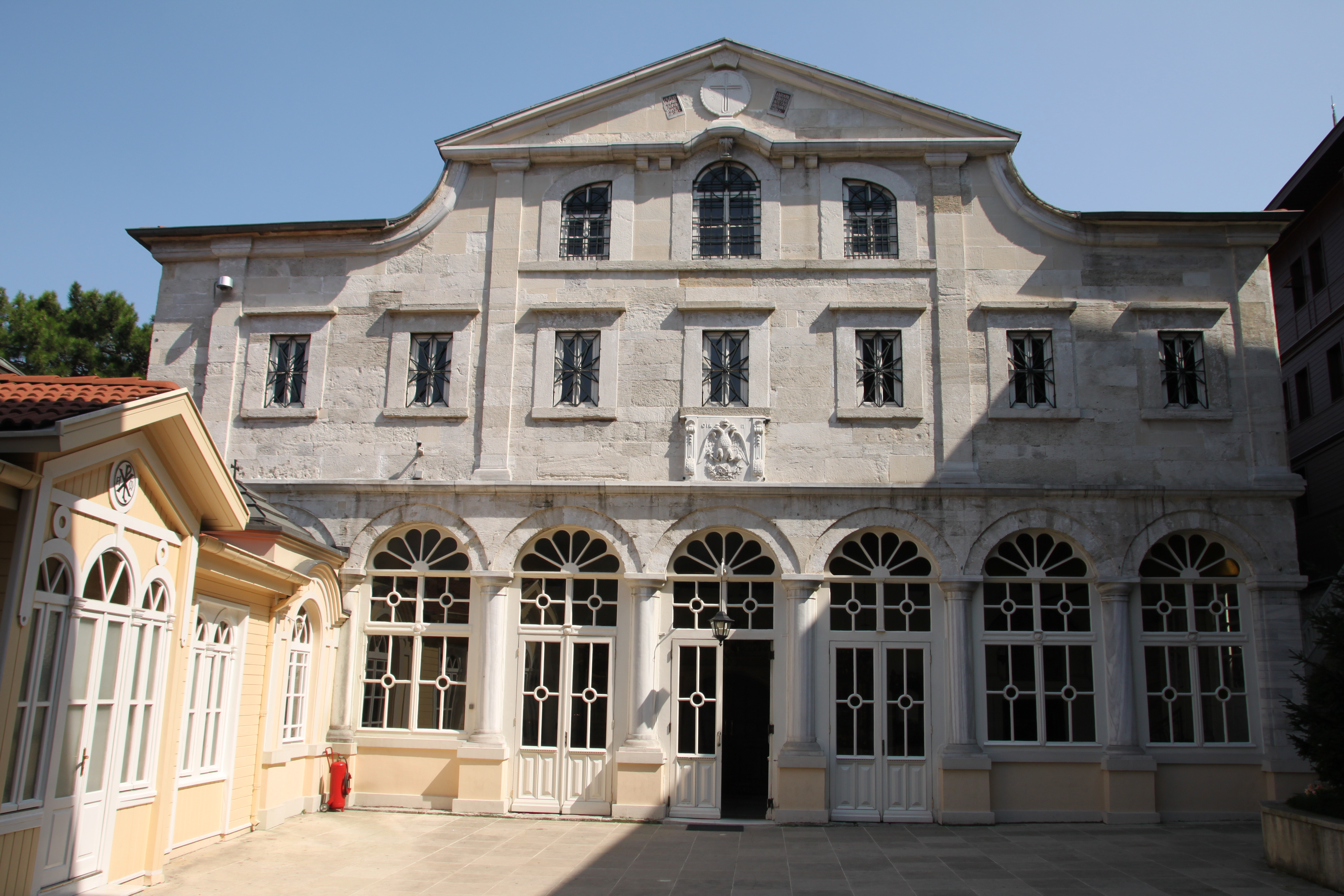
كاتدرائية القديس جاورجيوس في مدينة إسطنبول، مقر بطريركية القسطنطينية المسكونية.

- الكنيسة الأرثوذكسية الشرقية: تتكون الكنيسة الأرثوذكسية الشرقية (الخلقيدونية) من مجموعة بطريركيات وكنائس مستقلة في شراكة مع بعضها، مع كون بطريرك القسطنطينية المسكوني تاريخيًا الأول بين المتكافئين، الذي هم رؤساء الكنائس المستقلة التي تُؤلف «الكنيسة الأرثوذكسية الجامعة»، مع التأكيد على استقلالية الأجزاء المكونة لها، ومعظمها كنائس وطنية.[522] يقوم لاهوت الكنيسة الأرثوذكسية الشرقية على التقليد المقدس الذي يدمج المراسيم العقائدية للمجامع المسكونية السبعة، والكتاب المقدس، وتعليم آباء الكنيسة.[522] كما وتعترف بسبعة أسرار مقدسة رئيسية؛ أهمها سر الإفخارستيا. تُكرَّم مريم العذراء في الكنيسة الأرثوذكسية الشرقية باعتبارها والدة الإله، وفي العديد من الطقوس الأخرى. لعبت الكنيسة الأرثوذكسية الشرقية -باعتبارها واحدة من أقدم المؤسسات الدينية الباقية في العالم- دورًا بارزًا في تاريخ وثقافة شرق وجنوب شرق أوروبا والقوقاز والشرق الأدنى.[522] يعيش غالبية أتباع هذه الكنيسة البالغ عددهم 220 مليون بشكل رئيسي في شرق أوروبا والبلقان وقبرص وجورجيا وأجزاء من منطقة القوقاز وسيبيريا والشرق الأقصى الروسي.[37] أكثر من نصف أتباع الكنيسة الأرثوذكسية، يتبعون الكنيسة الروسية الأرثوذكسية، وهناك مجتمعات أخرى كالروم الأنطاكيين الأرثوذكس في المناطق التي كانت تتبع بيزنطة سابقًا في الأناضول وبلاد الشام.[37] المجتمعات الأرثوذكسية الشرقية موجودة أيضًا في أجزاء أخرى كثيرة من العالم،[37] خاصةً أمريكا الشمالية وأوروبا الغربية وأستراليا، والتي تشكلت من خلال الشتات والنشاط التبشيري.

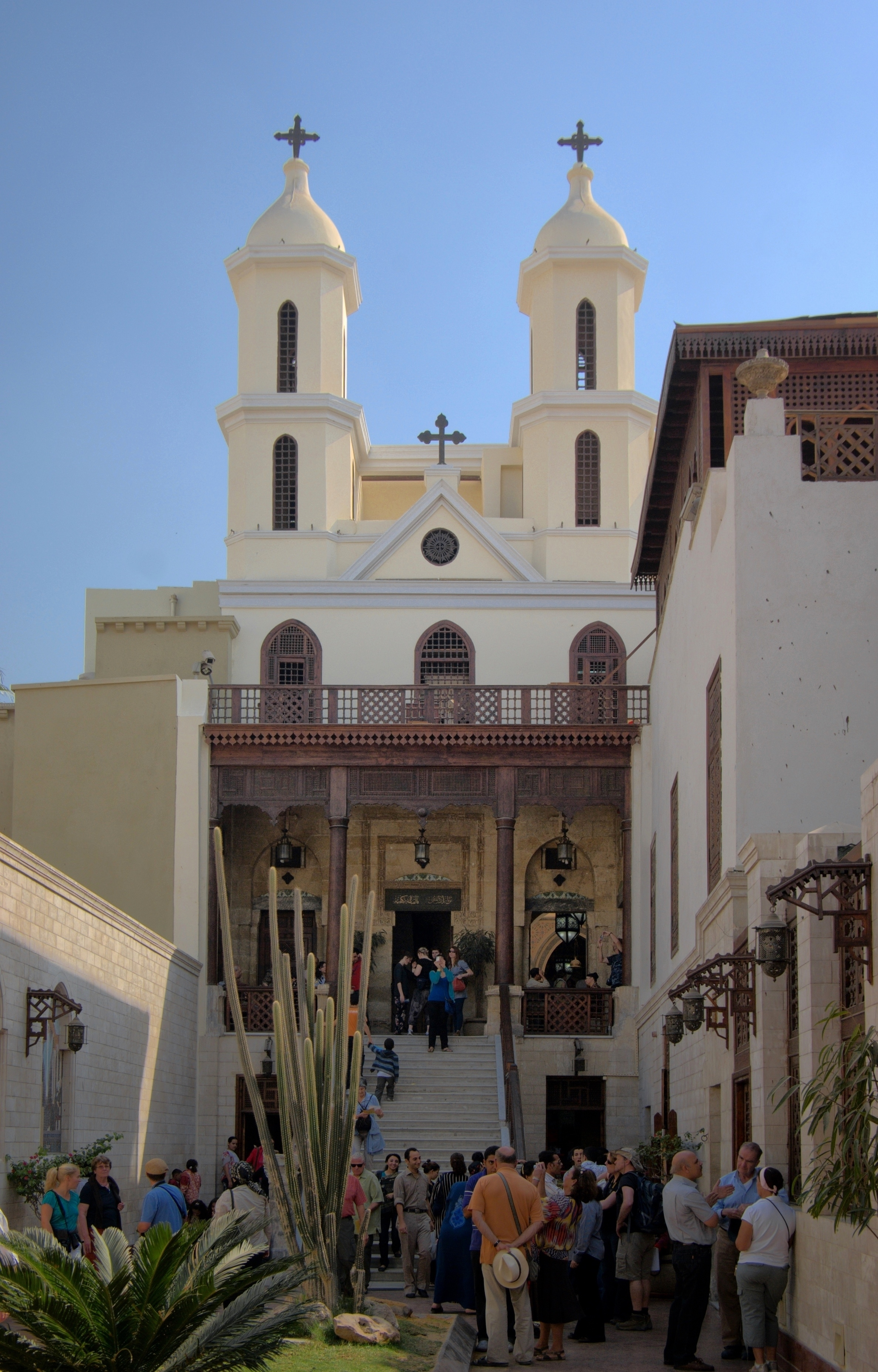
الكنيسة المعلقة أحد المقرّات البابوية القبطيَّة في القاهرة.

- الكنائس الأرثوذكسية المشرقية: هي تلك الكنائس الشرقية التي تعترف بالمجامع المسكونية الثلاثة الأولى - نيقية والقسطنطينية وأفسس - ولكنها ترفض التعريفات العقائدية لمجمع خلقيدونية وتعتنق بدلاً من ذلك عقيدة المسيح الميافيزية. تتكون الكنائس الأرثوذكسية المشرقية من ستة كنائس: الكنيسة السريانية الأرثوذكسية (وتتبع لها الكنيسة المسيحية السريانية اليعقوبية)، والكنيسة القبطية الأرثوذكسية، وكنيسة التوحيد الأرثوذكسية الإثيوبية، وكنيسة التوحيد الأرثوذكسية الإريترية، وكنيسة مالانكارا السريانية الأرثوذكسية (الهند)، والكنيسة الرسولية الأرمنية (وتتبع لها كنيسة ألبانيا القوقازية). هذه الكنائس الست، بينما هي في شراكة مع بعضها البعض، إلا أنها مستقلة تمامًا من حيث التسلسل الهرمي.[523] كما أنَّ أساقفتها متساوون بحكم الرسامة الأسقفية، ويُمكن تلخيص عقائدها في أن الكنائس تعترف بصلاحية المجامع المسكونية الثلاثة الأولى فقط، ويبلغ عدد أتباعها حوالي 60 مليون. باعتبارها من أقدم المؤسسات الدينية في العالم، لعبت الكنائس الأرثوذكسية المشرقية دورًا بارزًا في تاريخ وثقافة أرمينيا ومصر وتركيا وإريتريا وإثيوبيا والسودان وأذربيجان وأجزاء من الشرق الأوسط والهند.[523][524] تضع بعض الكنائس الأرثوذكسية المشرقية مثل الكنيسة القبطية والإثيوبية والإريترية تركيزًا أكبر على تعاليم العهد القديم أكثر مما قد يجده المرء في الطوائف المسيحية الأخرى، ويلتزم أتباعها بممارسات معينة: اتباع قواعد غذائية مشابهة لقواعد الكشروت اليهودية، كما وتفرض الختان على أعضائها الذكور،[268] وطقوس الطهارة.[347][348] ولتأكيد الشراكة بينهم، يجتمع بطاركة السريان والأقباط والأرمن سنويًا منذ عام 1998 ويتباحثون في القضايا ذات الاهتمام المشترك.[525]
- كنيسة المشرق: هي كنيسة وجزء تاريخي من تقليد المسيحية السريانية ضمن المسيحية الشرقية. تستعمل تسمية كنيسة المشرق في وصف تاريخ الكنائس السريانية الشرقية التي ورثت عنها تقليدها الكنسي المميز لها، وتشمل هذه الكنائس حاليًا بحسب هذا التعريف كل من كنيسة المشرق الآشورية وكنيسة المشرق القديمة والكنيسة الكلدانية الكاثوليكية في الشرق الأوسط بالإضافة إلى مجموعة من الكنائس في الهند أبرزها كنيسة السريان الملبار الكاثوليك. عقائدياً، يستعمل مصطلح كنيسة المشرق في وصف الكنائس الشرقية المستقلة التي استمرت باتباع العقيدة الأنطاكية خلال مجمع أفسس رافضة بذلك مقرراته وهو الأمر الذي أكسبها وصف «النسطورية»، فهي بهذا التعريف تنحصر على كنيسة المشرق القديمة وكنيسة المشرق الآشورية.[526] لعبت كنيسة المشرق دورًا رئيسيًا في تاريخ المسيحية في آسيا.[527] بين القرنين التاسع والرابع عشر، كانت تمثل أكبر طائفة مسيحية في العالم من حيث النطاق الجغرافي. أسست أبرشيات ومجتمعات امتدت على طول طريق الحرير من البحر الأبيض المتوسط والعراق وإيران اليوم، إلى الهند (مسيحيي مار توما السريان في كيرلا)، والممالك والقبائل المغولية والتركية في آسيا الوسطى، والصين خلال عهد سلالة تانغ (القرنان السابع والتاسع).[527] في القرنين الثالث عشر والرابع عشر، شهدت الكنيسة فترة أخيرة من التوسع في ظل الإمبراطورية المغولية، حيث جلس رجال الدين المؤثرون من كنيسة المشرق في البلاط المغولي. معظم أتباع كنيسة المشرق القديمة وكنيسة المشرق الآشورية من أصل آشوري، ويعيش معظمهم في إيران والعراق وسوريا وتركيا والهند (الكنيسة الكلدانية السريانية) وفي الشتات الآشوري.[527]

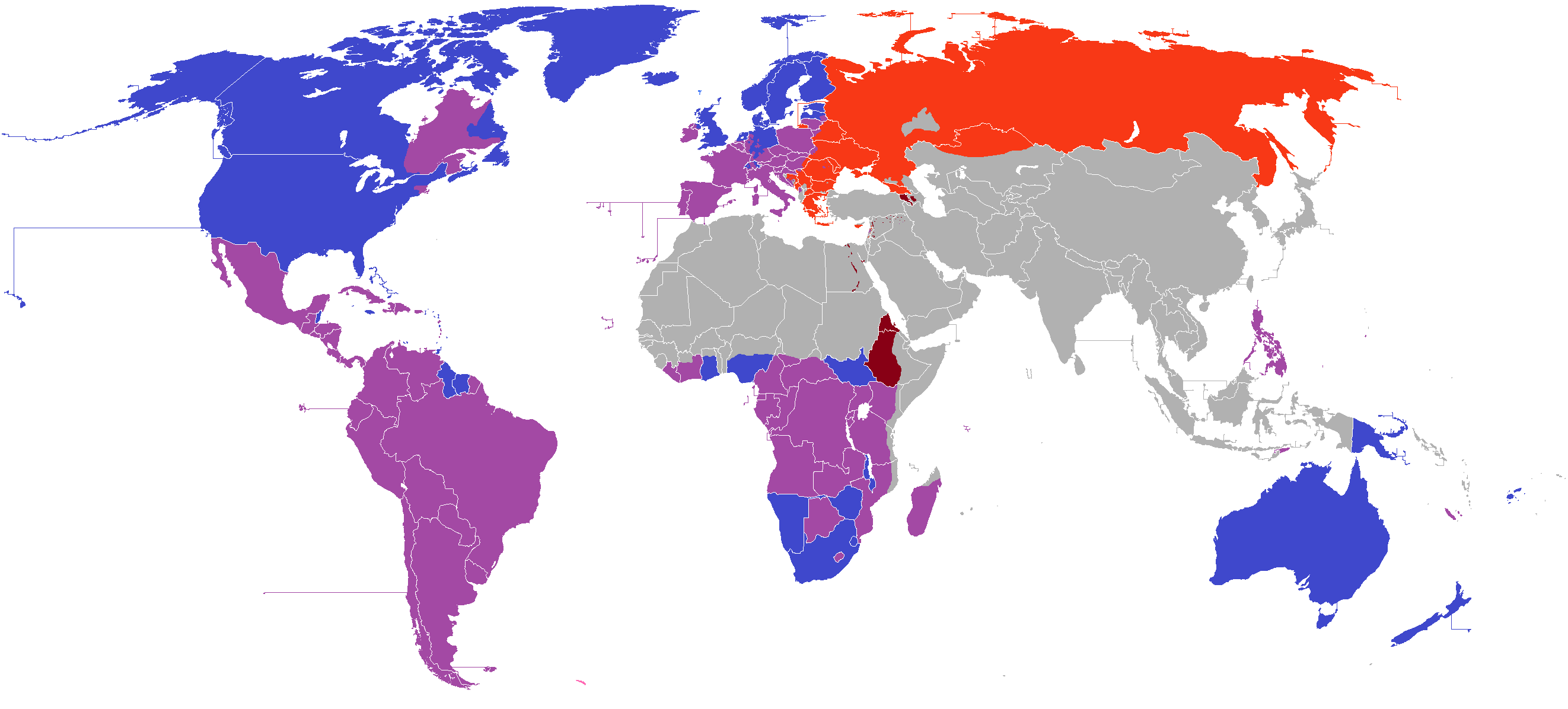
انتشار الطوائف المسيحية الكاثوليكية والأرثوذكسية والبروتستانتية في العالم المسيحي.

- البروتستانتية: هي الكنائس التي تتبع المبادئ اللاهوتية للإصلاح البروتستانتي، وهي حركة بدأت تسعى لإصلاح الكنيسة الكاثوليكية من الداخل في القرن السادس عشر. ومن بين المصلحين البارزين مارتن لوثر وهولدريخ زوينكلي وجان كالفن وفيليب ملانكتون. أبرز مقومات فكر البروتستانت اللاهوتي هو أنّ الحصول على الخلاص أو غفران الخطايا هديّة مجانيّة ونعمة الله من خلال الإيمان بيسوع مخلصًا، وأنّ الكتاب المقدس هو المصدر الوحيد للمعرفة المختصة بأمور الإيمان. انحدرت الكنائس الأنجليكانية من كنيسة إنجلترا ونُظمت في الطائفة الأنجليكانية، ويحمل ملك(ة) المملكة المتحدة لقب الحاكم الأعلى لكنيسة إنجلترا. وقدر العدد الإجمالي للمسيحيين البروتستانت بشكل عام ما بين 800 مليون ومليار، أي ما يقرب من 40% من مسيحيي العالم. غالبية البروتستانت هم أعضاء في عدد قليل من العائلات الطائفية: السبتية، وتجديدية العماد، والأنجليكانية (وتتبع لها الكنيسة الأسقفية)،[528] والمعمدانية، واللوثرية، والميثودية، والمورافية، والخمسينية، والإصلاحية (الأبرشانية والإصلاحية القاريَّة والمشيخية)، والولدينيسية، وجمعية الأصدقاء الدينية، وكنيسة الإخوة البليموث.[37] الكنائس غير الطائفية والإنجيليّة والكاريزماتية آخذة في الانتشار وتُشكل جزءًا مهمًا من المسيحية البروتستانتية.[37] طوّر البروتستانت ثقافتهم الخاصة، مع مساهمات كبيرة في التعليم، والعلوم الإنسانية، والنظام السياسي والاجتماعي، والاقتصاد والفنون، وتطوير رأس المال البشري وريادة الأعمال، والعديد من المجالات الأخرى.[529][530]

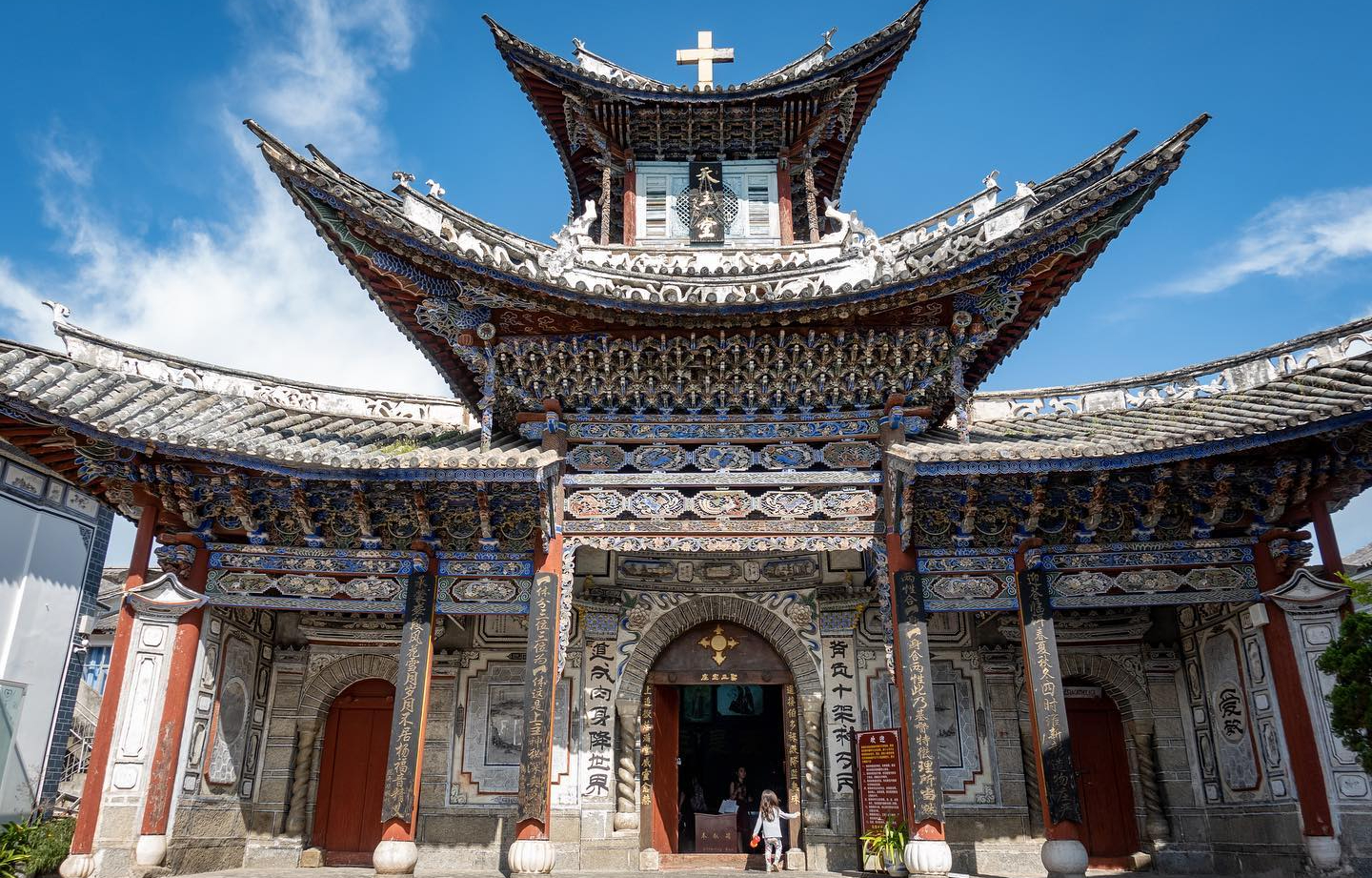
كنيسة صينية كاثوليكية مستقلة.

- طوائف أخرى: وفقًا لمركز بيو للأبحاث عام 2010 كان هناك حوالي 28 مليون مسيحي ينتمون إلى كنائس مسيحية أخرى؛[37] وتشمل الطوائف الاستعادية أو الأوّليّة المسيحية وهي الإيمان بأن المسيحية استُعيدت أو ينبغي أن تُستعاد وفقًا للمعروف عن الكنيسة الرسولية المبكرة، ويرى الاستعاديون أن مذهبهم هو بحث عن صيغة أقدم وأنقى لدينهم. ومن الطوائف التي تعد أمثلة على الاستعادية: كنيسة يسوع المسيح لقديسي الأيام الأخيرة المورمونية والإخوة المسيحية وشهود يهوه والعلم المسيحي والكنيسة السفيدنبورية.[531] أما التوحيدية هي حركة لاهوتية مسيحية دينية نشطت خلال عصر الإصلاح البروتستانتي (في إيطاليا والكومنولث البولندي الليتواني وترانسيلفانيا والمجر ورومانيا والمملكة المتحدة) وسُميّت كذلك استنادًا إلى مفهومها بوحدانيّة الله حيث ترفض عقيدة التثليث؛ وتشمل الكنيسة التوحيدية في ترانسيلفانيا والجمعية العامة للتوحيديين والكنائس المسيحية الحرة.[532] أما المسيحية الروحانيَّة فهي كنائس سلام انفصلت عن الكنيسة الروسية الأرثوذكسية وتشمل المولوكان والدوخوبور. أما اليهودية المسيانيَّة فهي طائفة مسيحية يتبعها يهود إثنيًا يؤمنون أن يسوع هو المسيح المنتظر مع الالتزام أيضًا ببعض قوانين وعادات الشريعة اليهودية.[533] هناك طوائف مسيحية أخرى مثل الكنائس الكاثوليكية المستقلة والمسيحية الباطنية.[534]

## النقد واللاهوت الدفاعي

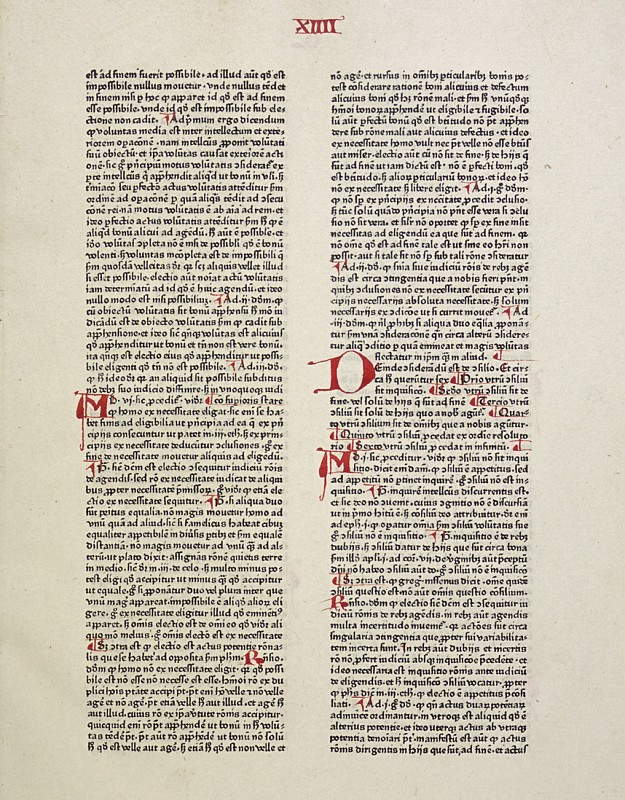
مقدمة من كتاب خلاصة اللاهوت من عمل توما الأكويني؛ أبرز الأعمال الدفاعيَّة المسيحيَّة.

في العصور المبكرة للمسيحية، برز الفيلسوف الأفلاطوني فرفوريوس الصوري، واحدًا من أبرز النقاد في كتابه «ضد المسيحيين». جادل فرفوريوس الصوري بأن المسيحية كانت تستند إلى نبوءات كاذبة لم تتحقق بعد. وفي العصر الحديث، واجهت المسيحية انتقادات من مجموعة من الحركات السياسية والإيديولوجيات. انتقد فلاسفة من الليبراليين والشيوعيين، مثل جون ستيوارت ميل وكارل ماركس، العقيدة المسيحية على أساس أنها محافظة ومضادة للديمقراطية. وكتب فريدريك نيتشه أن المسيحية ترعى نوعًا من الأخلاق التي تقمع الرغبات الواردة في الإرادة البشرية. أدت الثورة الروسية والثورة الصينية، وبعض الحركات الثورية الحديثة الأخرى أيضًا إلى نقد الأفكار المسيحية، كما أدت سياسية إلحاد الدولة الماركسية اللينينية إلى إغلاق مئات الكنائس وترحيل آلاف الكهنة. وعبّرَ الفيلسوف بيرتراند راسل عن انتقاده للمسيحية في كتابه لماذا لست مسيحيًا، وانتقد أدولف هتلر المسيحية حيث تسجل المصادر عددًا من التصريحات الخاصة عن المسيحية والتي وصفها هتلر بأنها سخيفة، مخالفة للتقدم العلمي، ومدمرة اجتماعيًا.
يستمر نقد المسيحية حتى الآن، على سبيل المثال، ينتقد عدد من اللاهوتيون اليهود والمسلمون عقيدة الثالوث الأقدس التي يؤمن بها معظم المسيحيين، مشيرين إلى أن هذه العقيدة تفترض في الواقع أن هناك ثلاثة آلهة، وتتعارض مع مبدأ التوحيد الأساسي. وقد حدد روبرت برايس إمكانية أن تستند بعض قصص الكتاب المقدس جزئيًا إلى أسطورة في «نظرية أسطورة المسيح ومشاكلها». بالمقابل تتّفق النظرة التاريخية لدى غالبية المؤرخين على وجود يسوع في التاريخ، وعلى اعتبار قضيتي معموديته وصلبه حقيقتان تاريخيتان مسلّم بهما، لكون كلا الأمرين منصوص عنهما في الأدلة الخارجية عن يسوع.
يسمى الرد الرسمي من المسيحيين لهذه الانتقادات باسم اللاهوت الدفاعي. بعض هذه الانتقادات التي وجهت إلى الكتاب المقدس، كانت للأخلاق التي استنبطت من التفسيرات التوراتية والتي استخدمت تاريخيًا لتبرير مواقف وسلوكيات معينة وهي يعتبرها النقاد بوضوح أنها خاطئة. وقد كُتبت عشرات الكتب المدافعة عن اعتقادات المسيحيين بأشكال عديدة على مر القرون، بدءًا ببولس الطرسوسي. قدم الفيلسوف توما الأكويني خمس حجج لوجود الله في اللاهوت، في حين كان كتابه الخلاصة اللاهوتية عملًا دفاعيًا كبيرًا. ومن الكتّاب المدافعين المشهورين، غلبرت كيث تشيسترتون، والذي كتب في أوائل القرن العشرين عن فوائد الدين، وعلى وجه التحديد، المسيحية. يشتهر تشيسترتون باستخدامه للمفارقة، لكنه أوضح أنه بينما كانت المسيحية أكثر غموضًا، فقد كان الدين الأكثر عملية. وأشار إلى تَقدُّم الحضارات المسيحية دليلًا على تطبيقها العملي. ويناقش الفيزيائي والكاهن جون بولكينغهورن، في كتابه «أسئلة الحق» موضوع العلاقة بين الدين والعلم، وهو موضوع كتب عنه بعض المدافعين المسيحيين الآخرين مثل رافي زاكارياس وجون لينكس ووليام لين كرايغ، من خلال التأويل لنظرية الانفجار العظيم دليلًا على وجود الله.

### الاضطهاد

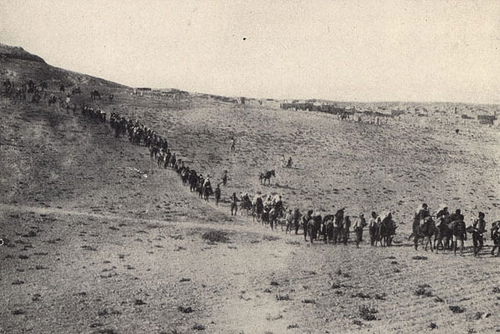
فرّ المسيحيون من منازلهم في الدولة العثمانية حوالي عام 1922، حيث تعرض العديد من المسيحيين للاضطهاد والقتل خلال الإبادة الجماعية للأرمن والإبادة الجماعية لليونانيين والإبادة الجماعية للآشوريين.

تُشكل المشاعر المعادية للمسيحية كره المسيحيين أو الدين المسيحي أو ممارساته. يُشار أحيانًا إلى المشاعر المعادية للمسيحية باسم كريستوفوبيا أو رهاب المسيحية، على الرغم من أن هذه المصطلحات تشمل في الواقع "كل شكل من أشكال التمييز والتعصب ضد المسيحيين"، وفقًا لمجلس المؤتمرات الأسقفية الأوروبية ومجلس العموم البريطاني. نقيض ذلك الكريستيانوفيل، وهو الشخص الذي لديه ميول إيجابية قوية أو تعاطف أو اهتمام أو عشق وتقدير تجاه المسيحية أو الثقافة المسيحية أو التاريخ المسيحي أو العالم المسيحي أو المجتمع المسيحي. قد يشمل هذا الاهتمام أو التقدير للمسيحية نفسها أو ثقافتها وتاريخها ولاهوتها وفنونها وأدبها وفلسفتها وموسيقتها وإرثها المعماري واحتفالتها ومجتمعتها وتطورها.
يُمكن تتبع اضطهاد المسيحيين تاريخيًا من القرن الأول للعصر المسيحي حتى يومنا هذا. استُهدفَ المبشرون المسيحيون والمتحولون إلى المسيحية في فترات مختلفة من خلال حملات اضطهاد منذ ظهور المسيحية. يُعتبر المسيحيون من أكثر الجماعات الدينية تعرضًا للاضطهاد في العالم، خاصًة في الشرق الأوسط وشمال إفريقيا وجنوب وشرق آسيا. وفقًا لتقرير نشر من قبل مركز بيو للأبحاث عام 2013، كان عدد الدول التي تم اضطهاد المسيحيين أو التحرش بهم فيها بين عام 2006 وعام 2011 هو 145 دولة. في عام 2017 قدرت منظمة الأبواب المفتوحة أنَّ ما يقرب من 260 مليون مسيحي يتعرضون سنويًا "لاضطهاد شديد أو مرتفع جدًا"، مع اعتبار كوريا الشمالية الدولة الأكثر خطورة على المسيحيين.
في عام 2019، أُصدرَ تقرير بتكليف من وزارة الخارجية وشؤون الكومنولث للتحقيق في الاضطهاد العالمي للمسيحيين الذين يُكتشف أنهم يتعرضون لاضطهاد، حيث كان في الشرق الأوسط وشمال إفريقيا، والهند والصين وكوريا الشمالية وفي بعض دول أمريكا اللاتينية، أعلى من دول أخرى، ووجد التقرير أن الاضطهاد ظاهرة عالمية ولا تقتصر على الدول الإسلامية أو الدول الشيوعية. وجد هذا التحقيق أن ما يقرب من 80% من المؤمنين المضطهدين في جميع أنحاء العالم هم من المسيحيين.

## معرض الصور

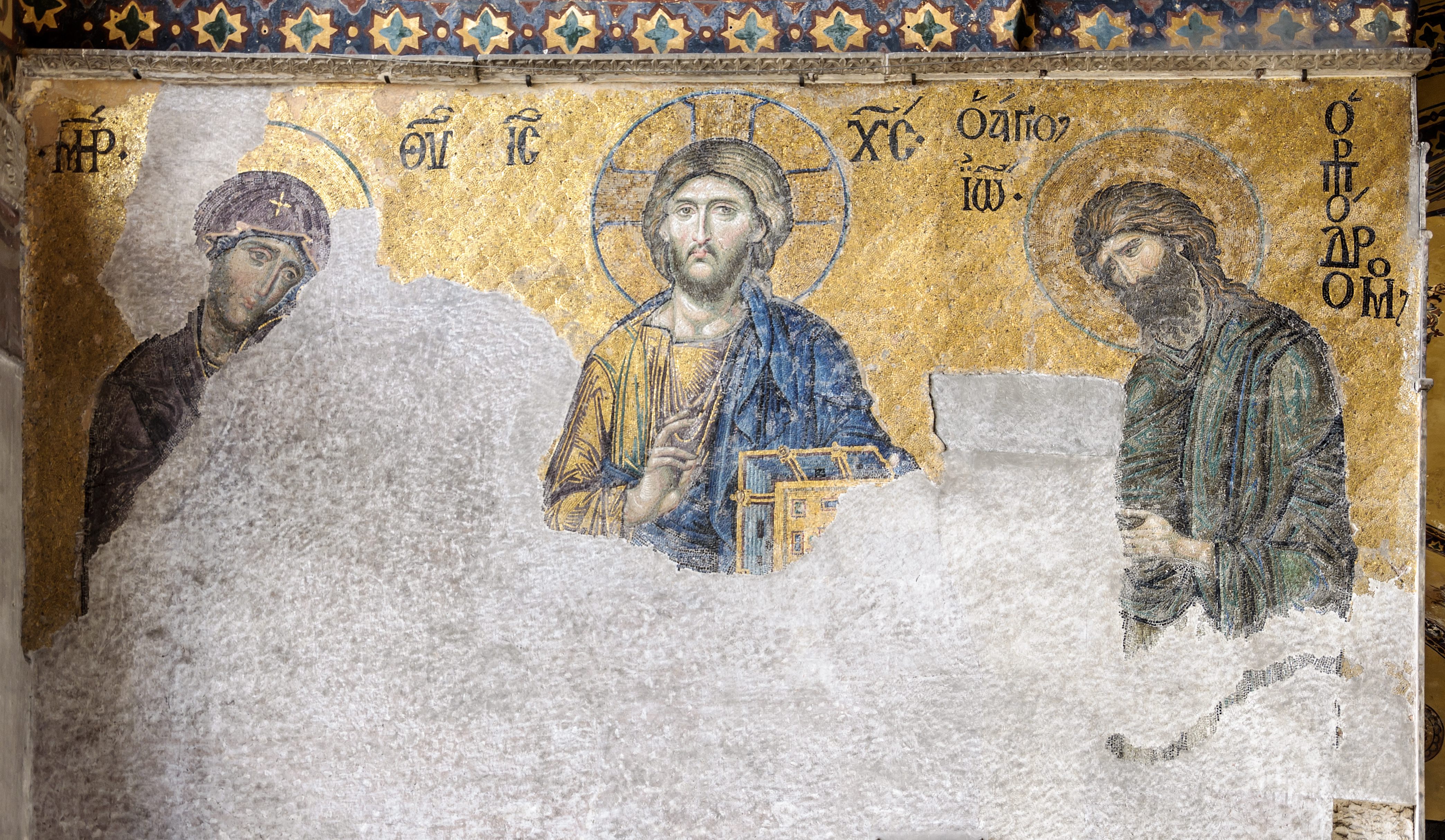
فسيفساء تصور يسوع ومريم العذراء ويوحنا المعمدان في آيا صوفيا
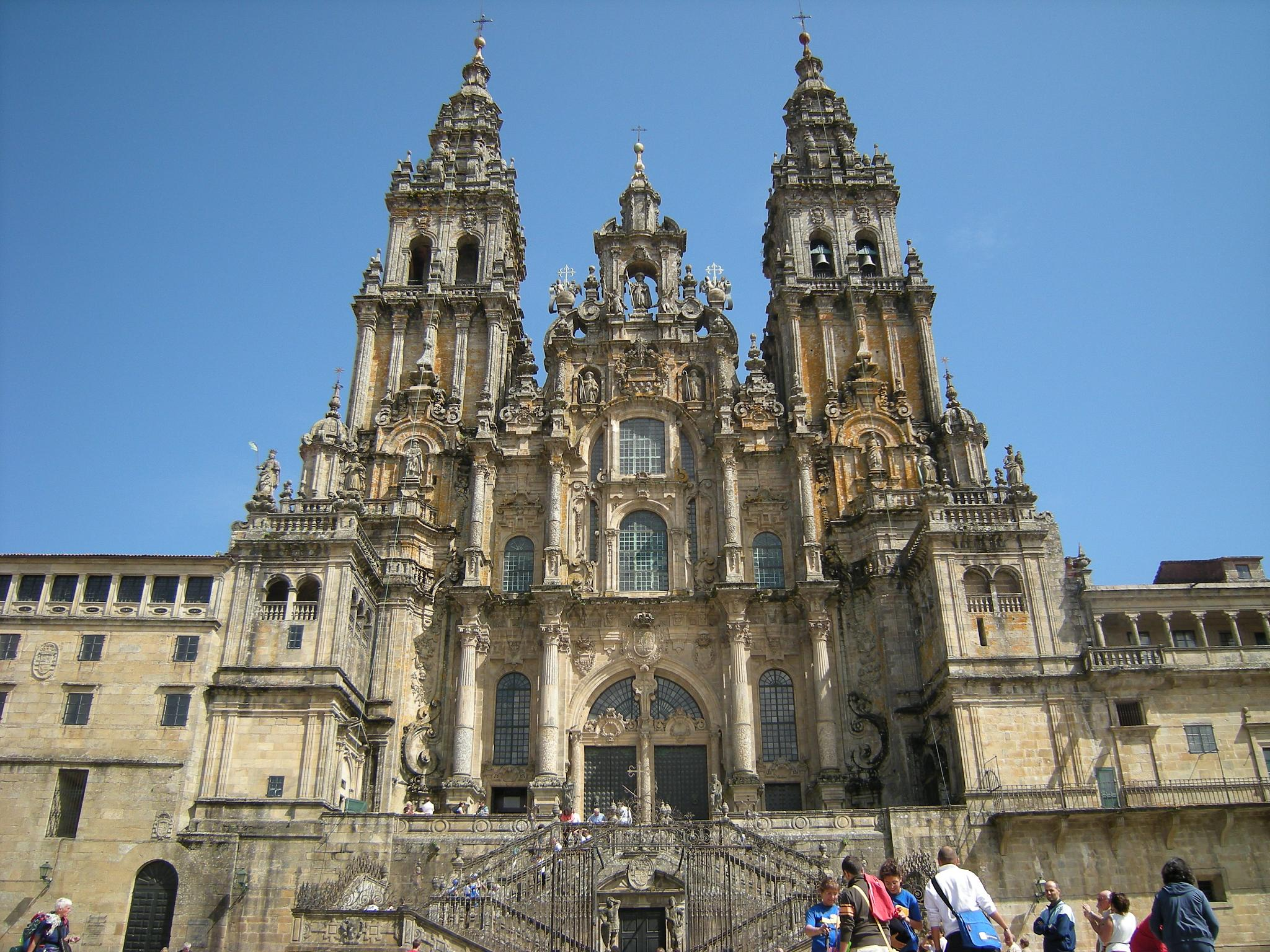
كاتدرائية سانتياغو دي كومبوستيلا في إسبانيا؛ وهي من أهم مواقع الحج الكاثوليكي في أوروبا
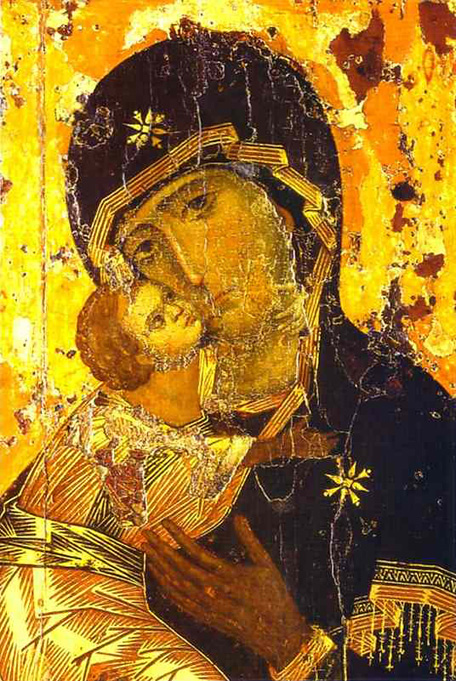
عذراء فلاديمير، أيقونة بيزنطية شهيرة من القرن الثاني عشر
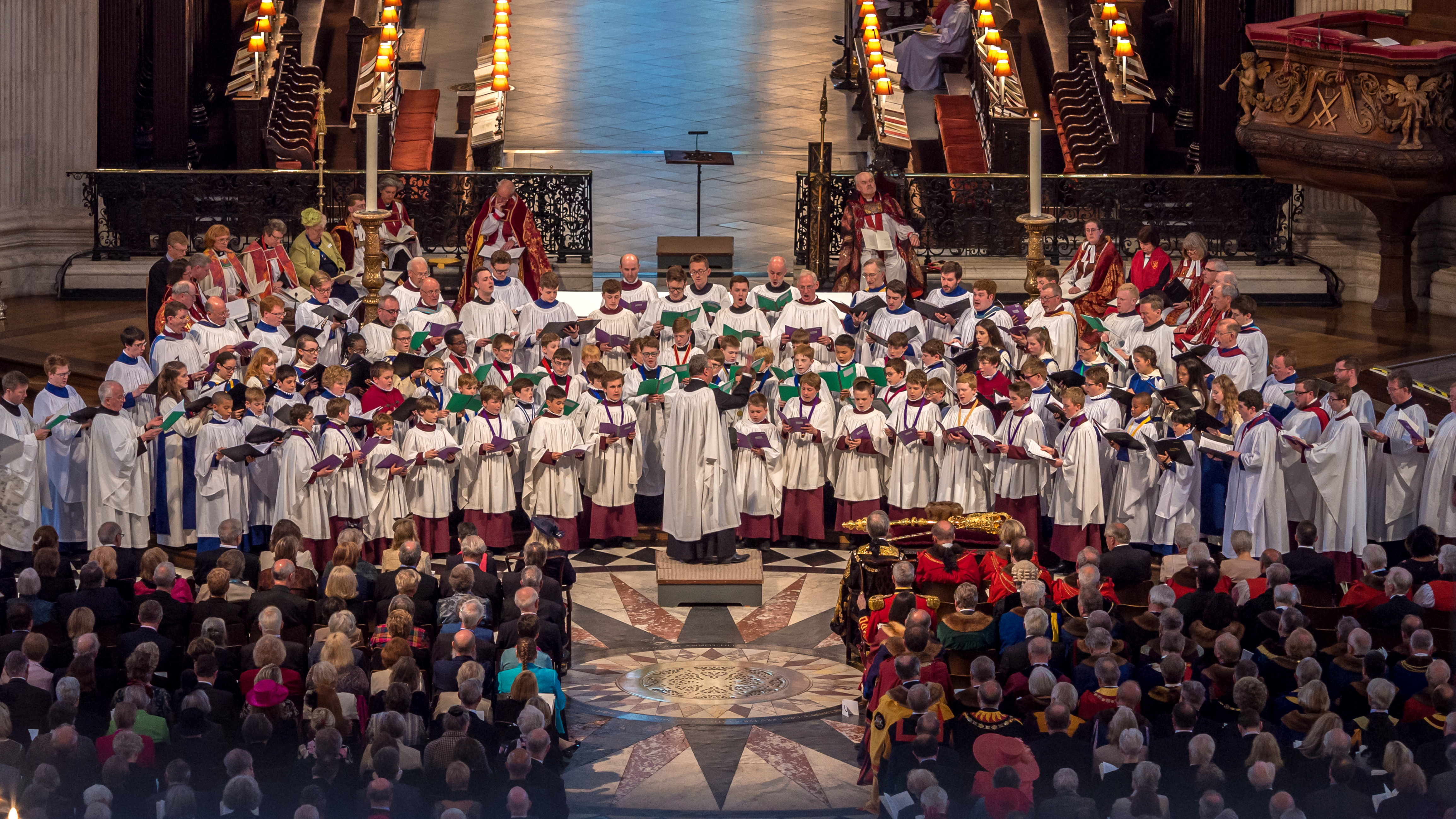
صلاة عشية الأحد في كاتدرائية القديس بولس الأنجليكانية في لندن، المملكة المتحدة
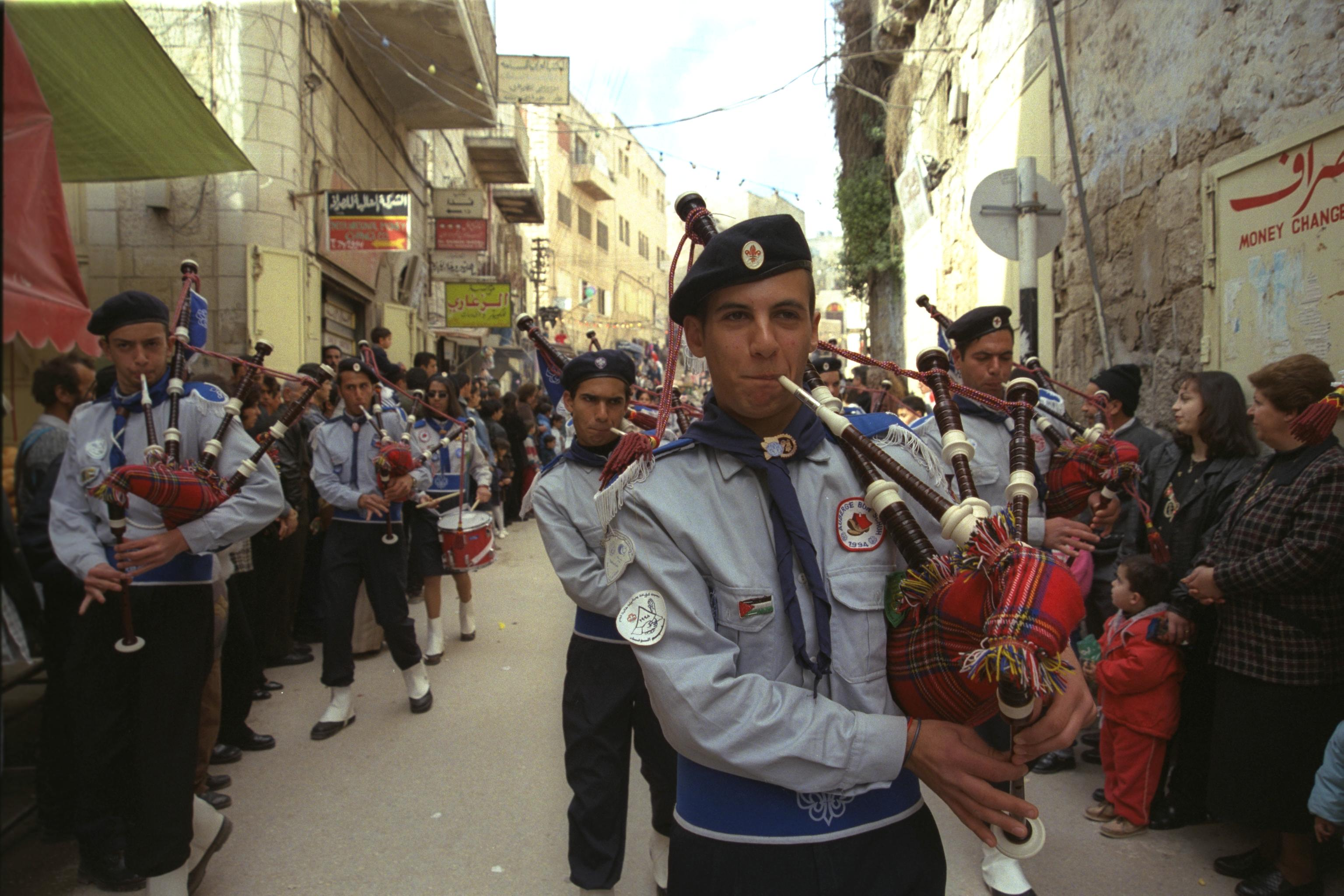
احتفالات المسيحيين الفلسطينيين عشية عيد الميلاد في مدينة بيت لحم
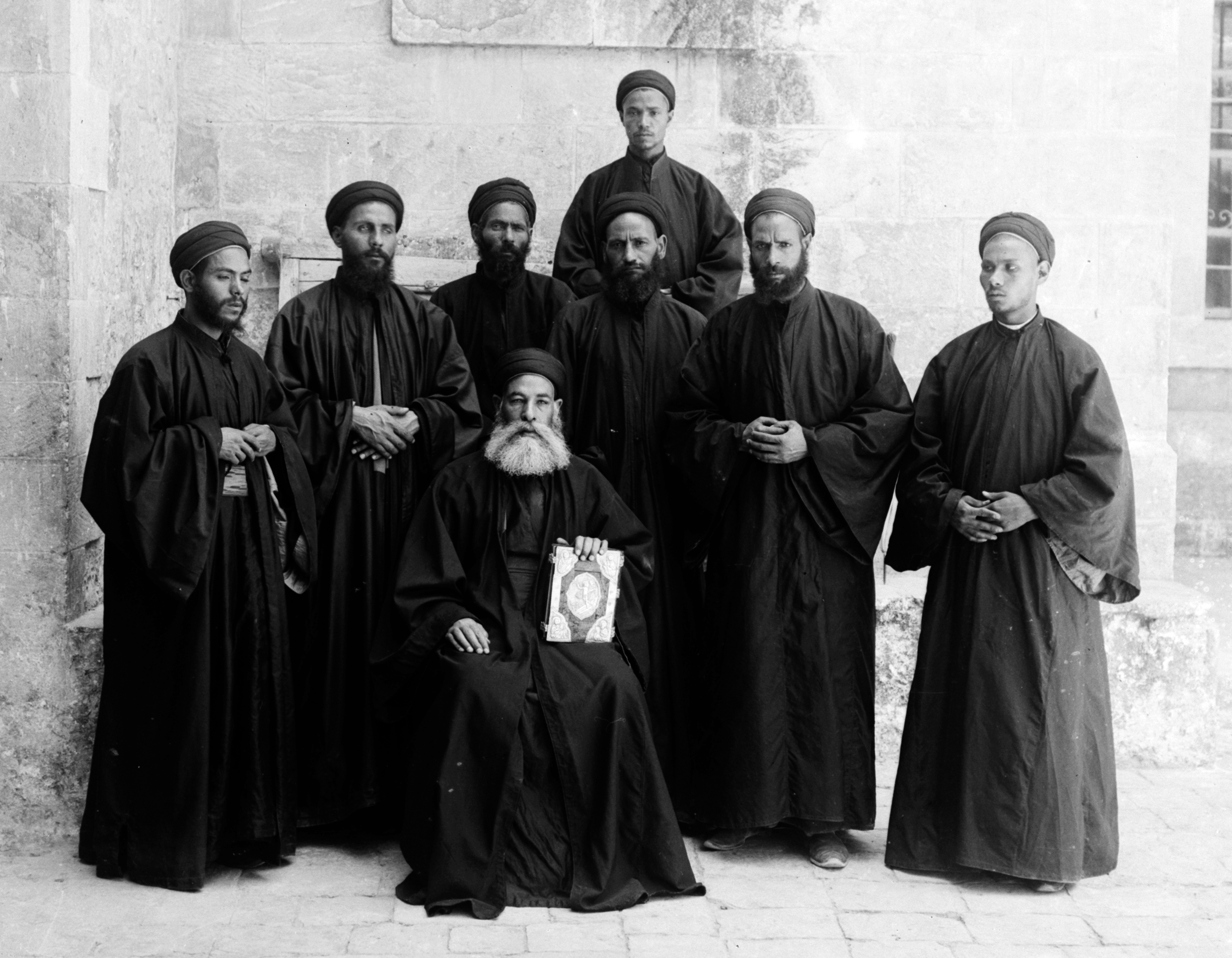
رهبان من الكنيسة القبطية الأرثوذكسية؛ والتي تعرف بتقاليدها الرهبانية العريقة
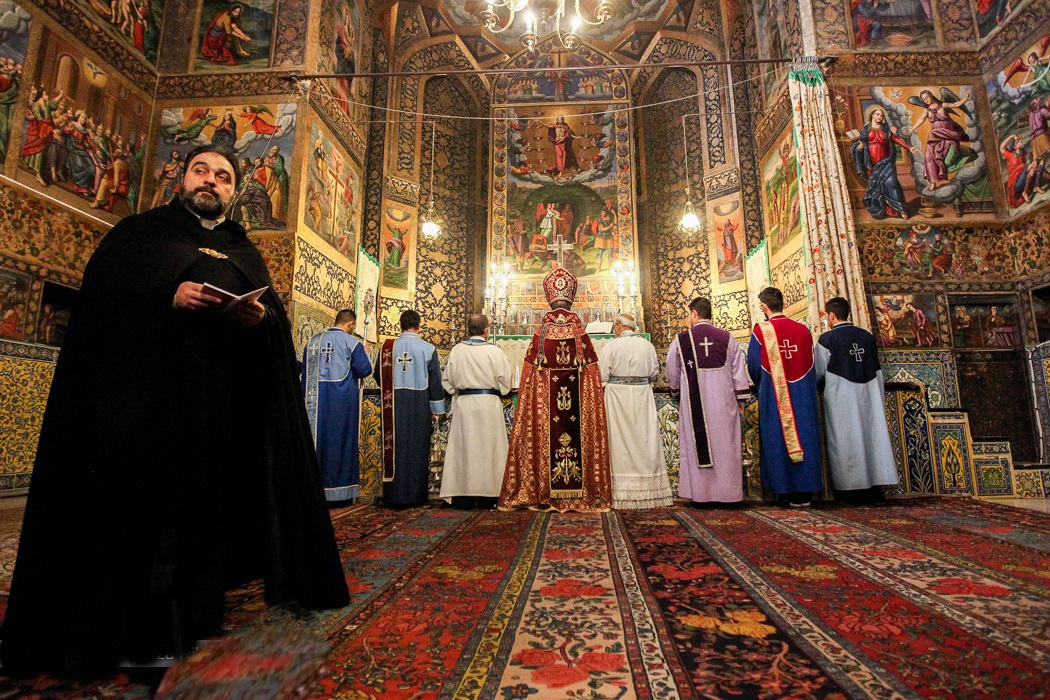
القداس الإلهي حسب الطقوس الأرمنية في كنيسة وانك في أصفهان، إيران
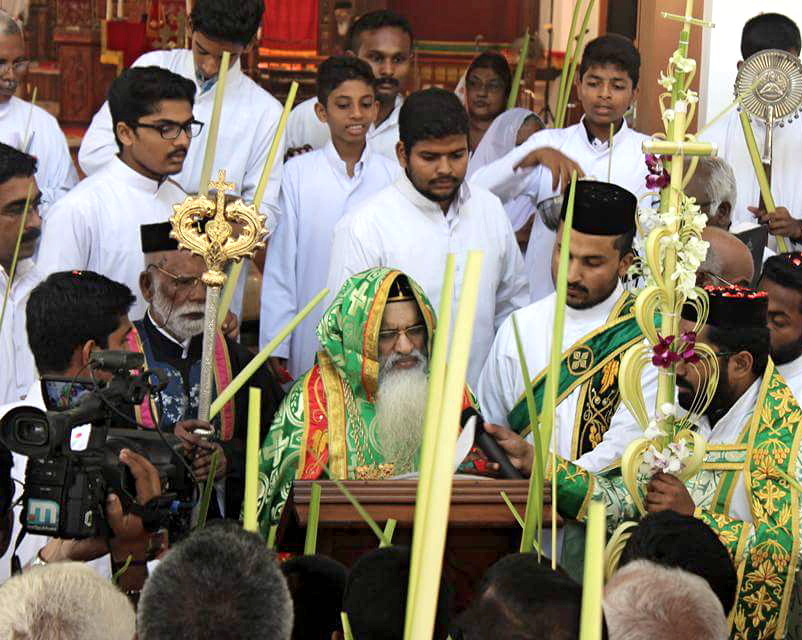
احتفالات أحد الشعانين بحسب الطقوس السريانية الغربية في الهند
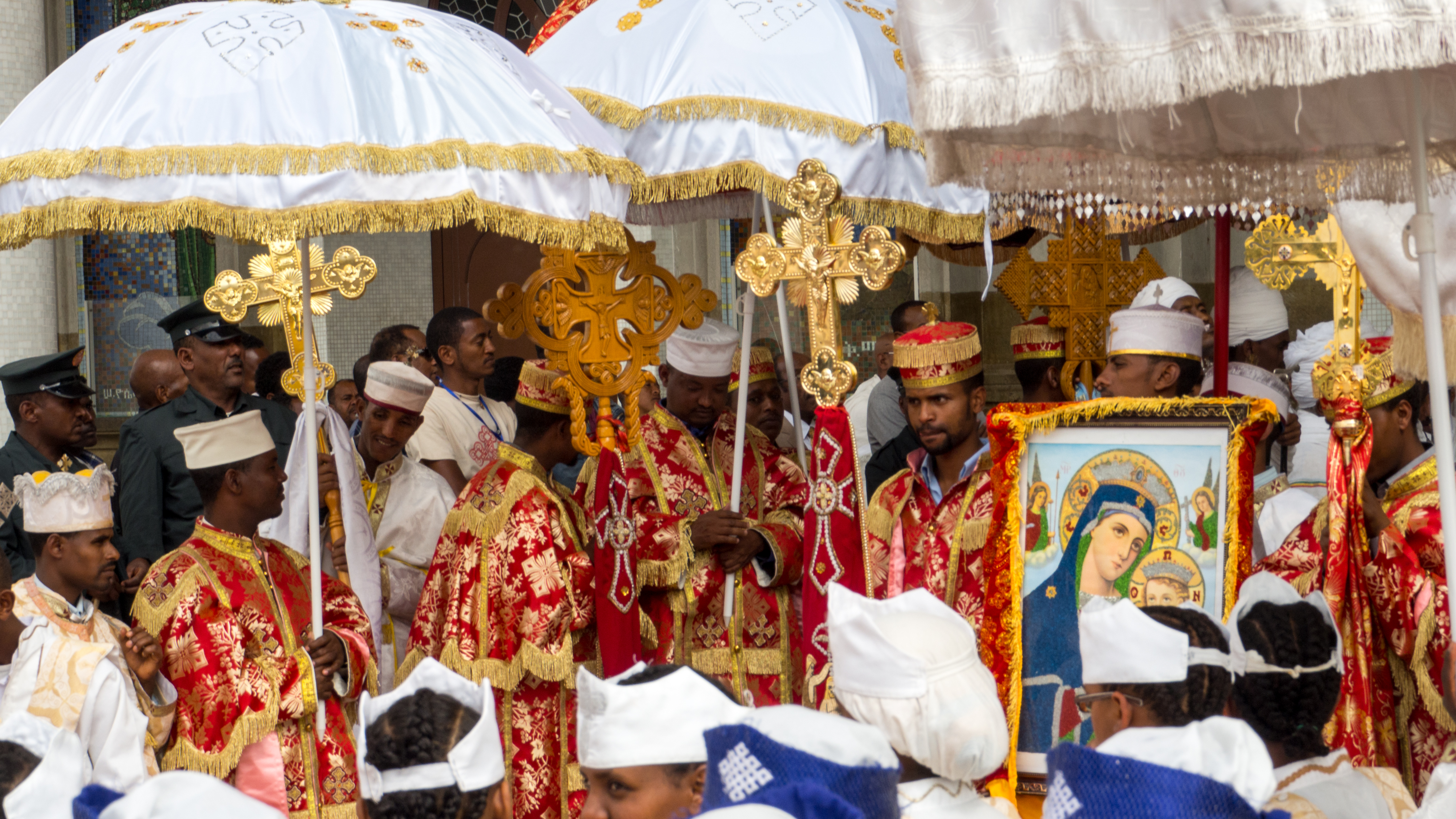
احتفالات عيد الصليب في الكنيسة الإثيويبة الأرثوذكسية في أديس أبابا
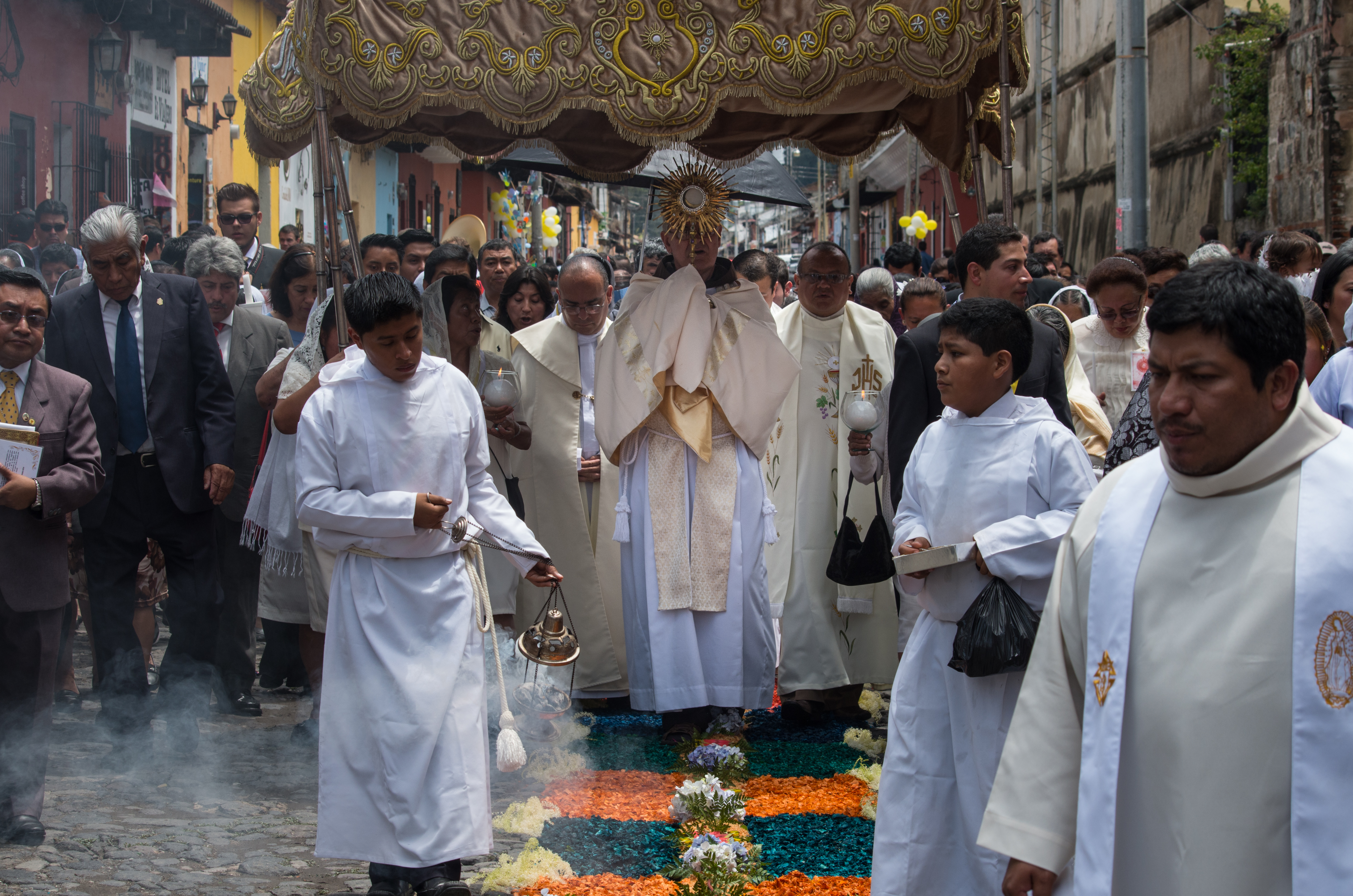
طواف يوم كوربوس كريستي في غواتيمالا
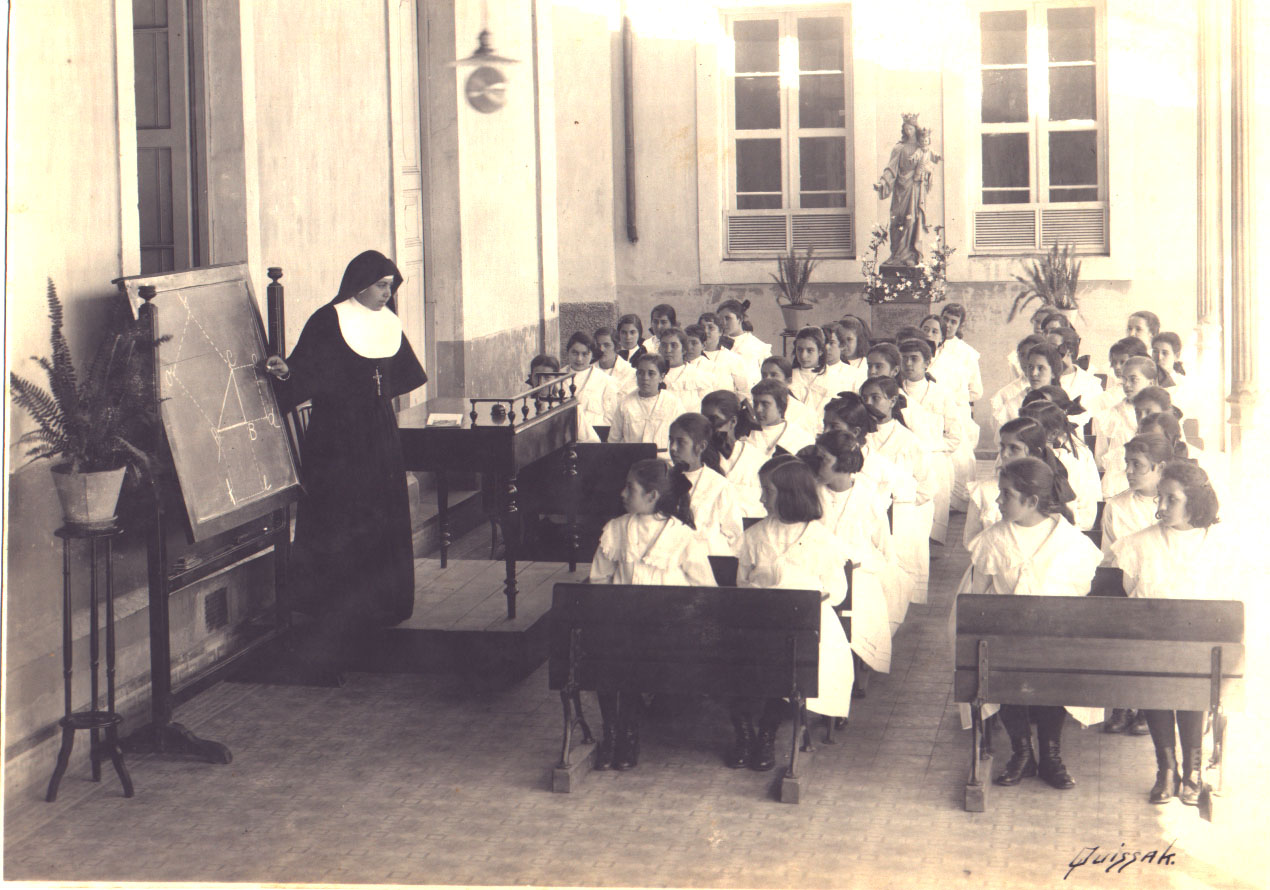
راهبة تُدَّرس الرياضيات؛ لعبت النساء أدوارًا بارزة في تاريخ الكنيسة، لا سيما في مجال التعليم والرعاية الصحية
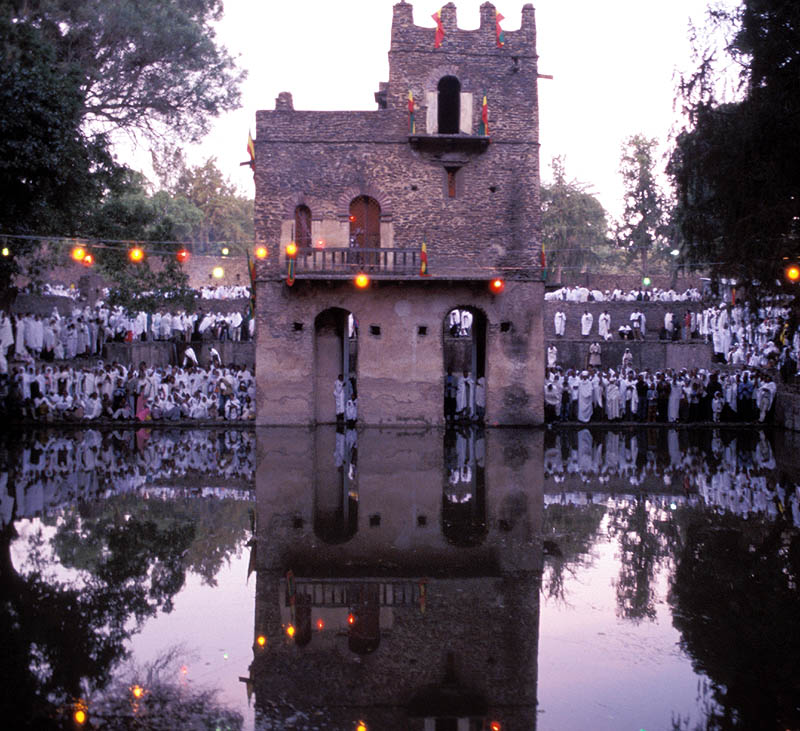
حشود من الإثيوبيين الأرثوذكس خلال عيد الظهور الإلهي تتجمع في حمام فاسيلادس الطقسيّ، يُعدّ التبرّك والتطهر بالماء المقدّس من الأمور ذات الأهمّيّة عند أغلب الكنائس المسيحيّة
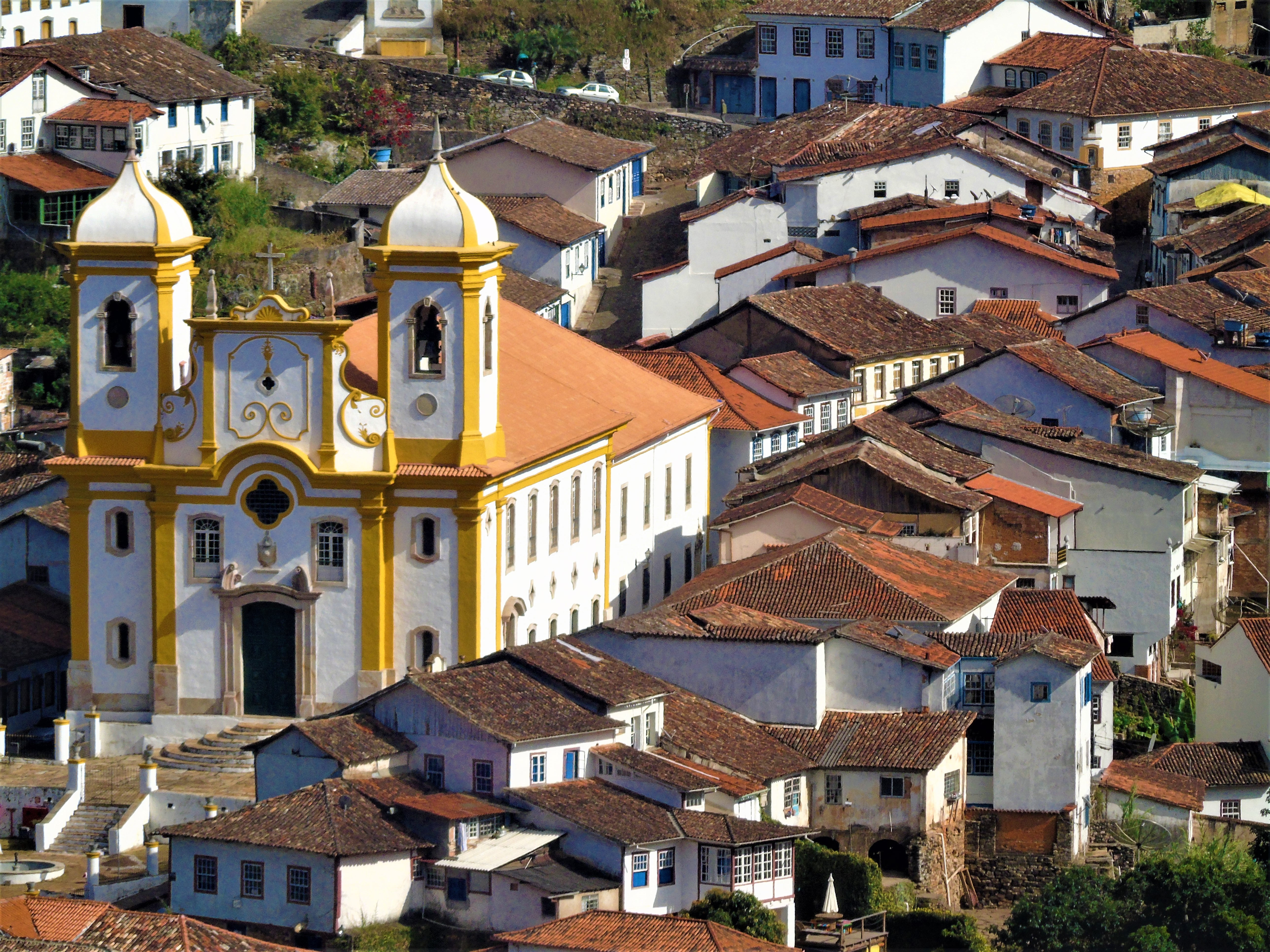
كنيسة القديس أنطون البدواني في أورو براتو بالبرازيل
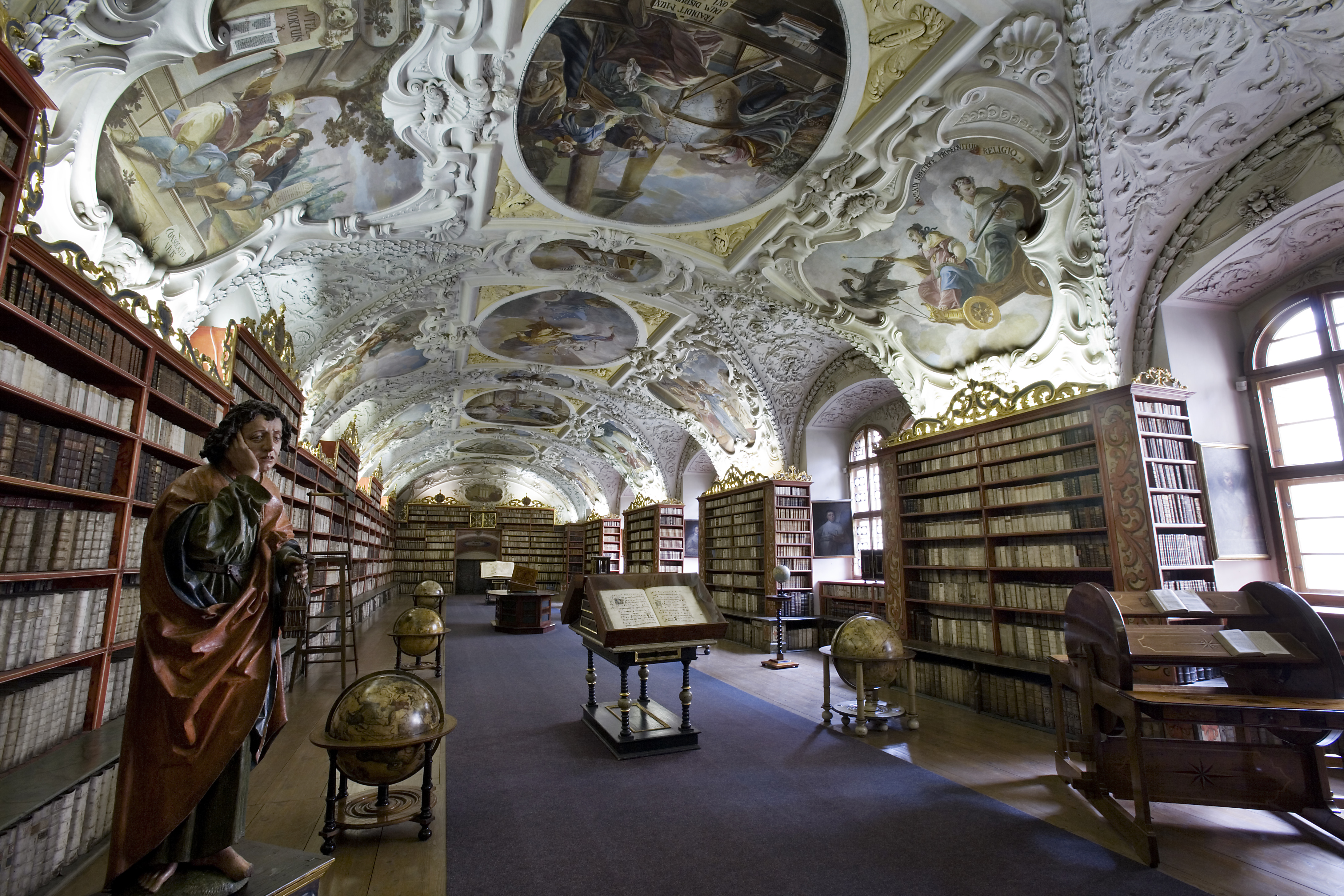
مكتبة دير ستراهوف في براغ؛ حافظت الأديرة على الثقافة الفكرية والمخطوطات القديمة
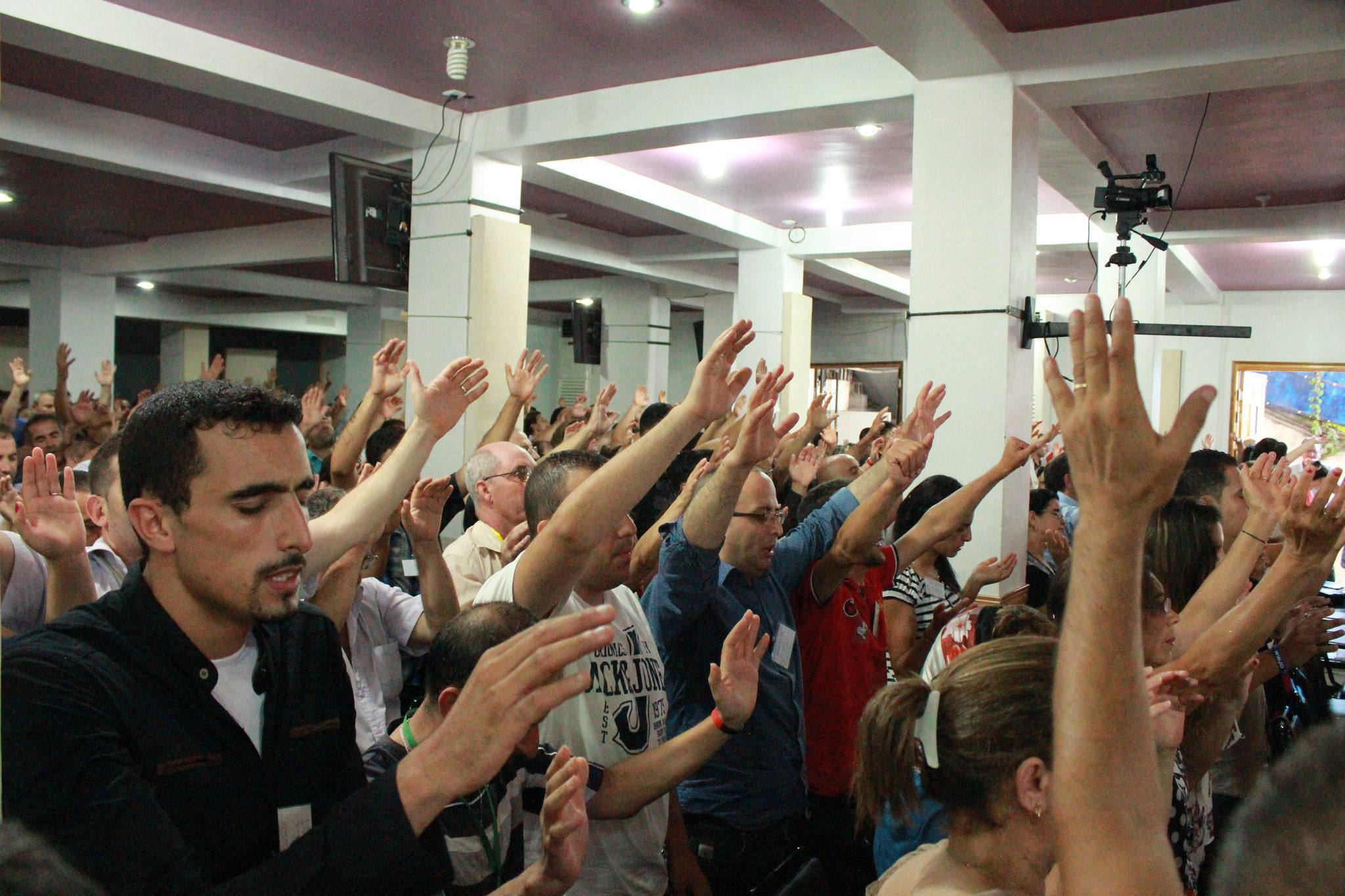
مسيحيون أمازيغ من أتباع المذهب الإنجيلي في منطقة القبائل، الجزائر
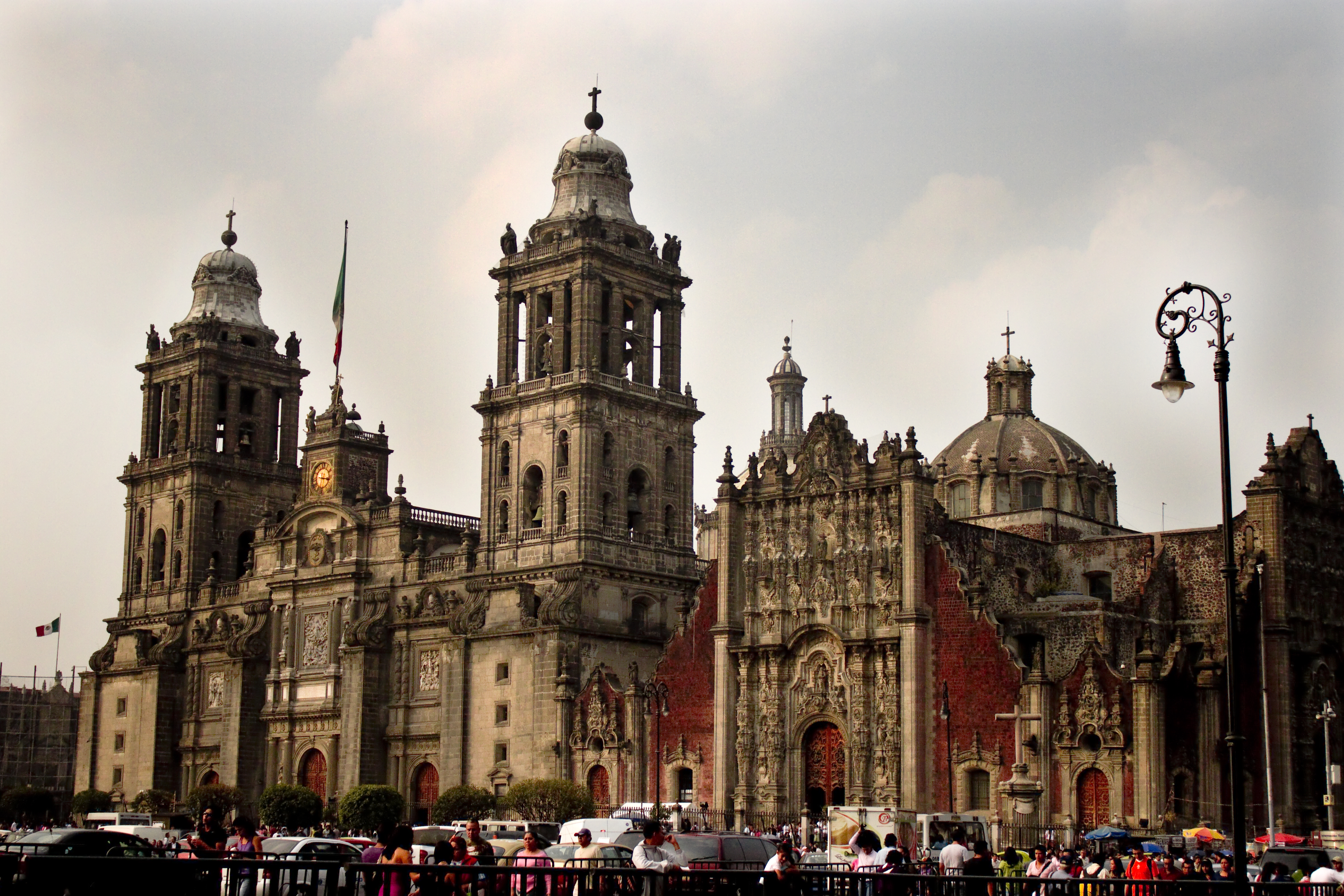
كاتدرائية متروبوليتان ميكسيكو سيتي؛ تلعب الكاثوليكية دورًا مركزيًا في الهوية الهسبانية
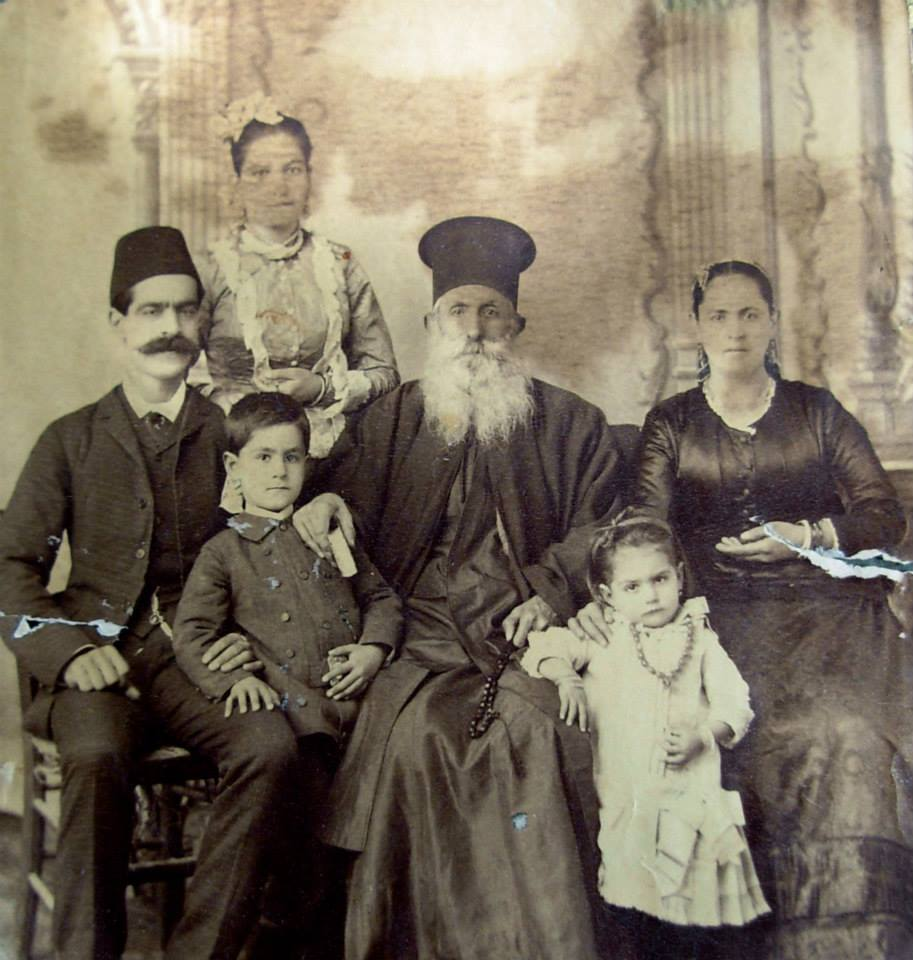
كاهن أرثوذكسي متزوج من القدس مع عائلته (ثلاثة أجيال)، حوالي عام 1893
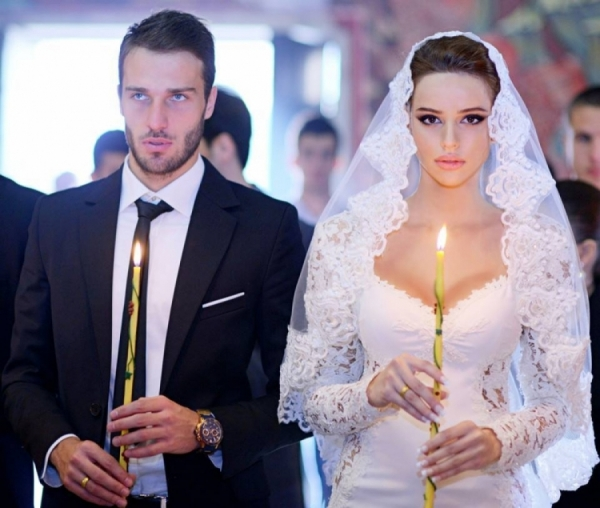
زفاف حسب الطقوس المسيحية الشرقية، تختلف طقوس الزواج المسيحي باختلاف العادات والتقاليد
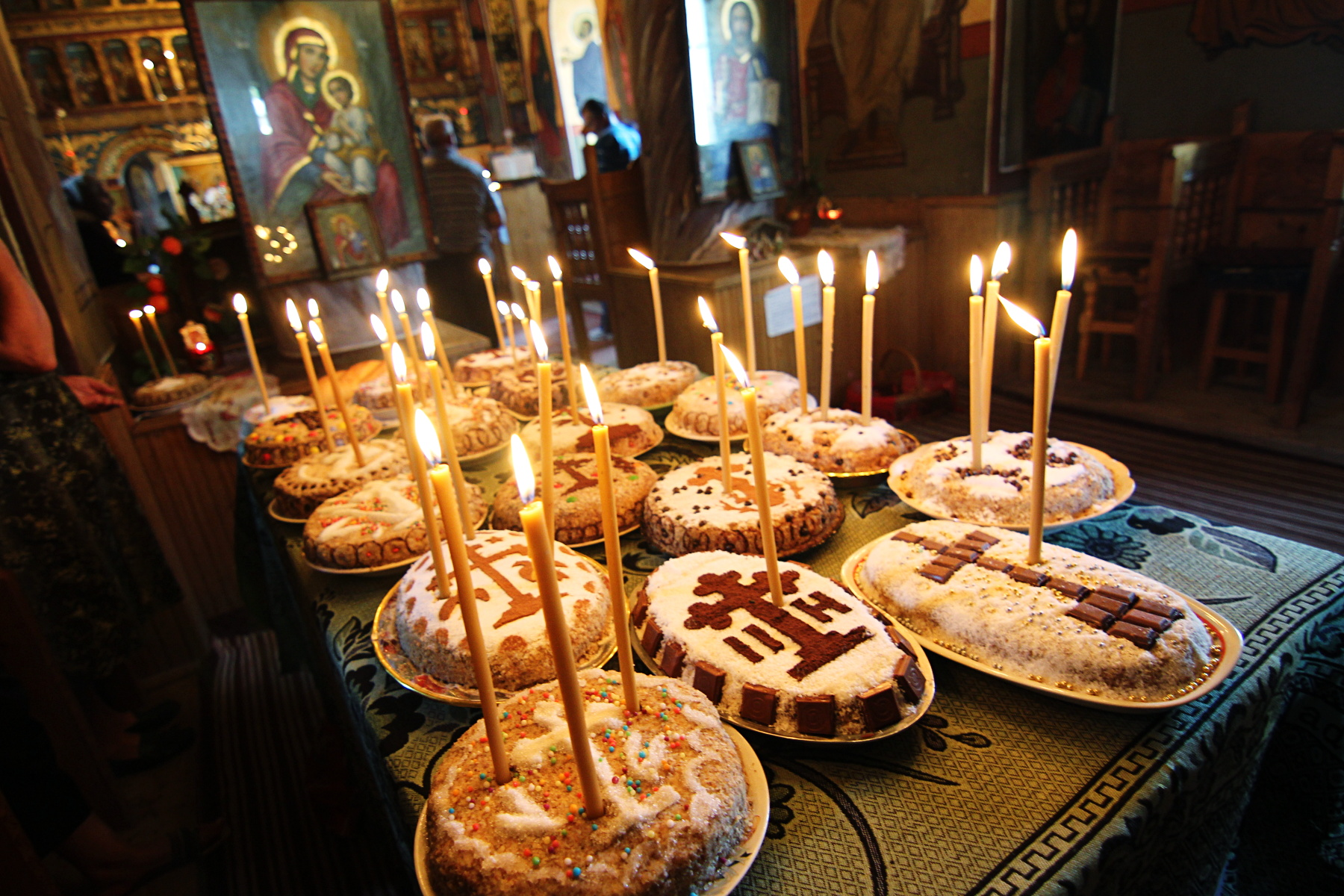
خبز السلافا، يُعدّ الخبز أحد العناصر المُهمة في المطبخ والثقافة المسيحية
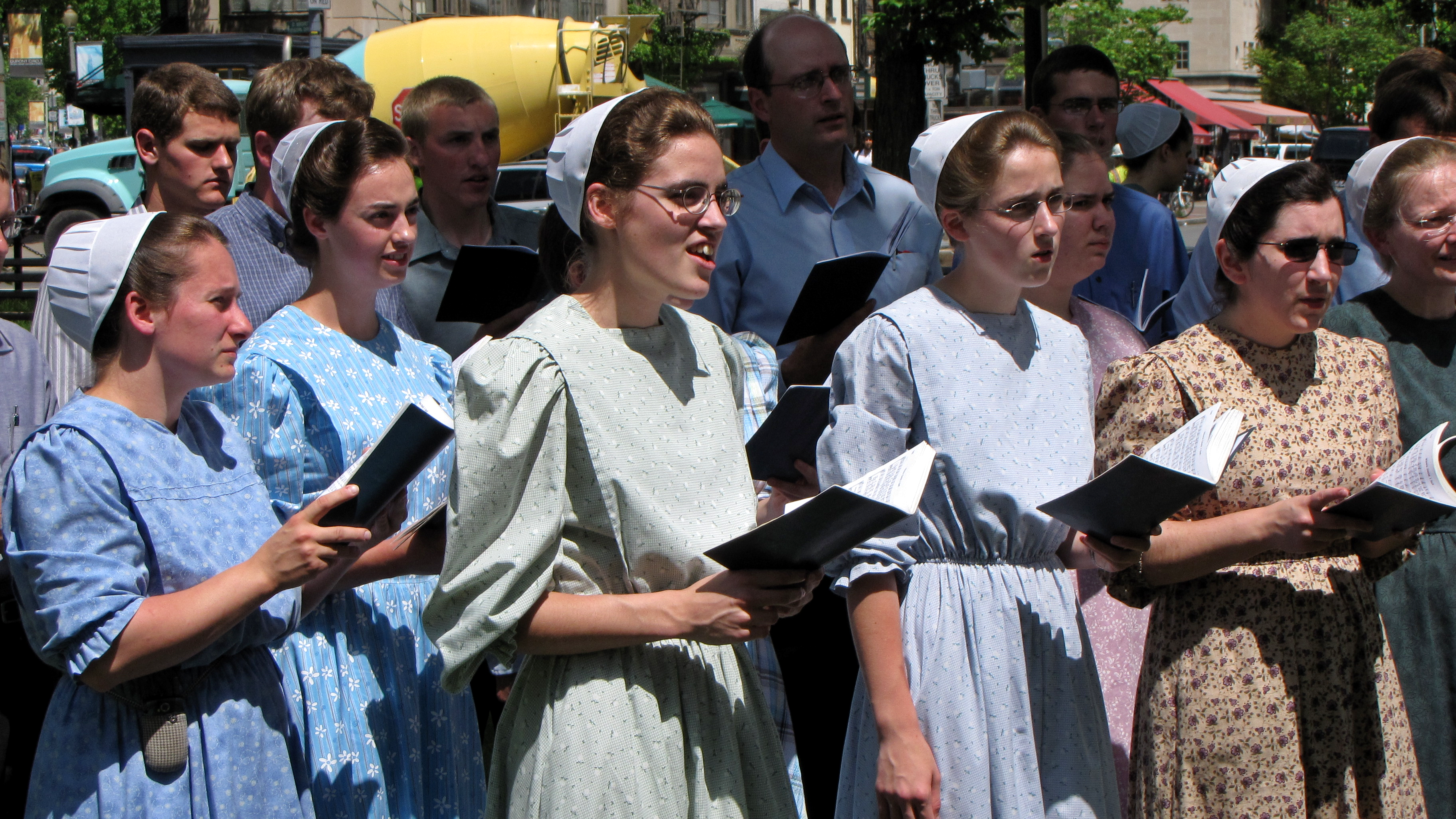
مينونايت يؤدون الصلوات؛ وهم ينتمون إلى طائفة مسيحية سلمية تُعرف بأسلوب حياتها البسيط
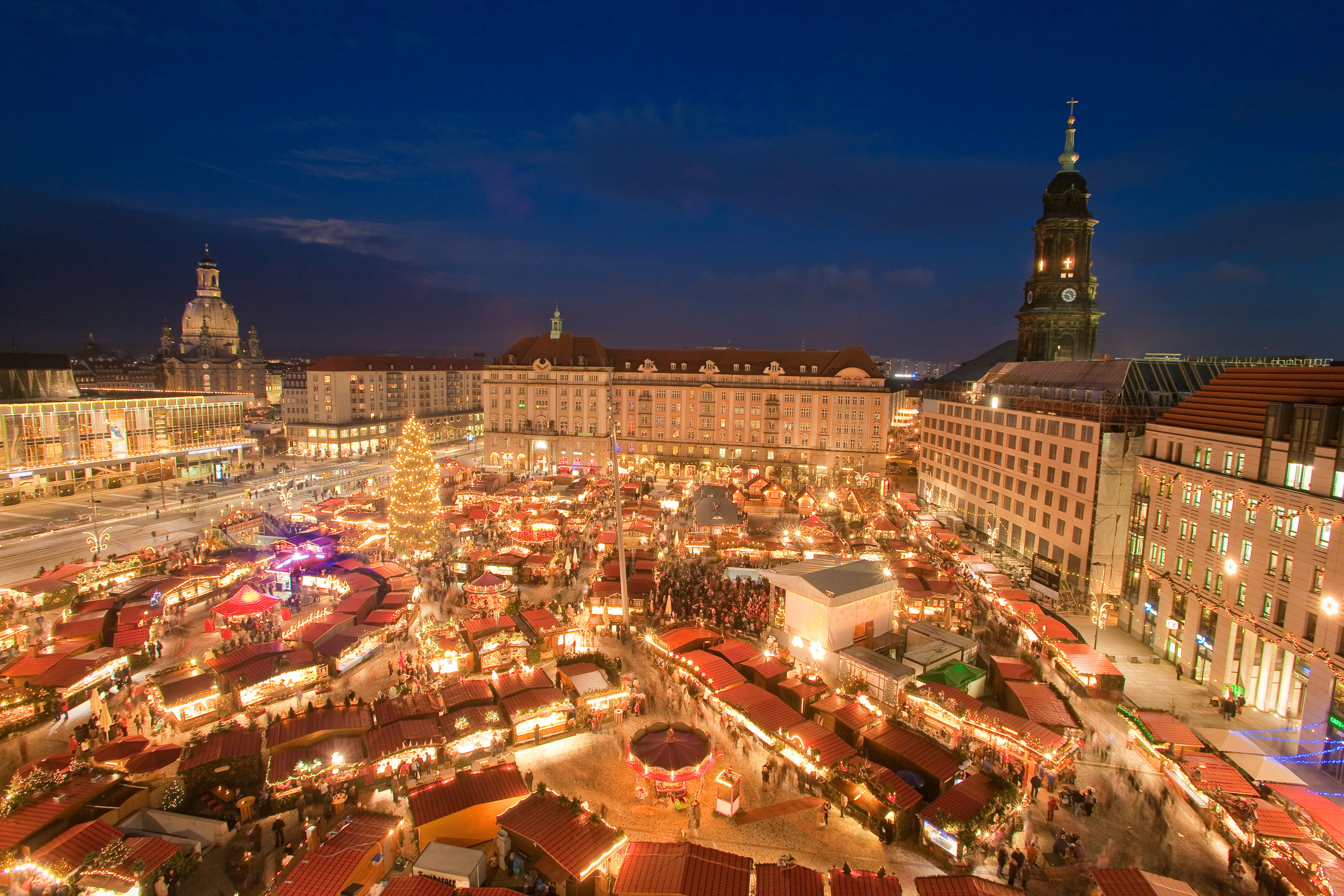
سوق عيد الميلاد في ألمانيا؛ تطورت مجموعة متنوعة من الاحتفالات بعيد الميلاد والتي تضم أشكال من الثقافات الإقليمية والمحلية
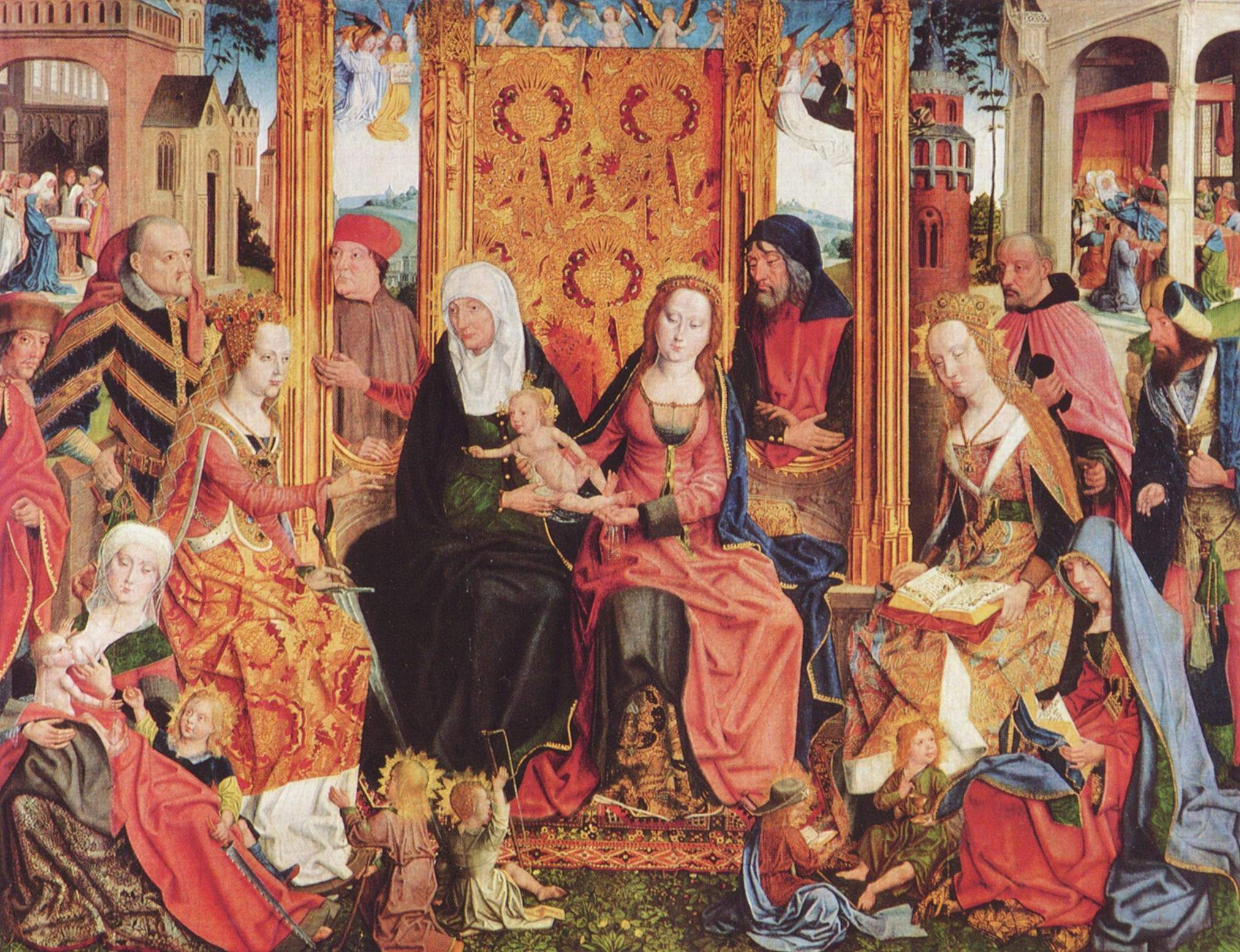
القرابة المقدسة، كان للمسيحية دور في مضمار الفن والأسرة
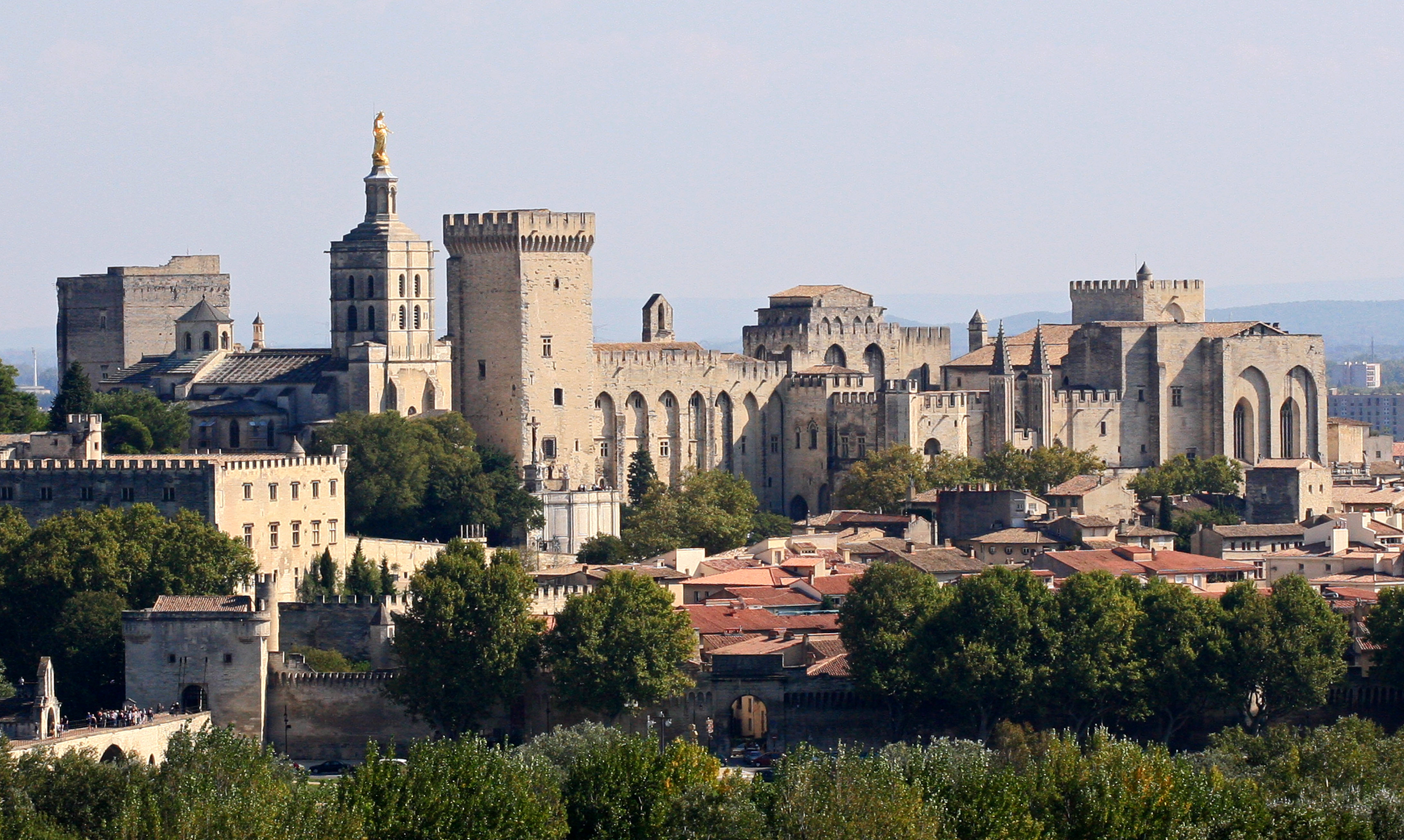
قصر البابوات في أفنيون؛ اضطلعت البابوية بدور سياسيّ بارز في أوروبا وإمبراطورياتها
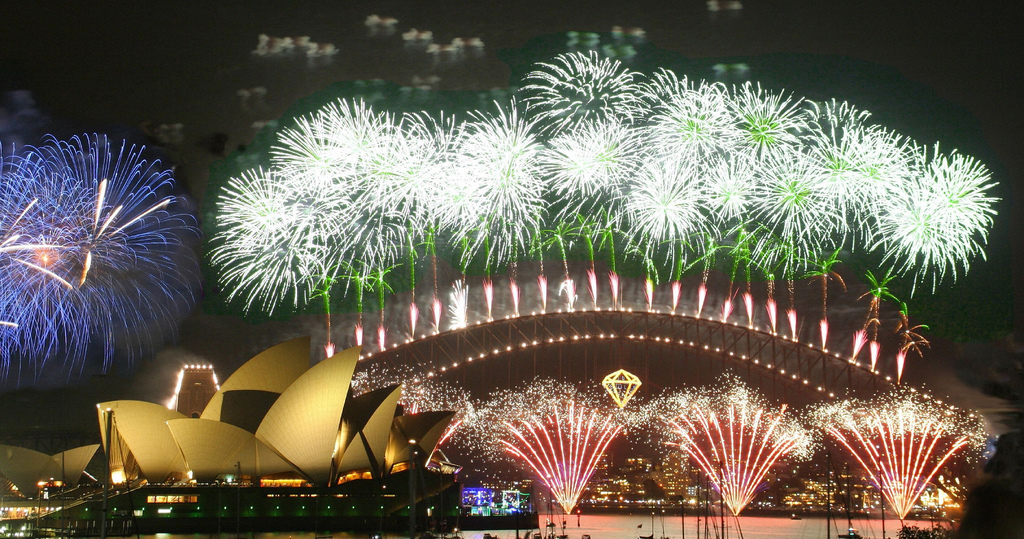
احتفالات رأس السنة الميلادية في سيدني بأستراليا؛ العديد من الأعياد المسيحية هي أيام عطل رسميَّة عالميَّة

### معلومات
1. ↑  تؤكد المراجع الأكاديمية المختلفة بالإجماع وَضِع ومكانة الديانة المسيحية كديانة توحيديّة. منها: الموسوعة الكاثوليكية (في مقالة "توحيدية")؛ ووليام ف. أولبرايت في (كتاب من العصر الحجري إلى المسيحية)، وريتشارد نيبور في (كتاب مصادر الأديان التوحيدية)، وكيرش في (كتاب  الله ضد الآلهة)، وودهيد في (كتاب مقدمة إلى المسيحية)، وموسوعة كولومبيا في (مقالة توحيدية)، وفي القاموس الجديد الثقافي في (مقالة توحيدية)، وفي قاموس اللاهوت الجديد في (مقالة بولس نسخة محفوظة 4 يوليو 2018 على موقع واي باك مشين.؛ صفحة. 496–99)، وفي الموسوعة البريطانية (مقالة التوحيد ومقالة مسيحيّة) حيث تذكر: يضع الباحثون المعاصرون محور التقليد الإيمان المسيحي في سياق الأديان التوحيدية.[6]
2. ↑  الكنيسة اللاتينية هي أكبر كنيسة مستقلة داخل الكنيسة الكاثوليكية وتضم على حوالي 1.3 مليار عضو يتواجدون في كافة أنحاء العالم، كما ويتبع الكنيسة الكاثوليكية 23 كنيسة شرقية في الشرق الأوسط وشمال أفريقيا والقرن الأفريقي والهند وأوروبا الوسطى والشرقية؛ وهي في شراكة كاملة معها وتُعرف بالكنائس الكاثوليكية الشرقية وتضم ما يقارب 18 مليون عضو، ولكل منها تقاليدها المميزة فيما يتعلق بالطقوس الليتورجية وإدارة الأسرار وقوانينها وتشريعاتها الكنسيَّة.
3. ↑  طوائف السبتية، وتجديدية العماد، والأنجليكانية، والمعمدانية، واللوثرية، والميثودية، والمورافية، والخمسينية، والإصلاحية (الأبرشانية والإصلاحية القاريَّة والمشيخية)، والولدينيسية، وجمعية الأصدقاء الدينية، وكنيسة الإخوة البليموث، هي العائلات الرئيسية للبروتستانتية. تشمل المجموعات الأخرى التي تعتبر أحيانًا بروتستانتية التجمعات المسيحية غير الطائفية. كما توجد حركات لاهوتية بروتستانتية تتخطى الخطوط الطائفية وعابرة بين الفروع الرئيسية للبروتستانتية، الإنجيليّة والكاريزماتية مثال بارز عليها.
4. ↑  تتكون الكنيسة الأرثوذكسية من الكنائس التي في شراكة مع بطريرك القسطنطينية المسكونية، وترتيبه الأول بين المتساوين، أي رؤساء الكنائس المستقلة التي تُؤلف الكنيسة الأرثوذكسية. أكبر الكنائس الأرثوذكسية هي الكنيسة الروسية الأرثوذكسية تليها الكنيسة الرومانية الأرثوذكسية والكنيسة الأوكرانية الأرثوذكسية والكنيسة اليونانية الأرثوذكسية والكنيسة الصربية الأرثوذكسية. كما أنّ للكنيسة الأرثوذكسية إرثًا ثقافيًا دينيًا واسعًا، حيث أن أشهر التصنيفات، وأعرقها في هذا الخصوص، الأرثوذكسيَّة السلافيَّة والأرثوذكسيَّة الروميَّة.
5. ↑  وفقًا لمركز بيو للأبحاث عام 2010 كان هناك حوالي 28 مليون مسيحي ينتمون إلى كنائس مسيحية أخرى؛ تشمل الكنائس الأصغر عددًا كل من فروع إرث كنيسة المشرق النسطوريَّة (كنيسة المشرق الآشورية وكنيسة المشرق القديمة)، والاستعادية (تشمل كنيسة يسوع المسيح لقديسي الأيام الأخيرة المورمونية والإخوة المسيحية وشهود يهوه والعلم المسيحي) والكنائس التوحيدية (تشمل الكنيسة التوحيدية في ترانسيلفانيا والجمعية العامة للتوحيديين والكنائس المسيحية الحرة)، والمسيحية الروحانيَّة (تشمل المولوكان والدوخوبور)، بالإضافة إلى الكنائس الكاثوليكية المستقلة واليهودية المسيانيَّة والمسيحية الباطنية.
6. ↑  ألغيت محاكم التفتيش في القرن التاسع عشر وغدا اسمها في القرن العشرين المجمع المقدس لشؤون العقيدة والإيمان؛ وتعتبر محاكم التفتيش من أكثر مؤسسات البشرية سيئة الصيت، وقد بُولغَ في نقل أفعالها حتى قيل أنه راح ضحيتها خمسة ملايين إنسان، في حين توضح كارين آرمسترونغ ومؤرخون آخرون، أن ضحايا محاكم التفتيش لا يتجاوز 13 ألفًا منذ تأسيسها عام 1250 حتى إلغائها عام 1834.[149] انظر أيضًا: النزعات الأصولية، ص. 22-23.
7. ↑  منذ القرون الأولى ظهر عدد من المذاهب والفلسفات المسيحية التي ترفض التثليث، أشهرها الإبيونية والمرقيونية والموناركية والآريوسية، تجدد إحياء الحركات الرافضة لعقيدة التثليث لاحقاً في إطار جماعة الكاثار في القرن الحادي عشر حتى القرن الثالث عشر، ومع ظهور حركة التوحيدية في الكومنولث البولندي الليتواني وترانسيلفانيا خلال عصر الإصلاح البروتستانتي من خلال تعاليم ميغيل سيرفيت وفاوتزو سوسني (نظام العقيدة التجديدية السوسنية)، وفي عصر التنوير في القرن الثامن عشر في المملكة المتحدة والولايات المتحدة، ومن خلال بعض المجموعات التي نشأت خلال الصحوى الكبرى الثانية في القرن التاسع عشر في الولايات المتحدة. اليوم أكبر الطوائف المسيحية اللاثالوثية هي: كنيسة يسوع المسيح لقديسي الأيام الأخيرة (المورمون) وشهود يهوه وإغليشا ني كريستو، على الرغم من وجود عدد من المجموعات الصغيرة الأخرى، بما في ذلك جماعة العلم المسيحي والإخوة المسيحية والكنيسة التوحيدية وكنيسة الوحدة والجمعية العامة للتوحيديين والكنائس المسيحية الحرة وغيرها.
8. ↑  عادةً ختان الذكور في الكنائس القبطيّة والكنائس المسيحية الأخرى:

تحتفظ الكنيسة القبطية الأرثوذكسية في مصر وكنيسة التوحيد الأرثوذكسية الإثيوبية - وهي من أقدم أشكال المسيحية المبكرة - على العديد من المميزات التي تعود إلى عصور المسيحية المبكرة، بما في ذلك ختان الذكور. كما يُمارس اليوم ختان الذكور على نطاق واسع في العديد من البلدان ذات الغالبية المسيحية (مثل الولايات المتحدة والفلبين)، وبين العديد من المجتمعات المسيحيَّة في دول الأنجلوسفير وأفريقيا والشرق الأوسط وأوقيانوسيا وكوريا الجنوبية وغيرها من المناطق.[269]

"أسقطت شريعة الختان في المسيحية في المجمع الأول في أورشليم في حوالي العام 50 كما ذكر في الكتاب المقدس في سفر أعمال الرسل 15/ 23-30، الأ أن الكنائس الأرثوذكسية المشرقية مثل كنيسة التوحيد الأرثوذكسية الإثيوبية وكنيسة التوحيد الأرثوذكسية الإريترية والكنيسة القبطية الأرثوذكسية تفرض شريعة الختان على الذكور وتعطيه بُعد ديني".[270]
9. ↑  تبيح الكنيسة الكاثوليكية للكاثوليك الزواج من غير المعمّدين (اليهود والمسلمين) في الكنيسة، من خلال تشريع «التفسيح البولسي»، ويتم "بشرط ألا يكون هناك خطر على إيمان الطرف الكاثوليكي ولا على تنشئة الأولاد على الإيمان الكاثوليكي".[299] ترفض الكنائس الأرثوذكسية زواج المسيحيين من غير المسيحيين، وتطلب من الطرف غير المسيحي تغيير الملّة وقبول المعمودية ليُباح بذلك الزواج المختلط، أما الكنيسة الآشورية فتنص تشريعاتها على أنه لا يجوز للمرأة المسيحية أن تتزوج بغير المسيحي، في حين يجوز للرجل المسيحي الزواج من غير المسيحية.[300]
10. ↑  يُكرّم الدروز يسوع «ابن يوسف ومريم» والذي يعتبر في معتقدهم المسيح المنتظر وواحدًا من الأنبياء السبعة الناطقين.[430] وتكرم كلا الديانتين أيضًا يوحنا المعمدان والقديس جرجس والنبي إيليا أو كما يسمى عند الدروز بالخضِر، والإنجيليون الأربعة وغيرهم من الشخصيات المشتركة المقدسة والمبجلة.[431]
11. ↑  وفقاً للباحث باروخ شاليف من جامعة كاليفورنيا بين السنوات 1901-2000 كان 78.3% من مجمل جوائز نوبل للسلام، وحوالي 72.5% من جوائز نوبل في الكيمياء، وحوالي 65.3% من جوائز نوبل في الفيزياء، وحوالي 62% من جوائز نوبل في الطب، وحوالي 53.5% من جوائز نوبل في الاقتصاد وحوالي 49.5% من جوائز نوبل في الأدب من نصيب المسيحيين. ويُشير الباحث بنيامين بيت هلحمي من جامعة ميشيغان الحكومية أنه بين السنوات 1901-2000 كان حوالي 56.5% من الحاصلين على جائزة نوبل في المجالات العلمية من المسيحيين.[459] كان البروتستانت ممثلين تمثيلًا زائدًا في الفئات العلمية لجوائز نوبل بينما كان الكاثوليك ممثلين بشكل جيد في فئتي الأدب والسلام.[459]
12. ↑  استنادًا لرأي ماكس فيبر فقد لعبت الكالفينية والتطهيرية دورًا هامًا في ظهور العقلية الرأسمالية في أوروبا والعالم الجديد، وذلك لقولها بأن النجاح على الصعيد المادي هو دلالة على نعمة إلهية واختيار مسبق للخلاص. أنظر:أخلاق العمل البروتستانتية والأخلاق البروتستانتية وروح الرأسمالية.[505] كما ويرى عدد من المؤرخين وعلماء الاجتماع أن ظهور البروتستانتية كان لها أثر كبير في نشوء الثورة العلمية؛ حيث يشيرون إلى أنَّ البروتستانتية تُركز على الاجتهاد وتعطي مكانة مميزة للدراسة والمعرفة والعقل، انظر: البروتستانتية والعلم.[471]

### كتب
| - الكتاب المقدس. - التعليم المسيحي للكنيسة الكاثوليكية. - حبيب بدر، سعاد سليم، جوزيف أبو نهرا، سيبوه سركسيان (2002). المسيحية عبر تاريخها في المشرق. - التعليم المسيحي - الجزء الثاني، إغناطيوس زيادة، المطبعة الكاثوليكية، الطبعة الخامسة، بيروت 1956. - التعليم المسيحي للشبيبة الكاثوليكية - بالعربية، مجموعة من الأساقفة بموافقة البابا بندكت السادس عشر، مكتب الشبيبة البطريركي، بكركي 2012. - التعليم الاجتماعي للكنيسة: الشؤون الحديثة، ليون الثالث عشر، إعداد ميشال عواد، عدالة ومحبة، بيروت 1995. - الكنيسة والعلم، جورج مينوا، ترجمة موريس جلال، دار الأهالي، طبعة أولى، دمشق 2005. - الإنسان والكون والتطور بين العلم والدين، هنري بولاد، دارالمشرق، طبقعة رابعة، بيروت 199. - الإنجيل برواية القرآن، فراس السواح، دار علاء الدين، دمشق 2011. | - الله يسير مع شعبه، فيربو فينو، المكتبة البولسية، جونيه 1996. - النصرانية وآدابها بين عرب الجاهلية، الأب لويس شيخو، المطبعة الكاثوليكية، بيروت 1922. - الفاتيكان وروما المسيحية، محمد قصاص، دار طلاس للنشر، دمشق 1992. - الفرق والمذاهب المسيحية منذ البدايات حتى ظهور الإسلام، نهاد خيّاطة، دار الأوائل، دمشق 2002. - النزعات الأصولية في اليهودية والمسيحية والإسلام، كارين آرمسترونغ، ترجمة محمد الجورا، دار الكلمة، طبعة أولى، دمشق 2005. - التفسير التطبيقي للعهد الجديد، لجنة من اللاهوتيين، دار تايدل للنشر، بريطانيا العظمى، طبعة ثانية 1996. - أساطير أوروبا عن الشرق، رنا قباني، دار طلاس، دمشق 1997. - إطلالة الألف الثالث، يوحنا بولس الثاني، اللجنة الأسقفية لوسائل الإعلام، بيروت 1993. | - السنة المئة، يوحنا بولس الثاني، اللجنة الأسقفية لوسائل الإعلام، بيروت 1990. - الكنيسة في مواجهة العنصرية، اللجنة البابوية عدالة وسلام، اللجنة الأسقفية لوسال الإعلام، بيروت 1988. - بدعة شهود يهوه، إسكندر جديد، نداء الرجاء، حمص 1985. - رب المجد، عبد الفادي القاهراني، دار النفير، بيروت 1990 - تاريخ الكنيسة في الشرق، مجموعة مؤلفين، دار المشرق، بيروت 1998. - تاريخ سوريا ولبنان وفلسطين، فيليب حتي، ترجمة كمال اليازجي، دار الثقافة، بيروت 1983. - كنيسة أنطاكية مدينة الله العظمى، أسد رستم، المكتبة البولسية، جونيه 1988. - سورية في العصور الكلاسيكية، موريس سارتر، ترجمة محمد الدنيا، الهيئة العامة السورية للكتاب، دمشق 2008 | - فتاوى لاهوتية، نعمة الله مطر، جامعة الروح القدس، الكسليك 1966. - مدخل إلى العهد الجديد، لجنة من اللاهوتيين، دار المشرق، الطبعة السادسة عشر، بيروت 1988. - مورد العابدين، المرسلون اللبنانيون، دار كريم نجم، طبعة تاسعة، جونيه 1984. - موسوعة المعرفة المسيحية، أسفار الشريعة أو التوراة، مجموعة من المؤلفين بموافقة بولس باسيم النائب البابوي في لبنان، دار المشرق، طبعة أولى، بيروت 1990. - معجم المجمع الفاتيكاني المسكوني الثاني، عبدو خليفة، المكتبة الشرقية، بيروت 1988. - محطات مارونية من تاريخ لبنان، بولس نعمان، منشورات دير سيدة النصر، بيروت 1997. - يسوع المسيح، شخصيته وتعاليمه، الأب بولس إلياس، المكتبة الشرقية، بيروت 1963. |

## مواقع خارجية
- الموسوعة المسيحية العربية الإلكترونية.
- الأنبا تكلا هيامونت - الموسوعة القبطية الأرثوذكسية.
- الخدمة العربية للكزراة بالإنجيل.